# 日本車站編號

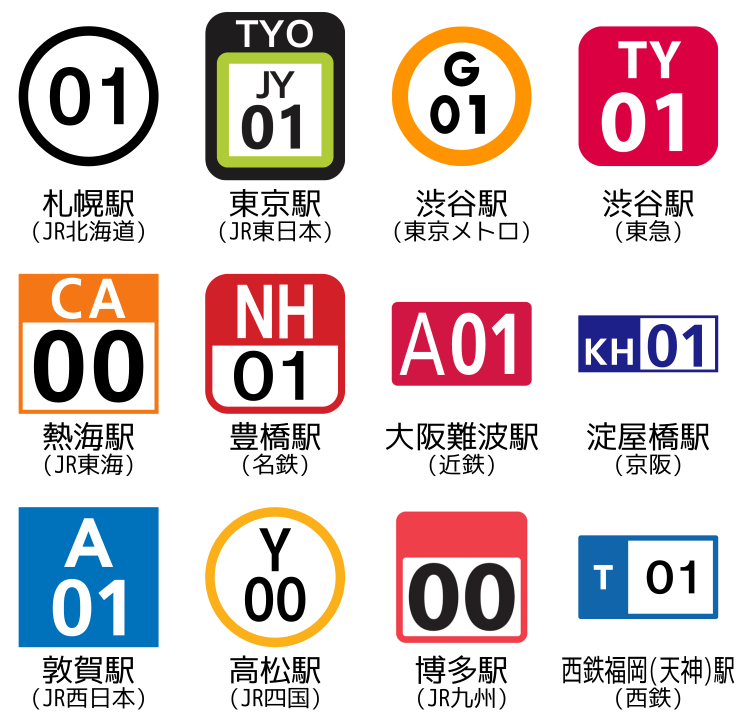
日本車站編號的例子

本條目介紹日本各鐵路系統的車站編號。

## 北海道

### JR北海道

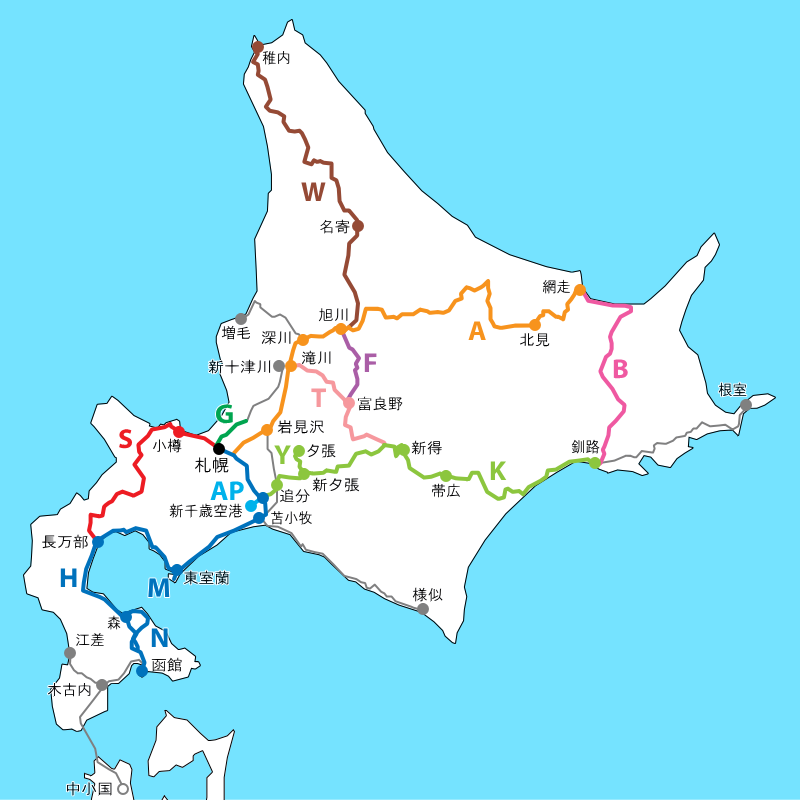
JR北海道的編號系統圖

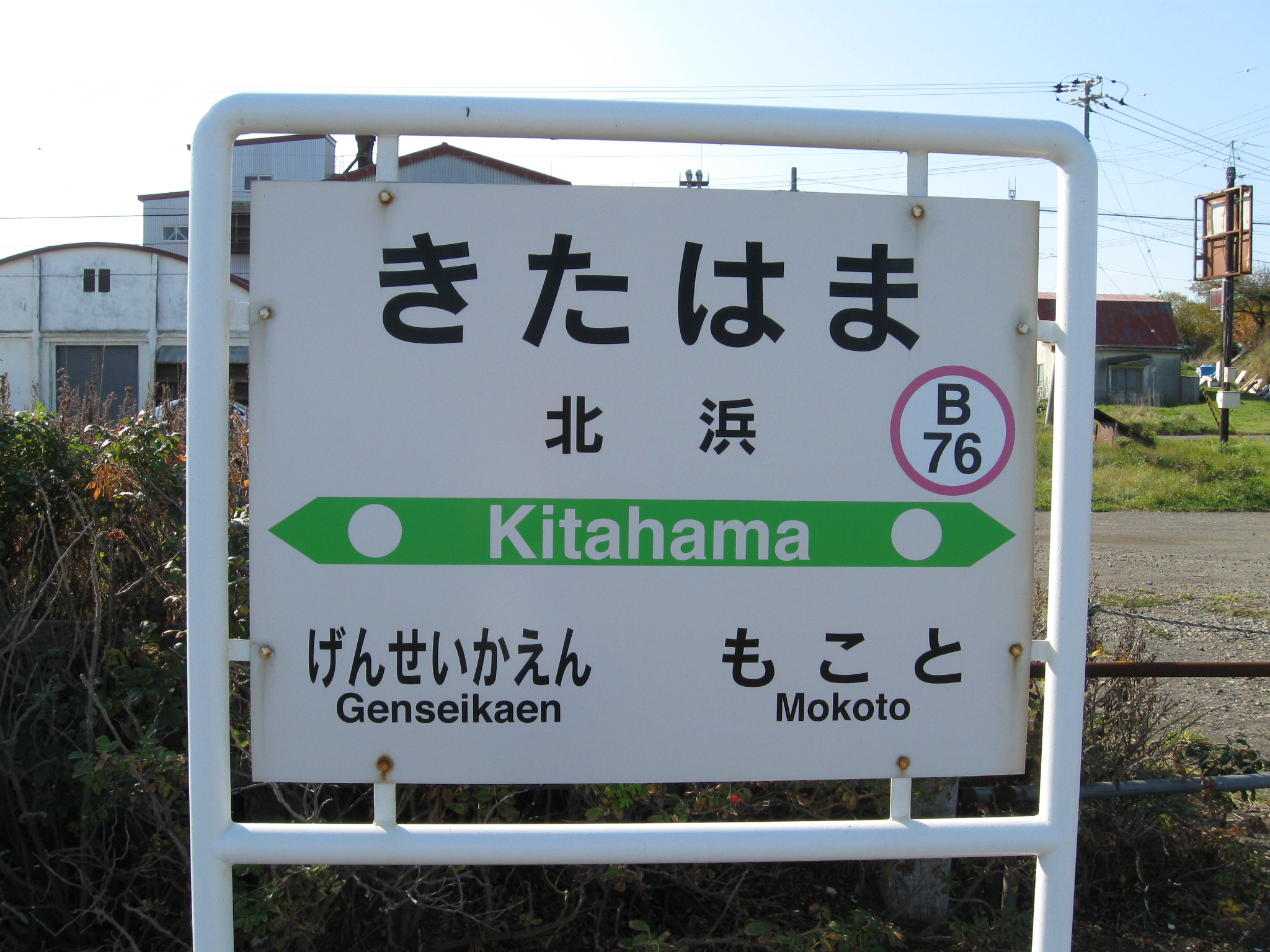
釧網本線北濱站的站名牌，僅顯示該站編號

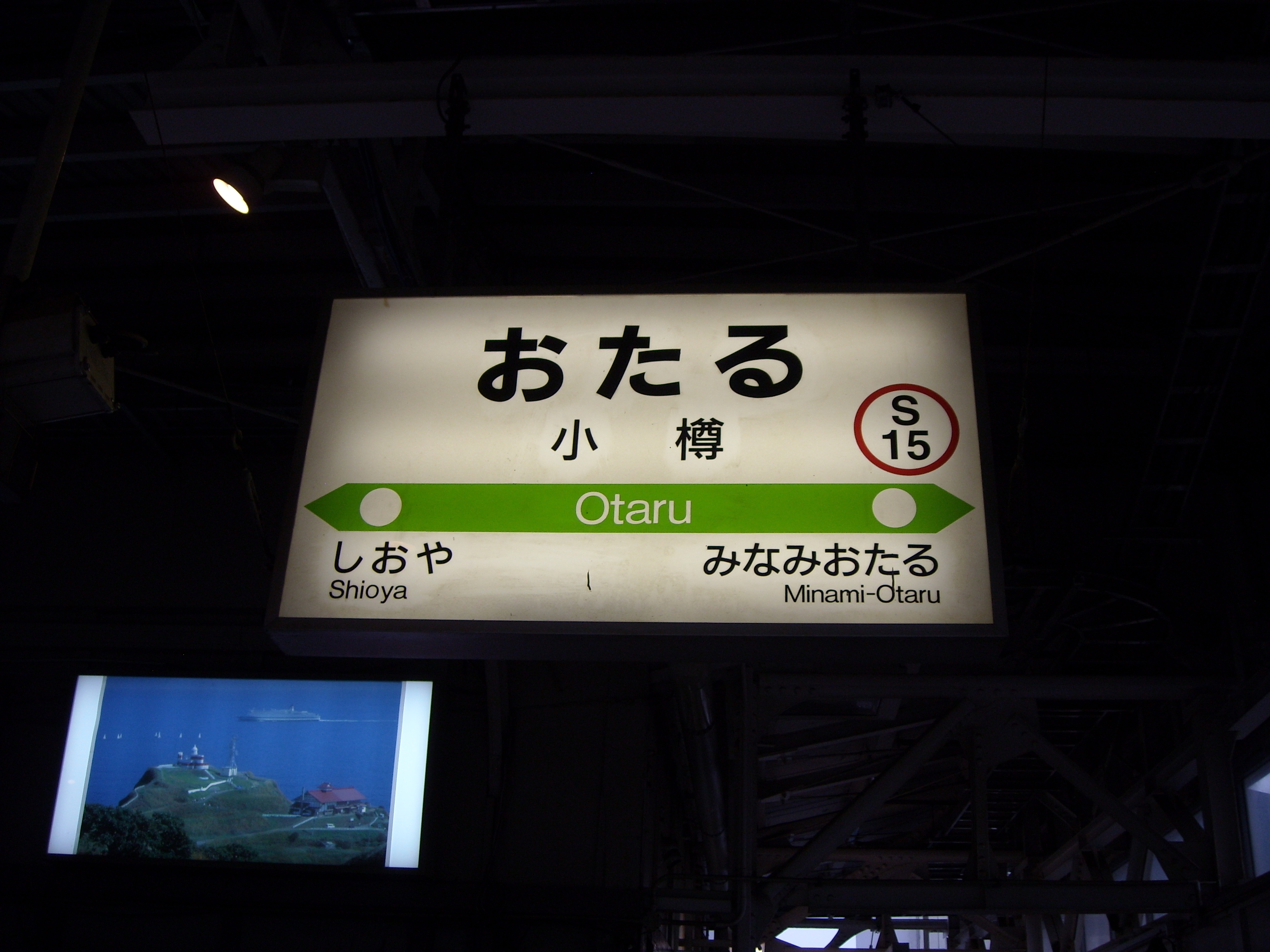
函館本線小樽站的站名牌

北海道旅客鐵道（JR北海道）於2007年10月1日起引入主要車站。中心的札幌站為「01」號。除札幌站以外的車站編號均由首字母（區間記號）與2位數的數字組成。
字母部分是依據特別急行列車的運行系統制定的，而與路線名稱無關。例如函館本線上長万部站編號為H47，而相鄰的二股站編號則為S32。另外，處於路線分歧點的車站首字母採用以下介紹中最先出現的字母。例如南千歲站處於函館方面H路線，新千歲機場方面AP路線，釧路方面K路線的焦點處，而H最先出現，故編號設為H14。
數字部分是表示該站位於以札幌站（01）為起點沿某字母路線數去第幾站的位置，而並非某字母編號上第幾個車站。例如南千歲站所在的3條路線上，距離札幌較遠的鄰站均編為第15號，而以首字母不同區別：美美站為H15，新千歲機場站為AP15，追分站為K15。另外，某些線路上中間的某站距離札幌站最遠，為了避免重複而將一部分車站採用並非站數最少的路線的數字。例如富良野線上的學田站按照站數最少路線為札幌站起第31站，但由於富良野線以旭川站（A28）起算，因此車站編號為F44。
某路線中間的某站廢止並不會影響其他車站的編號，例如在鷲之巢車站（原編號H53）於2016年3月26日廢止後，函館站從札幌站開始為第74站，但車站編號仍保持為H75。

#### 實施車站編號的區間
1.札幌站
札幌站編為01號，為所有路線的起算點。圓圈為○（黑色）。
2.札幌－東室蘭－函館間
區間顏色為○（藍色）。編號按照特急「北斗」、「鈴蘭」（すずらん）的運行系統及相關支線設定。
- H：札幌站－東室蘭站－駒岳站－函館站。採用函館（Hakodate）的首字母「H」。
  - 函館本線：札幌（01）→苗穗站（H02）－白石站（H03）
  - 千歲線：白石站（H03）－沼之端站（H17）
  - 室蘭本線：沼之端站（H17）－長萬部站（H47）
  - 函館本線：長萬部站（H47）－函館站（H75）
    - 廢止編號：H15（美美信號場）、H50（北豐津信號場）、H53（鷲之巢信號場）、H61（桂川站）、H63（姬川站）、H64（東山站）
- M：東室蘭站－室蘭站。採用室蘭（Muroran）的首字母「M」。
  - 室蘭本線：東室蘭（H32）→輪西站（M33）－室蘭站（M36）
- N：森站－渡島砂原站－大沼站。採用流山溫泉（Nagareyama-onsen）的首字母「N」。
  - 函館本線：森站（H62）→東森站（N63）－池田園站（N71）→大沼站（H68）

3.札幌－旭川－網走間 
區間顏色為○（橙色）。編號按照特急「神威」（カムイ）、「丁香」（ライラック）、「鄂霍次克」（オホーツク）及「大雪」的運行系統設定。
- A：白石站－網走站。採用網走（Abashiri）的首字母「A」。
  - 函館本線：白石站（H03）→厚別站（A04）－旭川站（A28）
  - 宗谷本線：旭川站（A28）－新旭川站（A30）
  - 石北本線：新旭川站（A30）－網走站（A69）
    - 廢止編號：A44（上白瀧站）、A46（舊白瀧站）、A47（下白瀧站）、A54（金華站）

4.札幌－旭川－稚內間 
區間顏色為○（茶色）。編號按照特急「宗谷」、「佐呂別」（サロベツ）的運行系統設定。
- W：新旭川站－稚內站。採用稚內（Wakkanai）的首字母「W」。
  - 宗谷本線：新旭川站（A30）→永山站（W31）－稚內站（W80）

5.札幌－帶廣－釧路間 
區間顏色為○（黃綠色）。編號按照特急「大空」（おおぞら）、「十勝」（とかち）的運行系統及相關支線設定。
- K：南千歲站－釧路站。採用釧路（Kushiro）的首字母「K」。
  - 石勝線：南千歲站（H14）→追分站（K15）－新得站（K23）
  - 根室本線：新得站（K23）－釧路站（K53）
    - 廢止編號：K16（東追分信號場）、K19（十三里信號場）、K25（羽帶站）、K33（稻士別站）、K41（上厚內信號場）、K43（直別站）、K44（尺別站）、K46（古瀨信號場）

6.札幌－新千歲機場間 
區間顏色為○（天空藍）。編號按照快速「機場」的運行系統設定。
- AP：南千歲站－新千歲機場站。採用機場（AirPort）一詞中的字母組合「AP」（實際採用此字母組合的僅新千歲機場站一站）。
  - 千歲線：南千歲站（H14）→新千歲機場站（AP15）

7.札幌－小樽－長萬部間 
區間顏色為○（紅色）。編號按照臨時特急「山」、「水」的運行路段設定。
- S：札幌站－小樽站－長萬部站。採用札幌（Sapporo）的首字母「S」。
  - 函館本線：札幌站（01）→桑園站（S02）－二股站（S32）→長萬部站（H47）
    - 廢止編號：S31（蕨岱站）

8.札幌－北海道醫療大學間
區間顏色為○（綠色）。
- G：桑園站－北海道醫療大學站。採用札沼線的愛稱學園都市線（Gakuentoshi Line）的首字母「G」。
  - 札沼線：桑園站（S02）→八軒站（G03）－北海道醫療大學站（G14）

9.瀧川－新得間 
區間顏色為○（桃色）。編號按照臨時特急「富良野薰衣草快車」的運行路段設定。
- T：瀧川站－新得站。採用瀧川（Takikawa）的首字母「T」。
  - 根室本線：瀧川站（A21）→ 東瀧川站（T22）－落合站（T37）→新得站（K23）

10.旭川－富良野間 
區間顏色為○（紫色）。
- F：旭川站－富良野站。採用富良野（Furano）的首字母「F」。
  - 富良野線：旭川站（A28）→神樂岡站（F29）－學田站（F44）→富良野站（T30）
    - 注：臨時站薰衣草花田站亦有編號為F41。

11.釧路－網走間 
區間顏色為○（深桃色）。
- B：釧路站－網走站。採用網走（aBashiri）的第二個字母「B」（因「A」已被札幌－網走區間使用）。
  - 根室本線：釧路站（K53）→東釧路站（B54）
  - 釧網本線：東釧路站（B54）－桂台站（B79）→網走站（A69） 
    - 注：臨時站原生花園站亦有編號為B75。

#### 已廢除路段
新夕張－夕張間
區間顏色為○（黃綠色），為石勝線的支線，惟相關路段於2019年4月1日停駛。
- Y：新夕張站－夕張站。採用夕張（Yubari）的首字母「Y」。
  - 石勝線：新夕張站（K20）→沼之澤站（Y21）－夕張站（Y25）

#### 未設定車站編號的路段
- 海峽線：除與道南漁火鐵道線共用的木古内站（sh01）以外的全線
- 留萌本線：除深川站（A24）以外的全線
- 日高本線：除苫小牧站（H18）以外的全線
- 室蘭本線：除追分站（K15）以外的遠淺站－志文站區間
- 札沼線：石狩金澤站－新十津川站區間，惟相關車站均已關閉
- 根室本線（通稱花咲線路段）：武佐站－根室站區間
- 另外，江差線在獨立為道南漁火鐵道線以前，除五稜郭站（H74）以外均無車站編號。

### 札幌市營地下鐵

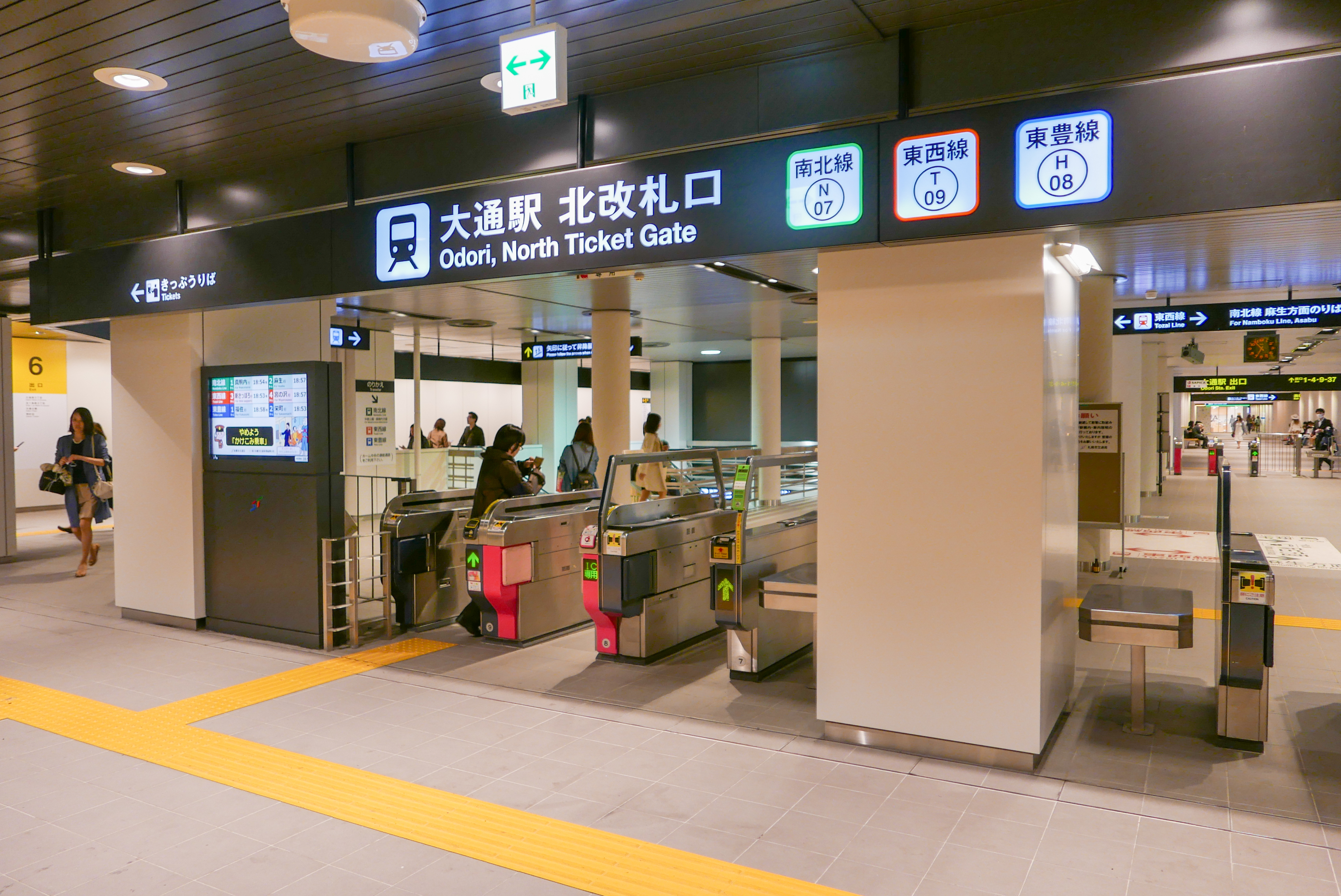
大通站剪票口的車站編號標記

札幌市營地下鐵於2006年1月26日引入。
 N 南北線（N / Namboku）麻生站（N01）－真駒內站（N16）
 T 東西線（T / Tozai）宮之澤站（T01）－新札幌站（T19）
 H 東豐線（H / toHo）榮町站（H01）－福住站（H14）

### 札幌市電
札幌市電於2015年4月1日引入。
- SC 一條線、山鼻西線、山鼻線、都心線（SC / Street Car）西4丁目站（SC01）－狸小路站（SC24）

### 函館市電
函館市電於路線圖記載車站編號。引入時期不詳。
■Y 2系統（Y / Yachigashira）湯之川站（DY01）－十字街站（DY20） → 寶來町站（Y24）－谷地頭站（Y26）
■D 5系統（D / Dokku）湯之川站（DY01）－十字街站（DY20） → 末廣町站（D21）－函館船塢前站（D23）

### 道南漁火鐵道
道南漁火鐵道於2016年3月26日啟用時引入車站編號。因五稜郭站已由JR北海道引入車站編號H74，道南漁火鐵道線的車站編號予以跟隨。。
- 道南漁火鐵道線（sh / South Hokkaido）木古內站（sh01）－七重濱站（sh11）

截至2017年，道南漁火鐵道線是日本車站編號路線記號當中唯一使用「小草字母」的路線（東京地下鐵丸之內線的方南町支線也曾經使用「m」，但2016年11月改用大草與小草並用的字母「Mb」）。

## 東北

### 弘南鐵道
弘南鐵道於2020年10月10日起於大鰐線引入車站編號。弘南線於2021年4月12日引入。弘南線的路線記號為「KK」、大鰐線為「KW」。
- 弘南線 (KK / Konan Konan) 弘前站（KK01）－黑石站（KK13）
- 大鰐線（KW / Konan oWani）中央弘前站（KW01）－大鰐站（KW14）

### 仙台市地下鐵
仙台市地下鐵南北線於2015年3月、東西線於2015年12月6日通車同時引入。
N 南北線（N / Namboku）泉中央站（N01）－富澤站（N17）
T 東西線（T / Tozai）八木山動物公園站（T01）－荒井站（T13）

## 關東

### JR東日本、東京單軌電車、東京臨海高速鐵道
JR東日本為方便2020年東京奧運到訪日本的遊客，自2016年10月起，於雙線運行的首都圈地域的通勤路線，連同同集團公司的東京單軌電車、東京臨海高速鐵道引入車站編號。此外，站名牌除標記車站編號之外，更會以中文（簡體字）與韓文標記車站名稱。
2018年1月26日，JR宣佈將編號擴大至電車特定區間外的千葉站－成田機場站間，同年11月22日進一步擴大至大船站－熱海站－伊東站間，2019年3月29日再擴大至相模湖站－大月站間，2020年3月23日進一步擴展至中央本線初狩站－小淵澤站間。藤澤站－熱海站間引入後，東海道本線除美濃赤坂線外所有客運車站都已引入車站編號。另一方面，2019年11月30日相鐵·JR直通線鶴見站－羽澤橫濱國大站間開業後，與開業的同時加設相同路段的電車特定區間，但羽澤橫濱國大站不使用JR的車站編號。該站的導覽中使用相鐵的編號「SO51」。
路線編號以2個英文字母，「J」開頭及路線名的首字（例：山手線－JY。若有重覆的編號如東京地下鐵、都營地下鐵重號則取其後方字母。例外為東京單軌電車（MOnorail）採用「MO」、臨海線（Rinkai）採用「R」1個字母），原則上由東京站始發的路線從東京站開始編號（通過東京站的路線及經過的路線以南行及西行遞增，山手線及武藏野線以東京站為基準逆時計編號），按首都圈地區各路線的車站編號，兩位數字（例：山手線東京站…JY01）。此外，編號外框顏色與路線顏色相同。若轉乘站與東京地下鐵同一站，該站將有多於一個車站編號。
與其他公司路線不同，東京站、新宿站等主要轉車站均附有IATA機場代碼（例：東京站－TYO）。
 JR東日本
-  東海道線（JT / Tōkaidō）東京站（JT 01）－大船站（JT 07）－熱海站（JT21）－伊東站（JT26）
藤澤站－熱海站間與伊東線並非位於電車特定區間，但在2018年11月以本路線記號延長方式加設。大船站－藤澤站間有當地自治體設置新站的構想，特此而跳過編號。另外，國府津站、熱海站已有JR東海的車站編號（國府津站（CB00）、熱海站（CA00））、伊東站有伊豆急行的車站編號（IZ01）。
上野東京線列車，行走路線的邊界位於東京站構內，往東海道線直通的列車通常發着的9、10號月台採用「JT」，後述的往宇都宮線、高崎線、常磐線直通列車通常發着的7、8號月台採用「JU」。
-  橫須賀·總武快速線·總武本線·成田線（JO / yOkosuka）久里濱站（JO 01）－千葉站（JO 28）－佐倉站（JO 33）－成田機場站（JO 37）
東千葉站－成田機場站之間的總武本線、成田線路段位於電車特定區間外，不過2018年1月以本路線記號延長的形式設立。
-  京濱東北·根岸線（JK / Keihin）大船站（JK 01）－大宮站（JK 47）
-  橫濱線（JH / yokoHama）東神奈川站（JH 13）－八王子站（JH 32）
編號以根岸線大船站作起點。
-  南武線（JN / Nambu）
  - 本線 川崎站（JN 01）－立川站（JN 26）
  - 南武支線 八丁畷站（JN 51）－濱川崎站（JN 54）

-  鶴見線（JI / tsurumI）
  - 本線 鶴見站（JI 01）－扇町站（JI 10）
  - 海芝浦支線 新芝浦站（JI 51）－海芝浦站（JI 52）
  - 大川支線 大川站（JI 61）

-  山手線（JY / Yamanote）東京站（JY 01）－有樂町站（JY 30）
-  中央本線及直通2條路線（JC / Chūō）
  - 中央線快速 東京站（JC 01）－高尾站（JC 24）－大月站（JC 32）
  - 青梅線 西立川站（JC 51）－奧多摩站（JC 74）
  - 五日市線 熊川站（JC 81）－武藏五日市站（JC 86）

相模湖站－大月站的中央本線內位於電車特定區間外，2019年3月起採用中央線快速電車東京站－高尾站的路線記號與編號延續的型式擴展。
-  中央·總武線（各站停車）（JB / sōBu）三鷹站（JB 01）－千葉站（JB 39）
中野站、西船橋站採用東西線車站編號（中野站（T-01）、西船橋站（T-23））。
-  宇都宮線（東北本線）、高崎線（JU / Utsunomiya）東京站（JU 01）－大宮站（JU 07）
高崎線本來不是屬於編號對象的路線，但運行系統原則上所有列車都直通至東京站－大宮站之間，與宇都宮線一體化，並與宇都宮線連名。
有關上野東京線列車，行走路線的邊界位於東京站構內，宇都宮線、高崎線（常磐線）直通列車通常到發的7、8號月台編為「JU」、東海道線直通列車通常到發的9、10號月台編為「JT」，交替出現。
-  埼京線（JA / sAikyō）大崎站（JA 08）－大宮站（JA 26）
編號以臨海線新木場站作起點。
-  常磐快速線（JJ / Jōban）上野站（JJ 01）－取手站（JJ 10）
同線尚有■常磐線（中距離列車）行走。包括中距離列車一部分直通品川站、新橋站、東京站不設常磐線快速的編號，常磐線的上野東京線列車在中途站交替使用「JJ」、「JU」、「JT」的記號。
-  常磐線各站停車（JL / Local）綾瀨站（JL 19）－取手站（JL 32）
編號以千代田線代代木上原站作起點。
常磐線快速與常磐線各站停車的路線顏色皆為■翡翠綠色，實際上只能各自使用一個來區別，在許多的情況下只能使用其中一種顏色。然而，媒體亦未有統一的顏色（參見常磐緩行線#路線顏色）。
-  京葉線（JE / kEiyō）東京站（JE 01）－千葉港站（JE 17）
車站編號引入時幕張豐砂站（JE 13）（2023年3月18日開業）未開業，車站開業後海濱幕張站（JE 14）—千葉港站（JE 17）的車站編號向後順延1位（起初為海濱幕張站（JE 13）—千葉港站（JE 16））。
支線的西船橋站採用武藏野線的車站編號（JM 10）。
蘇我站不屬電車特定區間，因此不設車站編號。。
-  武藏野線（JM / Musashino）西船橋站（JM 10）－府中本町站（JM 35）
編號以京葉線東京站作起點。
-  湘南新宿線（JS / Shōnan）逗子站（JS 06）－大宮站（JS 24）
編號以橫須賀線久里濱站作起點。

- 三字母代碼

- 東京站 TYO
- 神田站 KND
- 秋葉原站 AKB
- 上野站 UEN
- 日暮里站 NPR
- 池袋站 IKB
- 新宿站 SJK
- 高輪Gateway站 TGW

- 澀谷站 SBY
- 惠比壽站 EBS
- 大崎站 OSK
- 品川站 SGW
- 濱松町站 HMC
- 新橋站 SMB
- 赤羽站 ABN

- 浦和站 URW
- 大宮站 OMY
- 大船站 OFN
- 戶塚站 TTK
- 橫濱站 YHM
- 武藏小杉站 MKG
- 川崎站 KWS

東京單軌電車
-  東京單軌電車羽田機場線（MO / MOnorail）單軌濱松町站（MO01）－羽田機場第2航站樓站（MO11）

東京臨海高速鐵道
-  臨海線（R / Rinkai）新木場站（R01）－大崎站（R08）

### 東京地下鐵、都營地下鐵

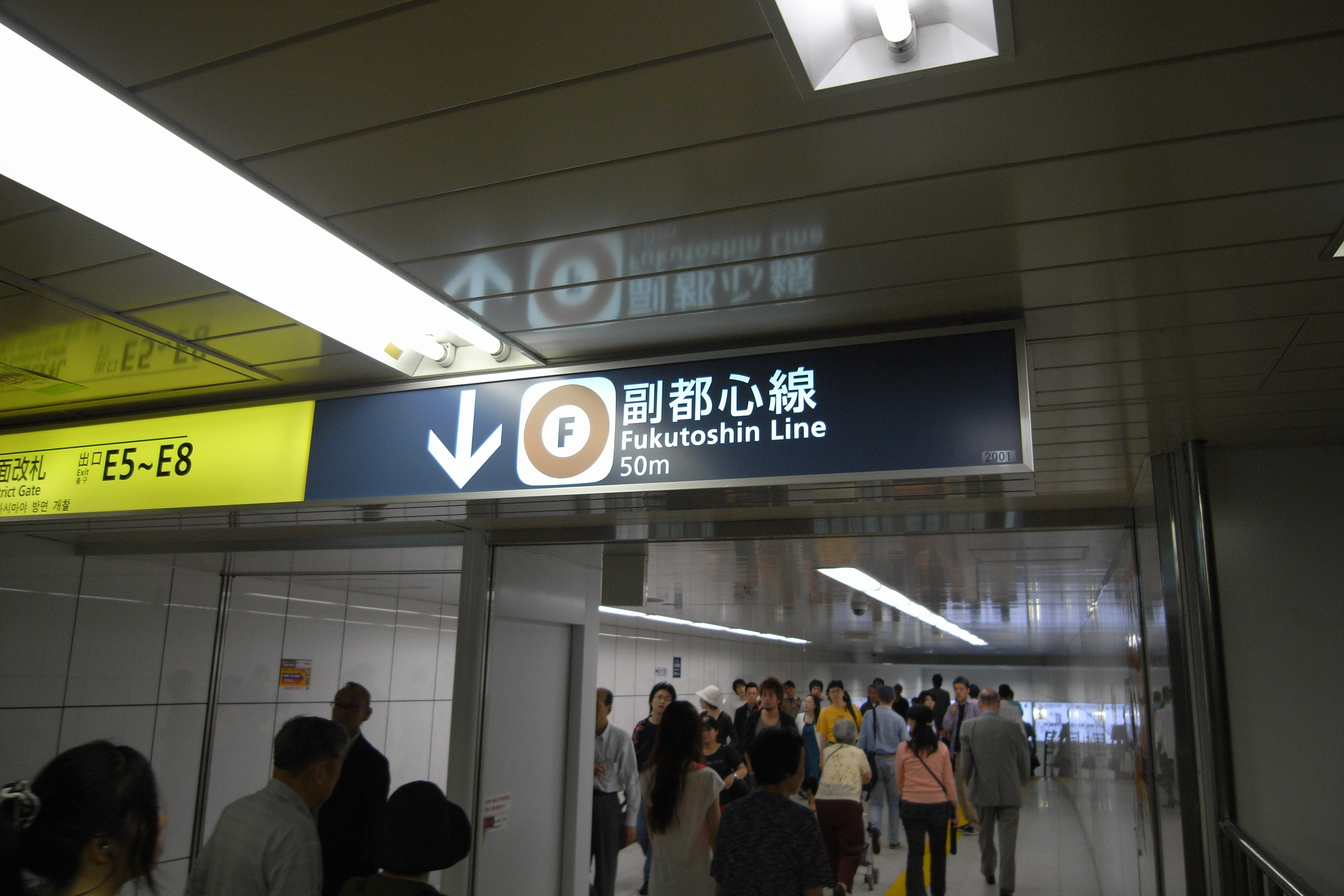
附設路線編號（F）的誘導標識（東京地下鐵）

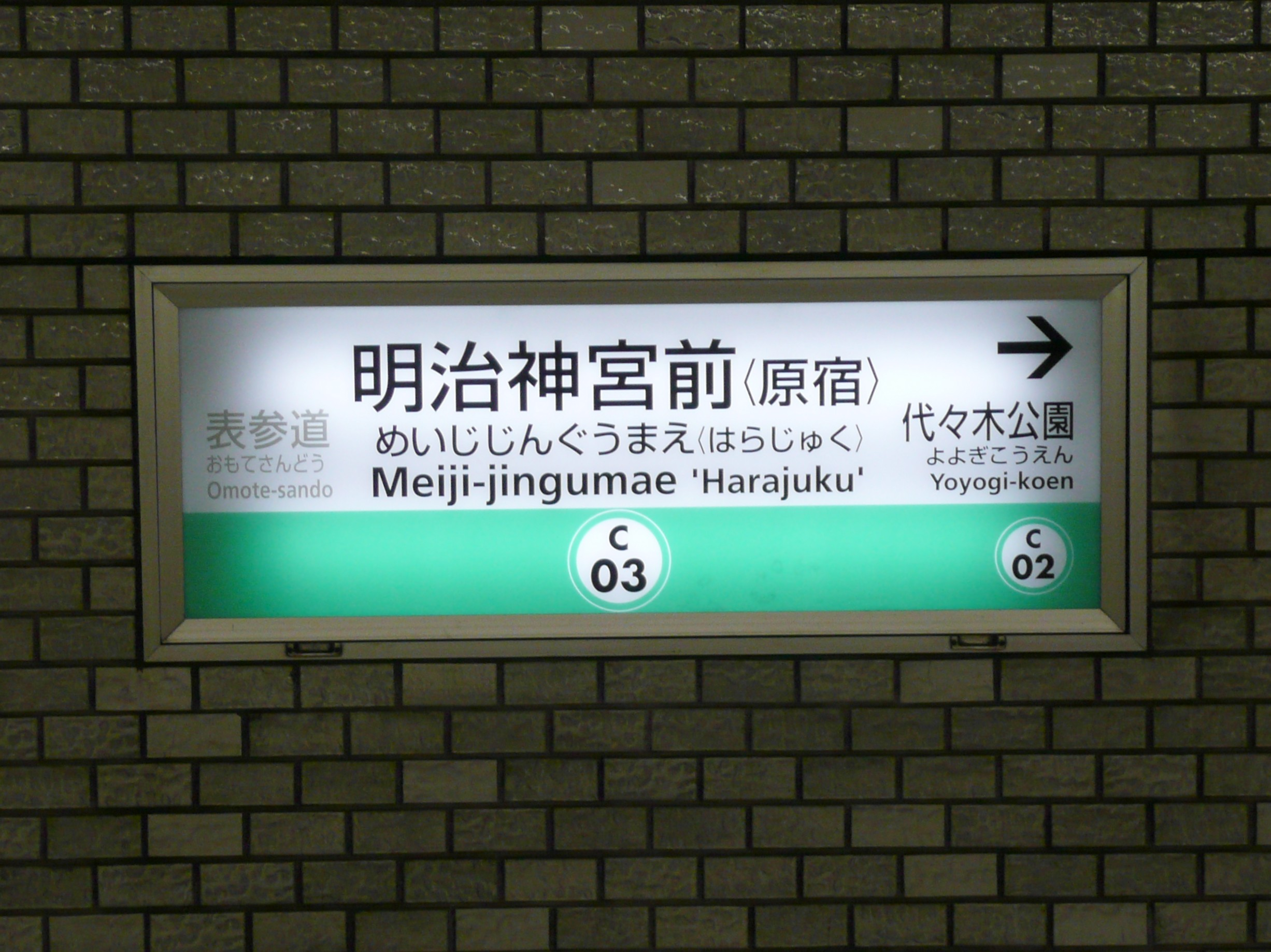
東京地下鐵的已編號站名牌

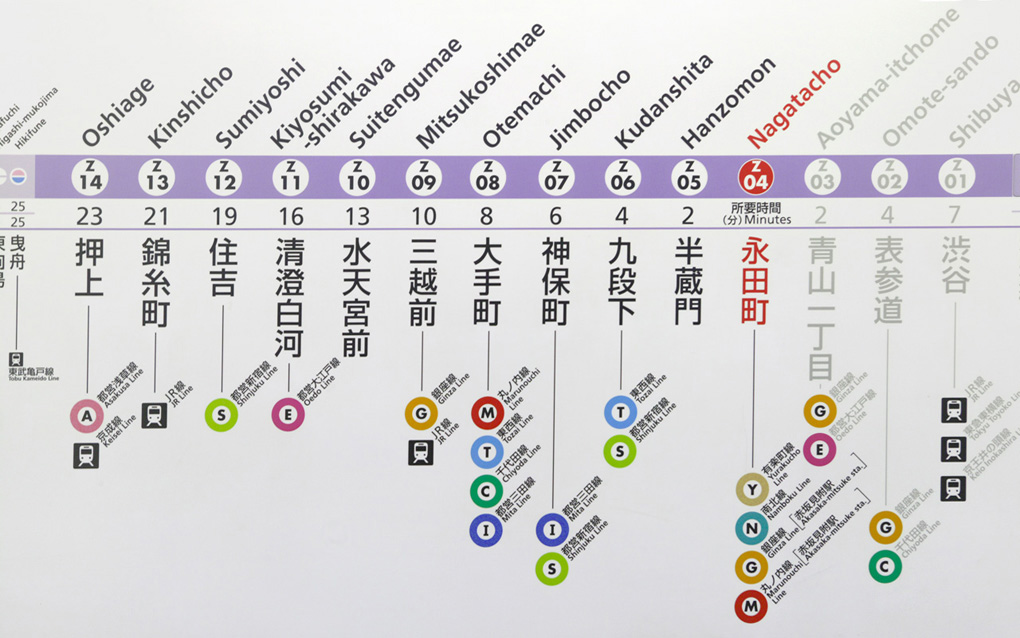
東京地下鐵車站編號路線圖

東京地下鐵連同東京都交通局（都營地下鐵）為方便起見，引入了路線顏色、路線名的表現、記載方法、乘車制度等多項制度。
2004年4月1日東京地下鐵接手營團地下鐵時引入。澀谷站、新宿站、池袋站等西面的車站以「01」開始排序。始發站與終到站不存在較西方或是字型路線（丸之內線、都營三田線）的情況下，以西南方起逆時針遞增編號。都營大江戶線是例外，以順時針方向遞增編號（後述）。
目黑站（N-01/I-01）－白金高輪站（N-03/I-03）之間2.3公里的路段由東京地下鐵南北線與都營三田線、和光市站（Y-01/F-01）－小竹向原站（Y-06/F-06）之間8.3公里的路段由東京地下鐵有樂町線與副都心線共用車站設施與軌道，因此會有一站兩號的情況。同一站的路線記號部分不同，但數字部分是相同的。有樂町線與副都心線小竹向原站（Y-06/F-06）－池袋站（Y-09/F-09）之間使用不同的軌道，但由於中途的車站數量相同，編號數字部分仍然相同。
東京地下鐵
-  銀座線（G / Ginza）澀谷站（G-01）－淺草站（G-19）
-  丸之內線（M / Marunouchi）荻窪站（M-01）－池袋站（M-25）
-  丸之內線支線（Mb / Marunouchi Branch）方南町站（Mb-03）－中野新橋站（Mb-05）
05－03的編號是按照分岔點中野坂上站（M-06）的編號遞減。
-  日比谷線（H / Hibiya）中目黑站（H-01）－北千住站（H-22）
-  東西線（T / Tozai）中野站（T-01）－西船橋站（T-23）
-  千代田線（C / Chiyoda）代代木上原站（C-01）－北綾瀨站（C-20）
-  有樂町線（Y / Yurakucho）和光市站（Y-01）－新木場站（Y-24）
-  半藏門線（Z / hanZomon）澀谷站（Z-01）－押上站（Z-14）
「HANzomon」的H已被日比谷線、A已被淺草線、N已被南北線使用，因此採用Z作為路線編號。
-  南北線（N / Namboku）目黑站（N-01）－赤羽岩淵站（N-19）
-  副都心線（F / Fukutoshin）和光市站（F-01）－澀谷站（F-16）

都營地下鐵
-  淺草線（A / Asakusa）西馬込站（A-01）－押上站（A-20）
-  三田線（I / mIta）目黑站（I-01）－西高島平站（I-27）
「Mita」的M已被丸之內線使用，因此採用I作為路線編號。
-  新宿線（S / Shinjuku）新宿站（S-01）－本八幡站（S-21）
-  大江戶線（E / o-Edo）新宿西口站（E-01）－光丘站（E-38）
大江戶線是特例，由於路線是從新宿西口站起「6」字型順時針連接光丘，因此不是從西面起編為01。此外，路線記號應為「O」，但由於與數字「0」太接近而改為採用「E」作為路線編號。

### 百合鷗號
百合鷗號於有明站－豐洲站之間延伸段通車的2006年3月27日同時引入。因為「Yurikamome」的Y已經與有樂町線重覆，因此改用U作為路線編號。
- 臨海線（百合鷗號）（U / yUrikamome）新橋站（U-01）－豐洲站（U-16）

### 東京櫻電（都電荒川線）、日暮里-舍人線
東京都交通局的東京櫻電（都電荒川線）與日暮里-舍人線預定在2017年11月下旬起依次引入車站編號。
日暮里-舍人線自開業當初以沒有記號部分（英文字母）只有單純數字構成，但為了2020年東京奧運會、東京殘奧會起見，在車站編號前面加入了代表「Nippori-Toneri」的「NT」的路線記號。不過，2023年廢除的上野懸垂線則沒有引入。
-  東京櫻電（都電荒川線）（SA / Tokyo SAkura Tram）三之輪橋停留場（SA 01）－早稻田停留場（SA 30）
-  日暮里-舍人線（NT / Nippori-Toneri Liner）日暮里站（NT 01）－見沼代親水公園站（NT 13）

### 京成電鐵、北總鐵道、芝山鐵道

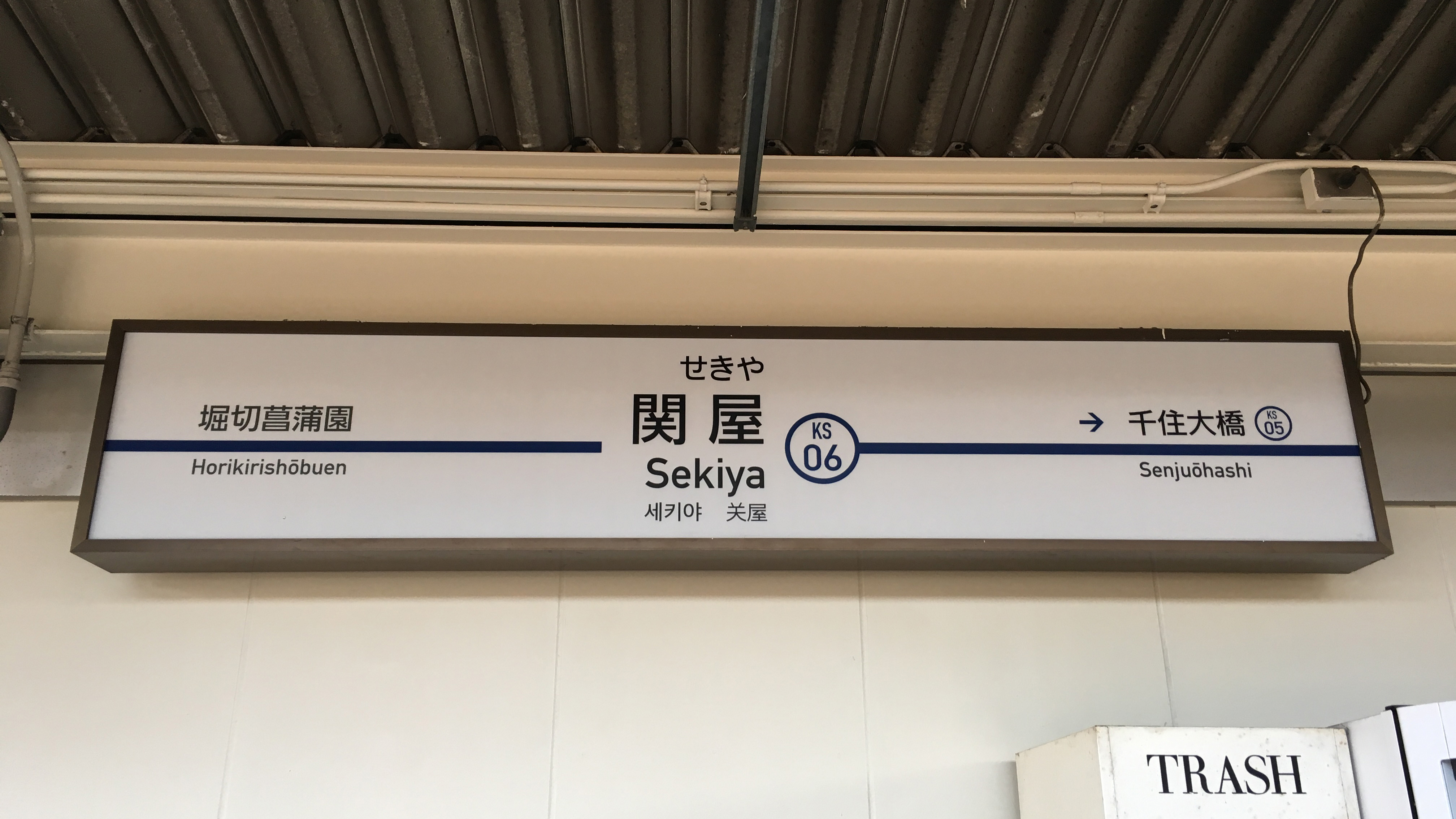
通常的站名牌（京成本線 京成關屋站）

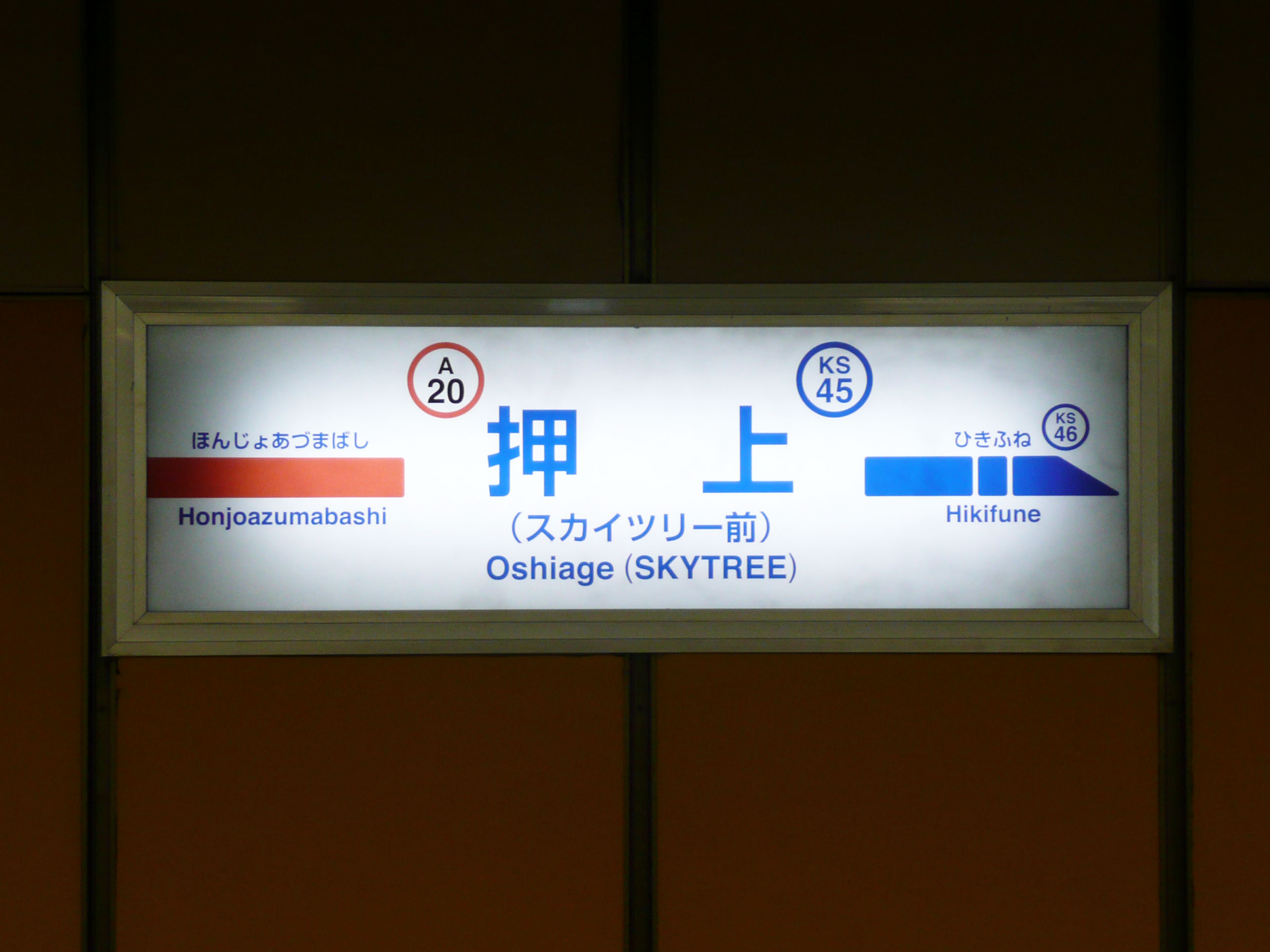
重覆編號的例子（都營、京成 押上站）

京成電鐵、北總鐵道、芝山鐵道於2010年7月17日（京成成田Sky Access通車日）引入。路線記號以京成「KeiSei」表示「KS」、北總「HokuSo」表示「HS」、芝山「ShibayamaRailway」表示「SR」，並配以數字組成。
京成編號的基準為以上野作「KS01」起按京成本線遞增，各路線連同押上及與本線接續的路線，如北總、芝山則繼續按照車站已有編號向東遞增。
3間公司對重覆編號的車站採用以下方針：京成本線與京成其他路線的分岔點採用本線的編號，北總與重覆的京成車站當中，東松戶站、新鎌谷站、千葉新市鎮中央站、印旛日本醫大站只使用北總的編號（HS）。
新鎌谷站、京成津田沼站、押上站是例外，採用新京成線與都營地下鐵淺草線的車站編號（依次為SL11、SL24、A-20）、新鎌谷站與京成津田沼站於新京成線全線通車後引入（後述）、押上站則以「京成押上線的起點」為理由，北總與京成的車站使用3個編號「HS08」「KS26」「KS45」。

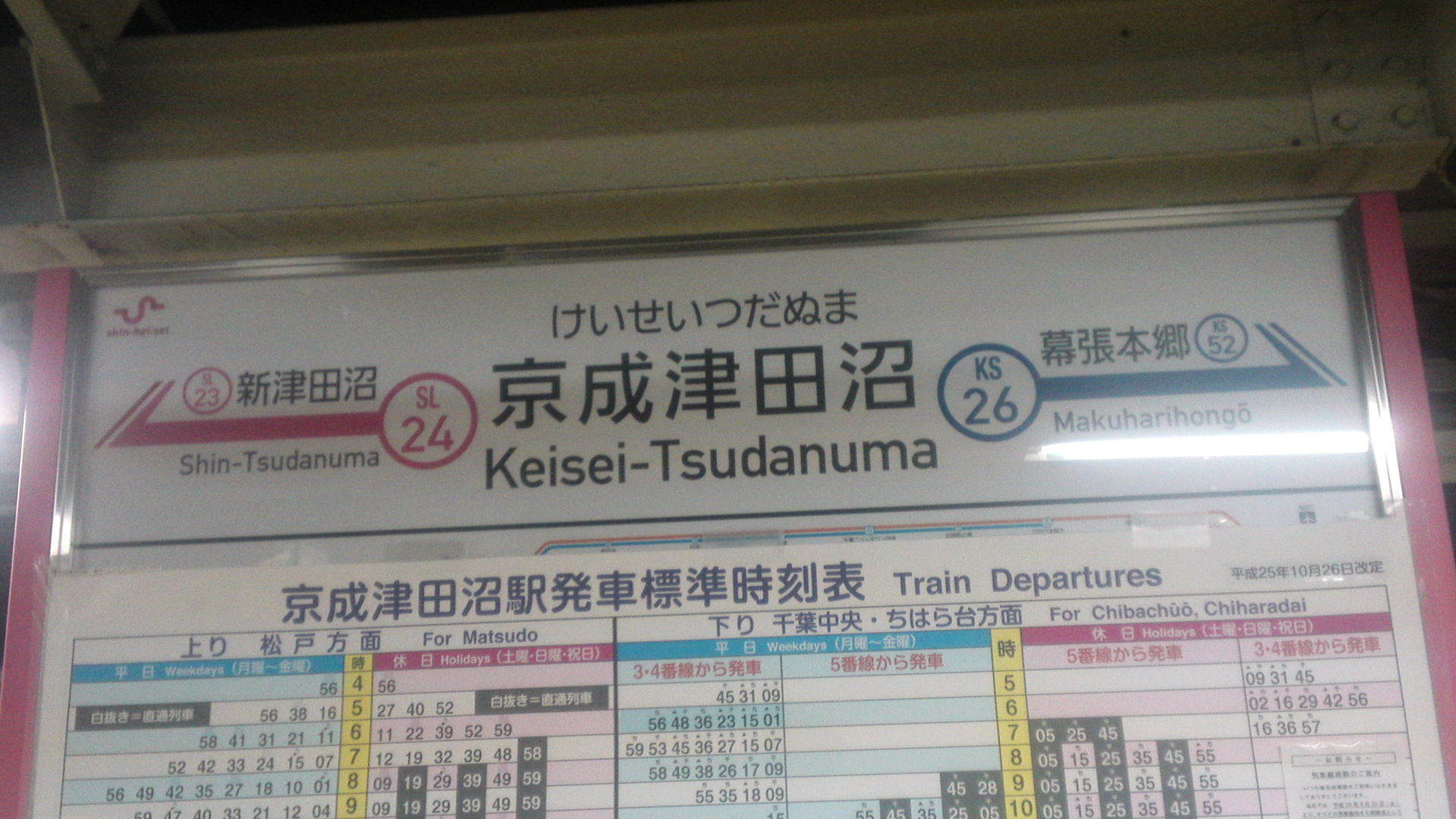
京成津田沼站重覆編號的例子（新設計）

2025年（令和7年）4月1日起，京成電鐵吸收合併新京成電鐵，新京成線成為京成電鐵松戶線。原有的松戶站（SL01）—京成津田沼站（SL24）的車站編號，至新津田沼站為止各站以下述顯示，並自京成津田沼站起與既有的車站編號（KS26）統一。
車站內的標記將記號部分與編號部分分開兩行書寫。
■■京成電鐵
-  本線（京成本線） 京成上野站（KS01）－成田機場站（KS42）
-  成田機場線（成田Sky Access線） 成田湯川站（KS43）
-  東成田線 東成田站（KS44）
-  押上線 押上站（KS45）－京成立石站（KS49）
-  金町線 柴又站（KS50） → 京成金町站（KS51）
-  千葉線 京成幕張本鄉站（KS52）－千葉中央站（KS60）
-  千原線 千葉寺站（KS61）－千原台站（KS65）
-  松戶線（京成津田沼站—）新津田沼站（KS66）—松戶站（KS88）

■■北總鐵道
-  北總線 新柴又站（HS01）－印旛日本醫大站（HS14）

■■芝山鐵道
-  芝山鐵道線 芝山千代田站（SR01）

### 京濱急行電鐵

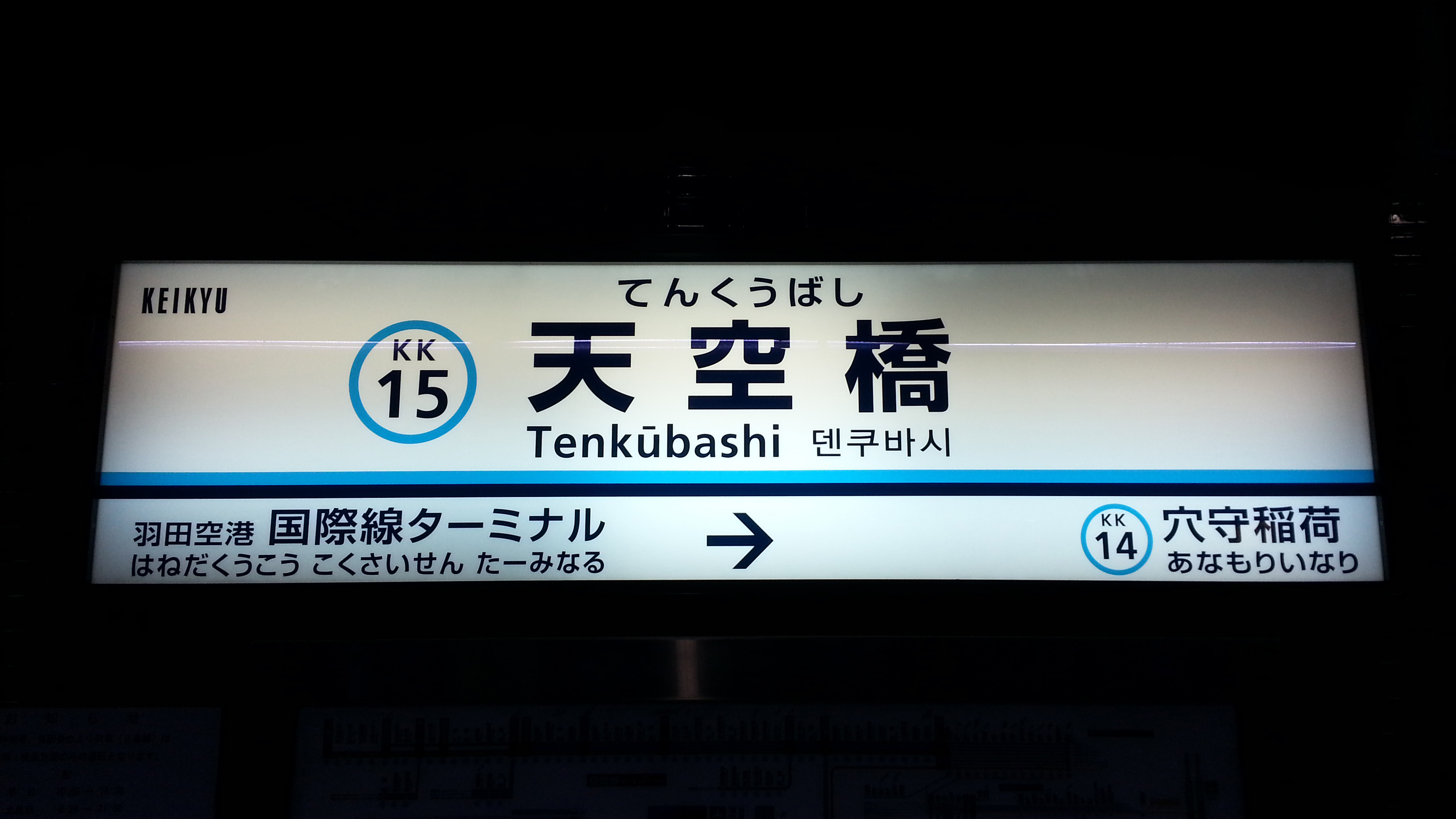
站名牌（天空橋站）

京濱急行電鐵於2010年10月21日（羽田機場國際線航廈車站啟用日）引入。路線記號以「Keihin Kyuko（Keikyu）」簡寫「KK」配上數字組成。同年6月25日京成電鐵實施車站編號的同時指出編號的組合內路線記號與編號不應分為2行，或以點、短線分隔，與京成其他兩社不同。
編號以品川作為「KK01」開始，中途的支線（包括事實上支線規格的堀之內→浦賀）從分岔點連續編號（本線京急蒲田（KK11）→機場線糀谷（KK12）…機場線羽田機場第1、第2航站樓（KK17）、本線雜色（KK18）→本線六鄉土手（KK19）→本線京急川崎（KK20）→大師線港町（KK21）－大師線小島新田（KK26）、本線八丁畷「KK27」－）本線以下行作為基礎，除堀之內站外其餘支線接續站的下一站的編號皆為連續編號，沒有跳號。
此外，本線泉岳寺站採用都營地下鐵淺草線的車站編號「A 07」。
-  本線 品川站（KK01）－京急蒲田站（KK11） → 雜色站（KK18）－京急川崎站（KK20） → 八丁畷站（KK27）－金澤八景站（KK50） → 追濱站（KK54）－浦賀站（KK64）
-  機場線 糀谷站（KK12）－羽田機場第1、第2航站樓站（KK17）
-  大師線 港町站（KK21）－小島新田站（KK26）
-  逗子線 六浦站（KK51）－逗子·葉山站（KK53）
-  久里濱線 新大津站（KK65）－三崎口站（KK72）

### 東急電鐵、橫濱高速鐵道

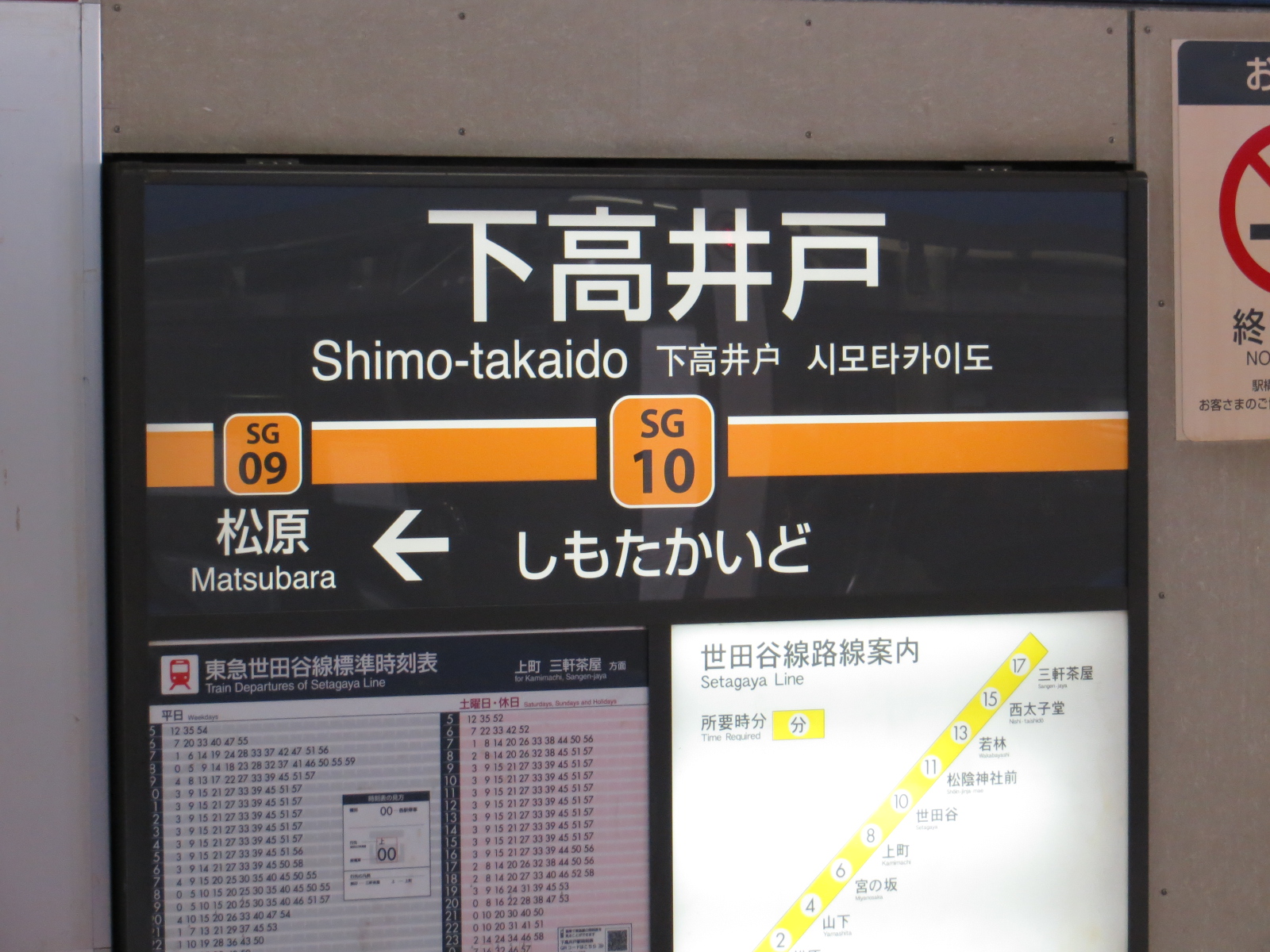
通常的站名牌（東急世田谷線 下高井戶站）

東急電鐵於2012年2月上旬起依次於全部車站引入。
此外，橫濱高速鐵道港未來線於同年9月下旬起引入。。
與東京地下鐵互相直通運行的邊界站如澀谷站、中目黑站、目黑站除設有東京地下鐵的車站編號外，亦設有東急的車站編號。更甚者有目黑站東京地下鐵南北線與都營地下鐵三田線共用車站月台和結構，又連接東急路線，因此設有東急、東京地下鐵、都營3個編號。東急與橫濱高速鐵道的邊界站橫濱站同時設有東急與橫濱高速鐵道的編號。兒童國線只設有第二種鐵道事業者東急的編號。
2023年3月開業的東急新橫濱線，於2022年9月16日公佈路線記號為「SH」。
東急電鐵
-  東橫線（TY / ToYoko）澀谷站（TY01）－橫濱站（TY21）
-  目黑線（MG / MeGuro）目黑站（MG01）－日吉站（MG13）
-  東急新橫濱線（SH /SHin-yokohama或Shin-yokoHama）新橫濱站（SH01）—日吉站（SH03）
「SY」已被西武山口線採用，故採用「SH」。
-  田園都市線（DT / Den-en-Toshi）澀谷站（DT01）－中央林間站（DT27）
-  大井町線（OM / OiMachi）大井町站（OM01）－二子玉川站（OM15）－溝之口站（OM16）
大井町線通過二子新地站、高津站，故不設定車站編號。
-  池上線（IK / IKegami）五反田站（IK01）－蒲田站（IK15）
-  東急多摩川線（TM / tokyu TaMagawa）多摩川站（TM01）－蒲田站（TM07）
-  世田谷線（SG / SetaGaya）三軒茶屋站（SG01）－下高井戶站（SG10）
-  子供之國線（KD / KoDomonokuni）長津田站（KD01）－子供之國站（KD03）

橫濱高速鐵道
-  港未來線（MM / MinatoMirai）橫濱站（MM01）－元町·中華街站（MM06）

### 東武鐵道

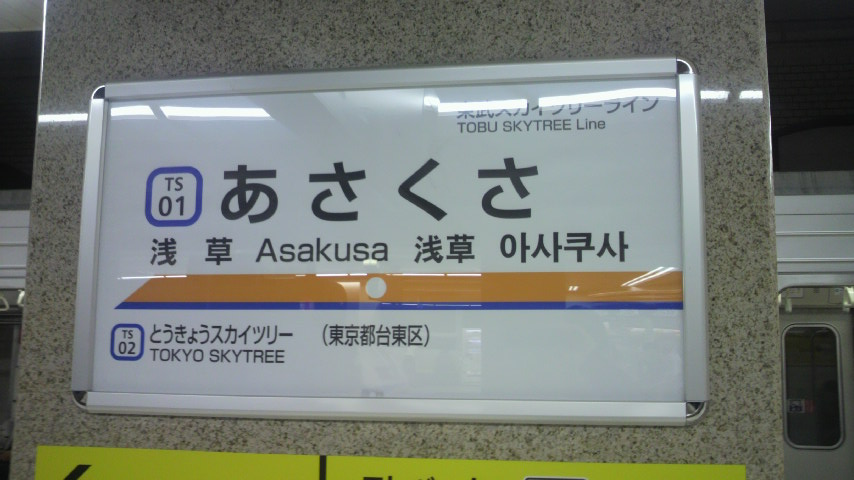
附設車站編號的站名牌（伊勢崎線 淺草站）

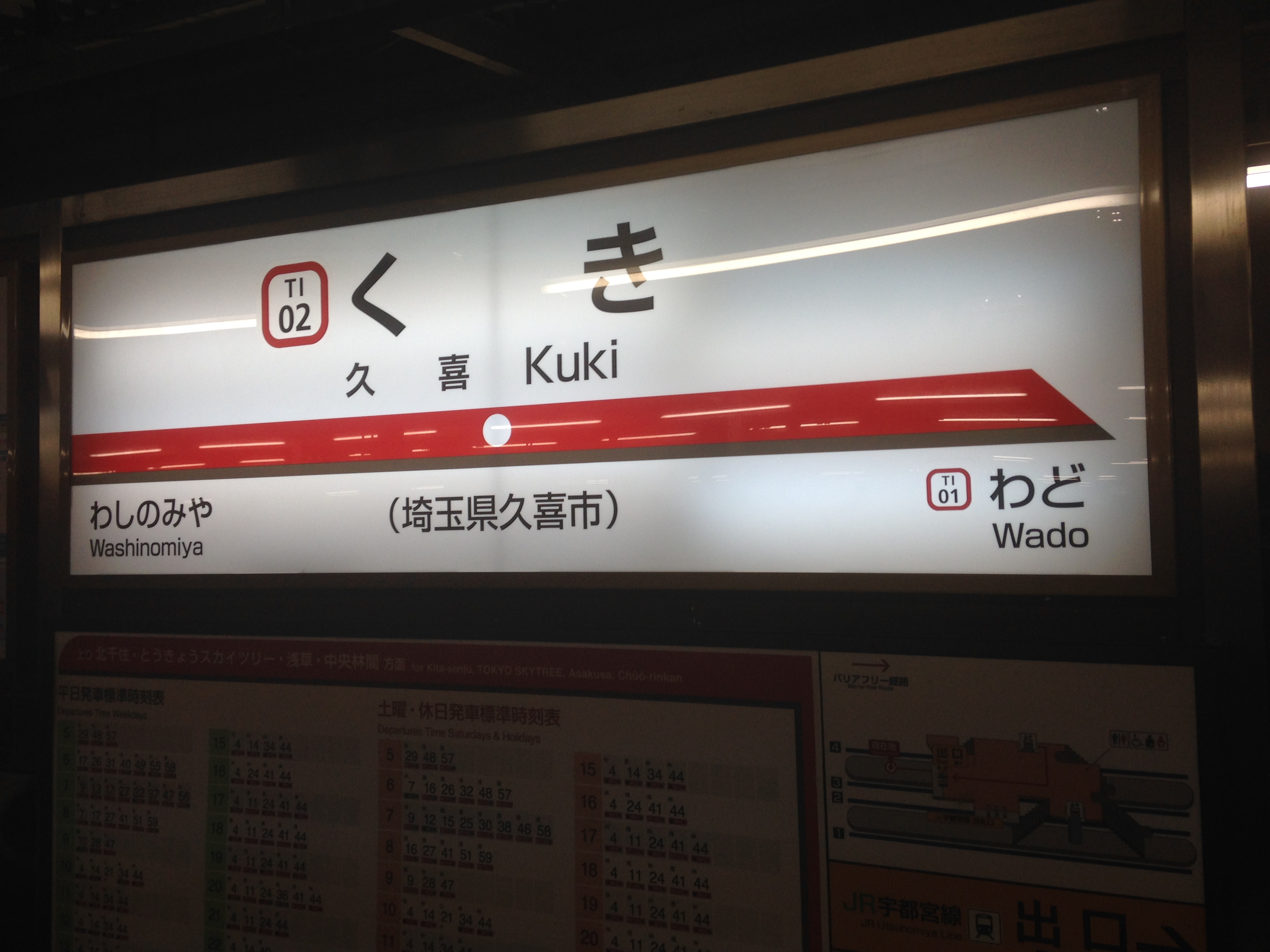
中途站的站名牌（伊勢崎線 久喜站）

東武鐵道於2012年3月17日進行改點、業平橋站改名「東京晴空塔站」、伊勢崎線淺草站、押上站－東武動物公園站間引入愛稱「東武晴空塔線」的同時引入車站編號至全部車站。
路線記號與編號以短橫連接。記號的首字母為代表東武「T」。複數的路線停站除春日部站以外均行雙重編號，支線路段以分岔站的下一站起順號。
與東京地下鐵互相直通運行的邊界站如押上站、北千住站、和光市站除既有東京地下鐵的車站編號外，亦設有東武的車站編號。
- 東武晴空塔線系統（TS / Tobu Skytree）
  - 伊勢崎線（東武晴空塔線） 淺草站（TS-01）－東京晴空塔站（TS-02） → 押上站（TS-03）－東武動物公園站（TS-30）
  - 龜戶線 小村井站（TS-41）－龜戶站（TS-44）
  - 大師線 大師前站（TS-51）
- 伊勢崎線系統（TI / Tobu Isesaki）
  - 伊勢崎線 和戶站（TI-01）－伊勢崎站（TI-25）
  - 佐野線 渡瀨站（TI-31）－葛生站（TI-39）
  - 小泉線 成島站（TI-41）－西小泉站（TI-46）、龍舞站（TI-47）
  - 桐生線 三枚橋站（TI-51）－赤城站（TI-57）
- 日光線系統（TN / Tobu Nikko）
  - 日光線 杉戶高野台站（TN-01）－東武日光站（TN-25）
  - 宇都宮線 野州平川站（TN-31）－東武宇都宮站（TN-40）
  - 鬼怒川線 大谷向站（TN-51）－新藤原站（TN-58）
- 野田線系統（TD / Tobu noDa）
  - 野田線（東武都市公園線） 大宮站（TD-01）－船橋站（TD-35）
- 東上線系統（TJ / Tobu toJo、ToJo）
  - 東上線 池袋站（TJ-01）－寄居站（TJ-38）
  - 越生線 一本松站（TJ-41）－越生站（TJ-47）

### 西武鐵道

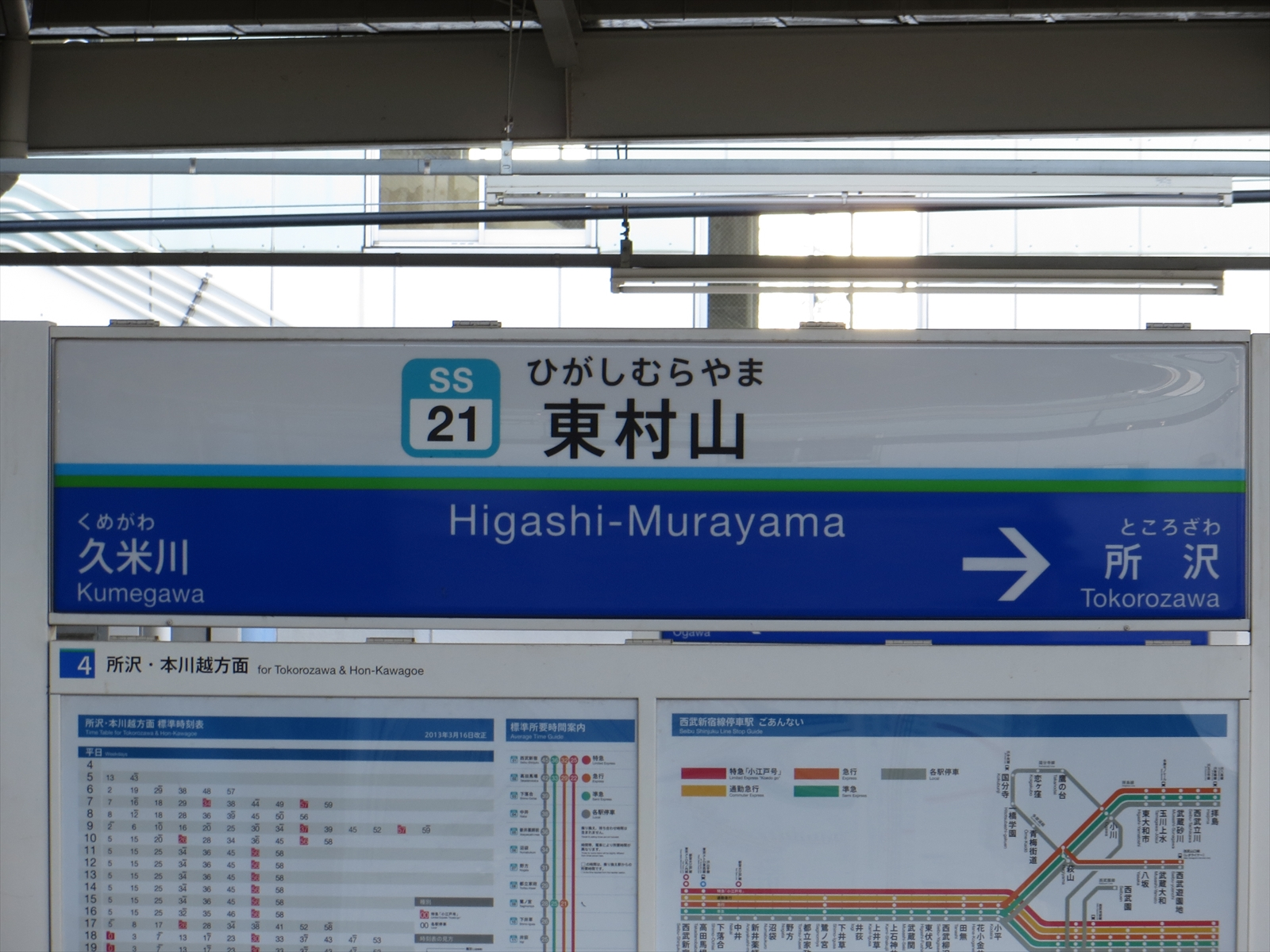
通常的站名牌（新宿線東村山站）

西武鐵道於2013年3月16日池袋線經東京地下鐵副都心線與東急東橫線、橫濱高速鐵道港未來線互相直通運行時引入。記號最初一字母為代表西武鐵道的「S」。
- 池袋線系統（SI / Seibu Ikebukuro）
  - 池袋線 池袋站（SI01）－吾野站（SI31）
  - 西武秩父線 西吾野站（SI32）－西武秩父站（SI36）
  - 西武有樂町線 小竹向原站（SI37）－新櫻台站（SI38）
  - 豐島線 豐島園站（SI39）
  - 狹山線 下山口站（SI40）－西武球場前站（SI41）
- 新宿線系統（SS / Seibu Shinjuku）
  - 新宿線 西武新宿站（SS01）－本川越站（SS29）
  - 拜島線 萩山站（SS30）－拜島站（SS36）
- 山口線系統（SY / Seibu Yamaguchi）
  - 山口線 多摩湖站（SY01）－西武球場前站（SY03）
- 國分寺線系統（SK / Seibu Kokubunji）
  - 國分寺線 國分寺站（SK01）－東村山站（SK05）
  - 西武園線 西武園站（SK06）
- 多摩湖線系統（ST / Seibu Tamako）
  - 多摩湖線 國分寺站（ST01）－多摩湖站（ST07）
- 多摩川線系統（SW / Seibu tamagaWa）
  - 多摩川線 武藏境站（SW01）－是政站（SW06）

### 京王電鐵

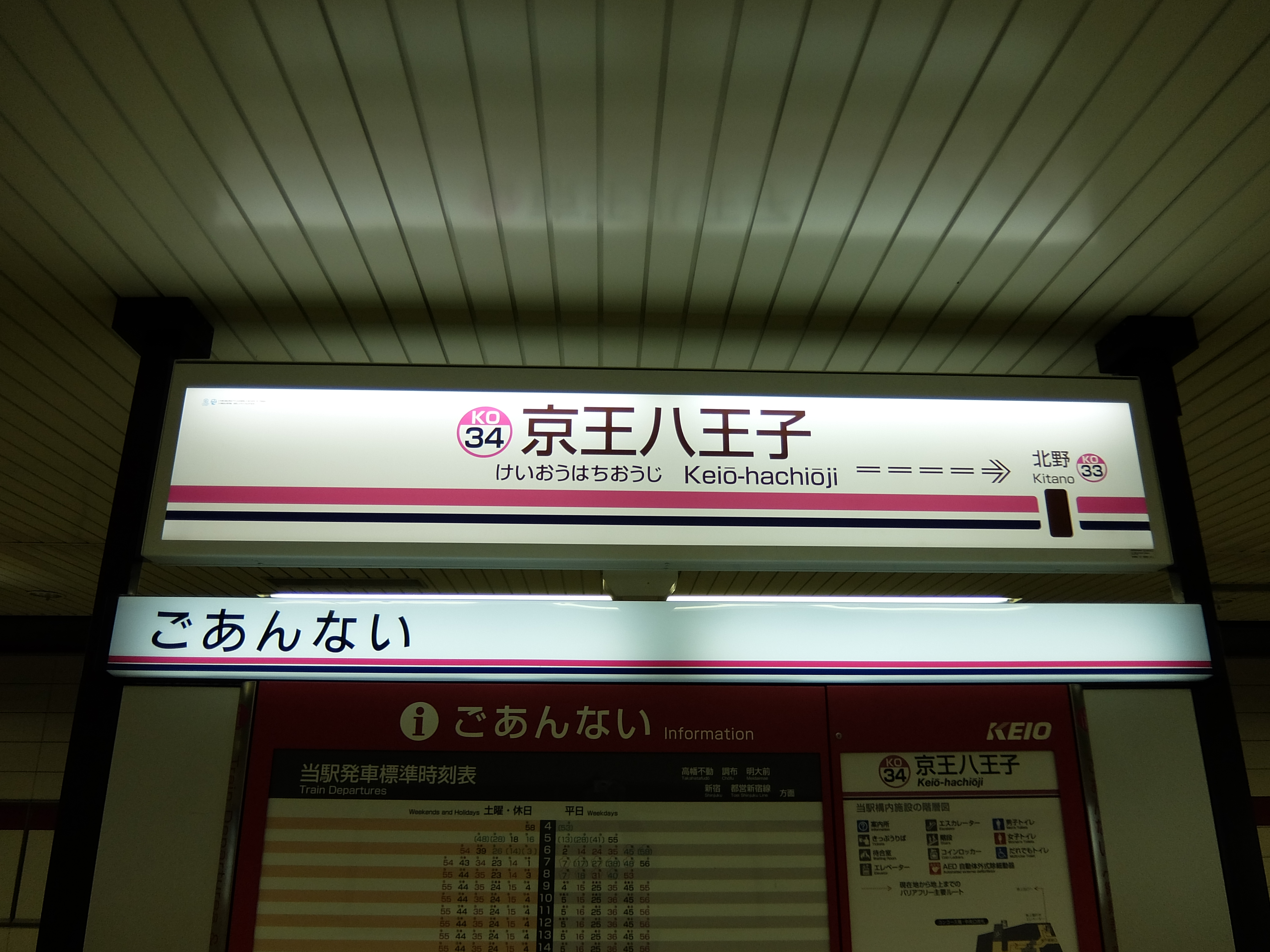
站名牌的車站編號（京王線 京王八王子站）

京王電鐵於2013年2月22日實行新時刻表時依次引入。記號部分，京王線及其支線使用「KO」、井之頭線使用「IN」。兩條路線群於明大前站連接，因此該站設有京王線與井之頭線兩方向的編號。
與都營地下鐵互相直通運行的邊界車站新宿站（新線新宿站）除設有都營地下鐵新宿線的車站編號（S-01）以外，還設有京王的車站編號。
- 京王線系統（KO / KeiO）
  - 京王線 新宿站（KO01）－京王八王子站（KO34）
  - 京王新線 新線新宿站（KO01）－笹塚站（KO04）
  - 相模原線 京王多摩川站（KO35）－橋本站（KO45）
  - 競馬場線 府中競馬正門前站（KO46）
  - 動物園線 多摩動物公園站（KO47）
  - 高尾線 京王片倉站（KO48）－高尾山口站（KO53）
- 井之頭線系統（IN / INokashira）
  - 井之頭線 澀谷站（IN01）－吉祥寺站（IN17）

### 小田急電鐵、箱根登山鐵道、箱根纜車、箱根觀光船

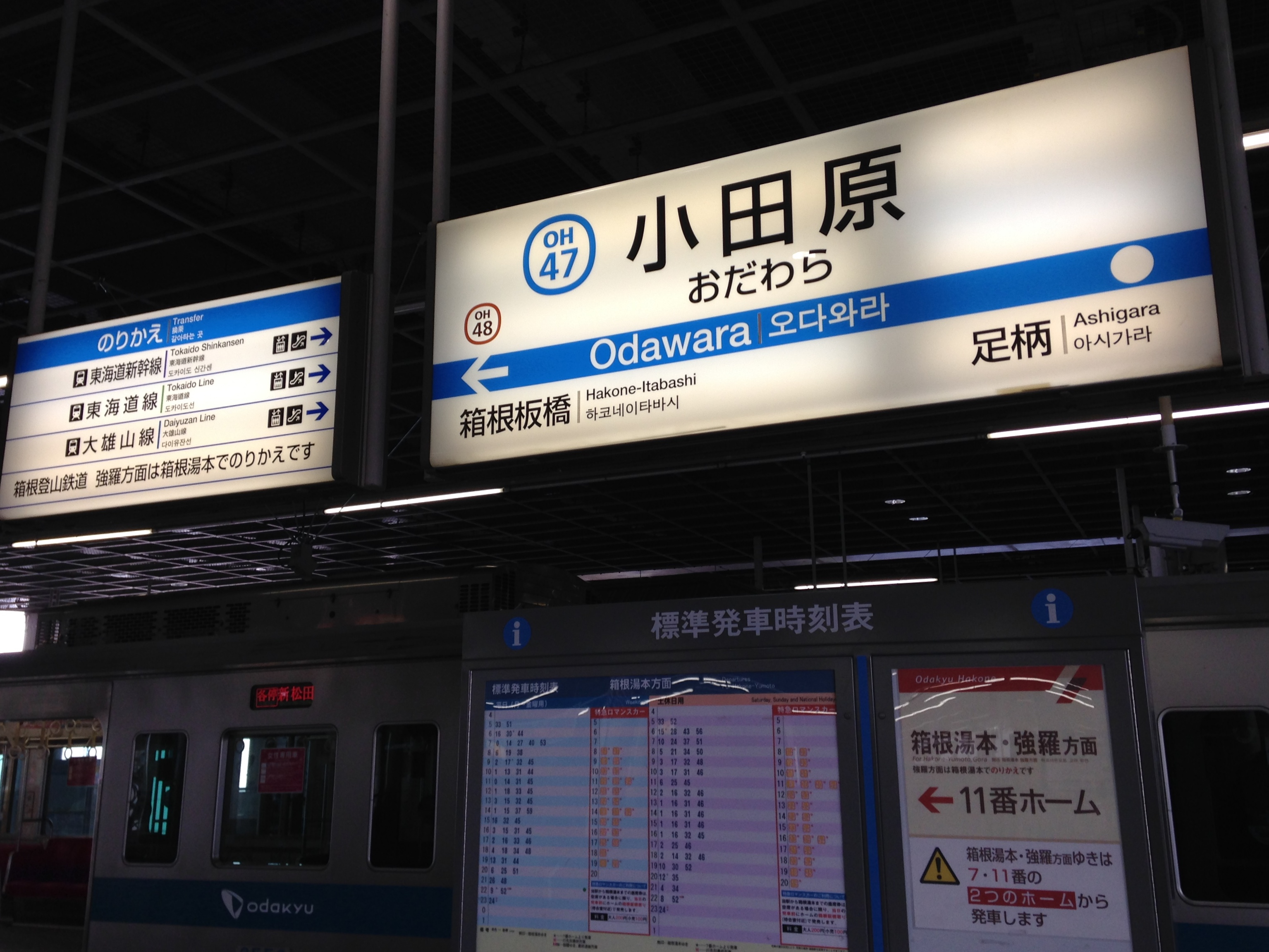
小田原站中小田急樣式的站名牌

小田急電鐵、箱根登山鐵道、箱根纜車、箱根觀光船於2014年1月起依次引入車站編號。新宿站－箱根方向之間4間公司的鐵道、索道、航路（小田急小田原線、箱根登山鐵道、箱根纜車、箱根觀光船）全部車站均設有編號。東京都內新宿站起之蘆之湖的元箱根港合共67個車站、港口均連續編號。此個路段的記號部分為「OH」（小田急箱根的首字母），小田急線內的公司色為青色系，其他各社內（小田急箱根HD系）主要為紅色系來區別。
小田急江之島線以「OE」（小田急江之島的首字母）、多摩線以「OT」（小田急多摩的首字母）作記號。
代代木上原站除設有東京地下鐵的車站編號（C-01）外，亦設有小田急的車站編號（OH05）。
- ■小田急電鐵
  -  小田原線（OH / Odakyu Hakone）新宿站（OH01）－小田原站（OH47）
  -  江之島線（OE / Odakyu Enoshima）（相模大野站－）東林間站（OE01）－片瀨江之島站（OE16）
  -  多摩線（OT / Odakyu Tama）（新百合丘站－）五月台站（OT01）－唐木田站（OT07）
- ■箱根登山鐵道（OH / Odakyu Hakone）
  -  鐵道線（箱根登山電車）小田原站（OH47）－箱根湯本站（OH51）－強羅站（OH57）
  -  鋼索線（箱根登山纜車）強羅站（OH57）－早雲山站（OH62）
- 箱根纜車（OH / Odakyu Hakone）早雲山站（OH62）－大涌谷站（OH63）－桃源台站（OH65）
- 箱根觀光船定期航路（箱根海賊船）（OH / Odakyu Hakone）桃源台港（OH65）－箱根町港（OH66）－元箱根港（OH67）

### 相模鐵道

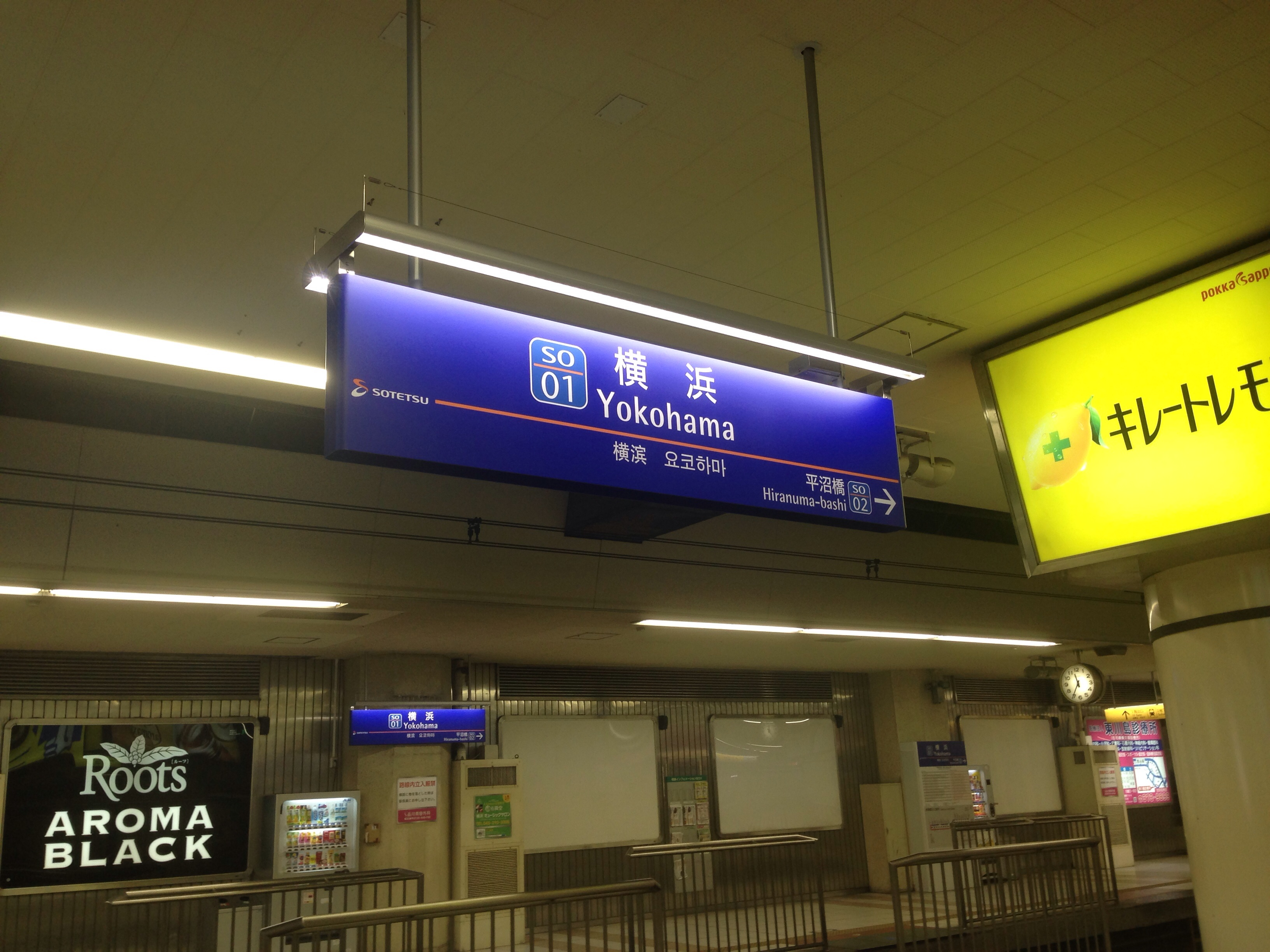
站名牌（橫濱站）

相模鐵道於2014年2月下旬引入。字母採用「SO」（SOtetsu），數字以本線為「01」、泉野線為「31」、相鐵新橫濱線為「51」順序編號。本線與泉野線的分岔站二俁川站為兩重編號。不過相鐵新橫濱線的分岔站西谷站卻不作雙重編號。
- 本線 橫濱站（SO01）－海老名站（SO18）
- 泉野線 南萬騎原站（SO31）－湘南台站（SO37）
- 相鐵新橫濱線（相鐵·JR直通線）（西谷－）羽澤橫濱國大站（SO51）[34]
預定與東急新橫濱線的接續站新橫濱站（臨時名稱）會否引入車站編號截至2018年12月仍然未定。

### 首都圈新都市鐵道
首都圈新都市鐵道筑波快線於2005年8月24日通車時引入。2020年4月頃起官方網站與路線圖都加入顯示路線記號。路線記號為TX。
- 筑波快線 秋葉原站（TX01）－筑波站（TX20）

### 宇都宮輕軌
宇都宮輕軌於開業日的2023年8月26日引入。採用沒有路線記號的2個數字進行編號。
- ■宇都宮芳賀輕軌線 宇都宮站東口停留場（01）—芳賀·高根澤工業團地停留場（19）

### 橫濱市營地下鐵
橫濱市營地下鐵於2002年引入。2008年3月30日以後，與東京的地下鐵、百合鷗號等同樣以路線記號與車站編號兩部分分開書寫。
- 藍線（B / Blue）湘南台站（B01）－薊野站（B32）
- 綠線（G / Green）中山站（G01）－日吉站（G10）

### 橫濱海岸線
橫濱海岸線於2010年引入。與筑波快線及日暮里·舍人線同樣不含英文字母，因為與其他公司各線沒有重複（神奈川縣內並無其他使用相同車站編號的路線存在）。
- ■金澤海岸線 新杉田站（1）－金澤八景站（14）

### 江之島電鐵
江之島電鐵於2011年6月9日統一車站内的資訊板時一併引入。路線記號為「EN」。
-  江之島電鐵線 藤澤站（EN01）－鎌倉站（EN15）

### 湘南單軌電車
湘南單軌電車江之島線以「SMR」的路線記號與一個數字引入車站編號。
- 湘南單軌電車江之島線（SMR/Shonan MonoRail）大船站（SMR1）－湘南江之島站（SMR8）

截至2018年，日本的車站編號只有湘南單軌電車使用「3字母的路線記號」。

### 東葉高速鐵道
東葉高速鐵道於2014年3月15日引入車站編號。字母為「TR」（Toyo Rapid）。
-  東葉高速線 西船橋站（TR01）－東葉勝田台站（TR09）

### 埼玉高速鐵道
埼玉高速鐵道於2016年度中宣佈依次引入車站編號。
數字部分與途經赤羽岩淵站互相直通運行的東京地下鐵南北線目黑站為起點共用編號。雖然字母部分的「SR」已經被芝山鐵道使用，但是沒有車站編號本身重複出現的情況。另外，赤羽岩淵站既有東京地下鐵南北線的車站編號（N-19）也設有埼玉高速鐵道的車站編號。
- 埼玉高速鐵道線（埼玉球場線）（SR / Saitama Railway）赤羽岩淵站（SR19）－浦和美園站（SR26）

### 秩父鐵道
秩父鐵道於2022年9月中旬起引入車站編號。
截至目前以官方網站確認的車站編號如下。關於除此以外的車站截至現時仍未有公佈。
- ■CR 秩父本線（CR）
  - 羽生站（CR01）[40]
  - 熊谷站（CR09）
  - 武川站（CR15）[40]
  - 深谷花園站（CR17）
  - 寄居站（CR20）
  - 長瀞站（CR24）[40]
  - 秩父站（CR30）
  - 御花畑站（CR31）[40]
  - 影森站（CR32）[40]
  - 三峰口站（CR37）[40]

### 渡良瀨溪谷鐵道
渡良瀨溪谷鐵道自2017年3月22日起引入。
- 渡良瀨溪谷線（WK / Watarase Keikoku）桐生站（WK01）－間藤站（WK17）

### 多摩都市單軌電車
多摩都市單軌電車宣佈自2018年2月以後依次引入車站編號。
- 多摩都市單軌電車線（TT / Tama Toshi）多摩中心站（TT01）－上北台站（TT19）

### 埼玉新都市交通
埼玉新都市交通在2018年3月16日宣佈自3月23日起依次引入。在此之前，自3月19日起站名牌就加入多國語言顯示。
- 伊奈線（New Shuttle）（NS/ New Shuttle） 大宮站（NS01）－內宿站（NS13）

### 流鐵
流鐵宣佈自2018年5月起引入車站編號。
- 流山線（RN/Ryutetsu Nagareyama） 馬橋站（RN1）－流山站（RN6）

### 銚子電氣鐵道
2018年11月23日引入。
- 銚子電氣鐵道線（CD/Choshi Dentetsu） 銚子站（CD01）－外川站（CD10）

### 千葉都市單軌電車
預定2019年2月以後依次引入。
- 1號線、2號線（CM/Chiba Monorail）千葉港站（CM01）－千葉站（CM-03）－都賀站（CM-11）－千城台站（CM-15）、榮町站（CM-16）－縣廳前站（CM-18）

## 中部

### JR東海
JR東海自2018年3月起預定將在在來線依次引入車站編號。對象車站包括可使用TOICA的車站（包括2019年方可使用的車站）與觀光客較多但位於TOICA使用路段以外的主要車站6個、JR東日本管轄的國府津站、熱海站、JR西日本管轄的米原站。紀勢本線、參宮線、名松線3條路線全線位於對象外。
路線編號由兩個英文字母組成，第1個字母全部都是「C」（英語公司名Central的首字母），第2個字母以東海道本線為「A」，自東京站起往下行方向的下一條分岔路線依次定為「B」「C」等，如此類推（有一部分例外。為免與名鐵築港線撞號不採用CH）。數字以東海道本線的熱海站為「00」，其他的路線在運行系統上（作為原則以東海道線基準）的分岔點車站為「00」。御殿場線的首站是JR東日本的管轄，則以靠近東京站的國府津站編為「00」。TOICA以外的主要站6個，則採用假設所在路線已經設立車站編號的編號，但不在沿途的車站進行編號。
- 東海道本線（CA）熱海站（CA00）－米原站（CA83）
  - 靜岡地區、名古屋地區是連續編號。
- 美濃赤坂線（CA）大垣站－美濃赤坂站
- 御殿場線（CB）國府津站（CB00）－沼津站（CB18）
- 身延線（CC）富士站（CC00）－西富士宮站（CC07）－甲府站
- 飯田線（CD）豐橋站（CD00）－豐川站（CD05）－岡谷站
- 武豐線（CE）大府站（CE00）－武豐站（CE09）
- 中央本線（名古屋地區）（CF）名古屋站（CF00）－中津川站（CF19）－落合川站－田立站－南木曾站（CF23）－十二兼站－倉本站－上松站（CF29）－木曾福島站（CF30）－鹽尻站
- 高山本線（CG）岐阜站（CG00）－美濃太田站（CG07）－古井站－燒石站－下呂站（CG17）－禪昌寺站－飛驒一之宮站－高山站（CG25）－上枝站－飛驒國府站－飛驒古川站（CG28）－豬谷站
- 太多線（CI）美濃太田站（CI00）－多治見站（CI07）
- 關西本線（名古屋地區）（CJ）名古屋站（CJ00）－龜山站（CJ17）

### JR東日本
東日本旅客鐵道（JR東日本）在關東、中部地方的一部分路線引入了車站編號。
此處所述所有路段都屬於中部地方的路線。關東地方的路線參見前述。
-  中央本線（CO，ChūŌ）初狩站（CO33）－小淵澤站（CO51）—鹽尻站（CO 61）

- 電車特定區間外，初狩站—小渕澤站間於2020年3月引入[47]，信濃境站—鹽尻站間自2025年2月起依次引入[48]。然而，途經辰野站的支線沒有引入。以中央線快速電車的東京站為起點繼續編號。
- 篠之井線（SN / ShiNonoi）鹽尻站（SN 01）—篠之井站（SN 15）
電車特定區間外，2025年2月起依次引入[48]。
- 信越本線（SE / ShinEtsu）篠之井站（SE 09）—長野站（SE 13）
電車特定區間外，2025年2月起依次引入[48]。

另外，2016年12月12日起，車站編號於大糸線（南小谷站—松本站間）依次導入。只由數字部分組成（站名牌於數字上分以小字體「Ōito Line」顯示）。編號以JR東日本管轄路段以外（西日本旅客鐵道〈JR西日本〉管轄路段內）的糸魚川站為起點繼續編號。
- □大糸線 南小谷站（9）－南神城站（16）→簗場站（18）—松本站（42）
  - 臨時站簗場滑雪場前站設有車站編號「17」，但該站在2019年3月16日廢除，現時欠號。

### 伊豆急行
公司並無特別官方公佈，故此引入年分和時期不詳。但是截至2016年12月，車站配布用時刻表的表紙已進行標記，截至2017年11月官方網站的各站個別記事也作顯示。同時站名牌也記載。然而，伊東站雖然設有JR東日本的車站編號（JT 26），車站編號的實施是伊豆急行一側先行進行。
- 伊豆急行線（IZ / IZukyu）
  - 伊豆急行線 伊東站（IZ01）－伊豆急下田站（IZ16）

### 伊豆箱根鐵道
引入年份不詳。根據官方網站而確認的車站編號。
- 駿豆線（IS / Izuhakone Sunzu）三島站（IS01）－修善寺站（IS13）
- 大雄山線（ID / Izuhakone Daiyuzan）小田原站（ID01）－大雄山站（ID12）

### 岳南電車
2020年4月起引入。沿線可見富士山，採用富士山為主題的獨自設計。
- ●GD 岳南線（GD / Gakunan Densha）吉原站（GD01）－岳南江尾站（GD10）

### 富士急行
富士急行於2011年7月1日富士吉田站改名為富士山站的同日起實施。
- ●FJ 富士急行線（FJ / FuJikyu）
  - 大月線 大月站（FJ01）－富士山站（FJ16）
  - 河口湖線 富士山站（FJ16）－河口湖站（FJ18）

### 長野電鐵
引入年份不詳。一部分車站站名牌不記載，車站展示的時刻表、車內展示的路線圖等有顯示。
- ●N 長野線（N / Nagano）長野站（N1）－湯田中站（N24）
- ●Y 屋代線（Y / Yashiro、2012年4月1日廢除）屋代站（Y1）－須坂站（NY13）
  - 與長野線接續的須坂站，由兩條路線的起點數起皆為第13個車站，並標記兩者的路線記號顯示為「NY13」，屋代線廢除後改為「N13」[52]。

### 上田電鐵
2016年4月1日引入。站名標示記載。
- ●BE 別所線（BE / BEssyo-onsen）上田站（BE01）－別所溫泉站（BE15）

### 愛之風富山鐵道
引入時期不詳。只限由編號部分構成。
- 愛之風富山鐵道線（俱利伽羅站－）石動站（01）－越中宮崎站（20）（－市振站）
  - 與其他公司的邊界站俱利伽羅站、市振站不設編號。另外2021年春富山－東富山間預定開業的新站暫不考慮編號。

### Alpico交通
預定2017年3月上旬引入。站名牌記載。
- ●AK 上高地線（AK / Alpico Kotsu）松本站（AK01）－新島島站（AK14）

### 富山地方鐵道
富山地方鐵道公佈富山市內軌道線在2019年2月9日起，鐵道線則在同年3月16日榮町站開業的同時各自引入車站編號。同公司制將路線記號制定為「事業記號」，鐵道線採用「Toyama」的「T」，軌道線採用「Chiho」的「C」。由此事業記號與數字二部分組成。
編號標準以鐵道線的電鐵富山站為「T01」連續編號至宇奈月溫泉站，而支線則由與本線的接續站開始繼續編號，各路線間有一部分不連續的編號（T42、T43、T57）。軌道線以南富山停留場為「C01」依次向富山站停留場、大學前停留場方向編號，最後編號富山都心線。
同時，此處還公佈預定與富山市內軌道線直通運行的富山輕軌也將引入車站編號，但要等待富山站南北接續事業完成後方引入，具體的日子未定。富山輕軌預定將延續富山市內軌道線的編號，只限以直通運行的邊界富山站停留場作為富山市內軌道線的編號引入。
- 鐵道線[55]

- ■T 本線 電鐵富山站（T01）－宇奈月溫泉站（T41）
- ■T 立山線 稚子塚站（T44）－立山站（T56）
- ■T 不二越線·上瀧線 榮町站（T58）－大川寺站（T70）

- 富山軌道線、富山港線[56]

- ●C 本線·富山站南北接續線 南富山站前停留場（C01）－中町（西町北）停留場（C09）－電鐵富山站·ESTA前停留場（C14）－富山站停留場（C15）
- ●C 支線·安野屋線·吳羽線 新富町停留場（C16）－丸之內停留場（C18）－大學前停留場（C22）
- ○C 富山都心線 國際會議場前停留場（C23）－大廣場前停留場（C25）

- - ●C 富山港線（富山站停留場－）INTEC本社前停留場（C27）→奧田中學校前站（C29）－岩瀨濱站（C39）
「C26」「C28」在引入時欠號。「C26」預定為橡樹運河公園酒店富山前停留場，「C28」預定為龍谷富山高校前（永樂町）停留場（皆預定於2021年春開業）。

### 北陸鐵道
北陸鐵道宣佈自2019年4月1日時刻表改正起引入車站編號。
- ●I 石川線（I / Ishikawa） 野町站（I01）－鶴來站（I17）
- ●A 淺野川線（A / Asanogawa） 北鐵金澤站（A01）－內灘站（A12）

### 越前鐵道、福井鐵道
越前鐵道與福井鐵道自2017年3月25日起宣佈引入車站編號。越前鐵道的路線記號採用「Echizen」的「E」、福井鐵道採用「Fukui」的「F」，與數字共同構成。另外，兩間公司的編號都是由1開始，沒有0。
然而，兩間公司的轉乘站田原町站，同時設有兩間公司的車站編號（越前鐵道：E26、福井鐵道：F24）。然而，福井鐵道與京濱急行電鐵採用同樣的方式，以起點的越前武生站為基準，向中途的支線（驛前線）連續編號。
- 越前鐵道

- ●E 勝山永平寺線 福井站（E1）－勝山站（E23）
- ●E 三國蘆原線 松本町屋站（E24）－三國港站（E44）
  - 分岔站的福井口站使用勝山永平寺線的車站編號（E3）。

- 福井鐵道

- ●F 福武線
  - 越前武生站 (福井鐵道)（F0）－市役所前停留所（F21）－仁愛女子高校停留所（F23）－田原町站（F24）
  - 驛前線 福井站停留所（F22）

### 長良川鐵道
2017年起引入。記載於站名牌上。與車內發行的整理券相同編號。
- 越美南線 美濃太田站（0）－北濃站（37）

### 明知鐵道
2017年起引入。記載於站名牌上。
- 明知線 明智站（1）－惠那站（11）

### 靜岡鐵道
2011年10月1日起引入。記載於站名牌上。
- ■S 靜岡清水線 新靜岡站（S01）－新清水站（S15）

### 遠州鐵道
遠州鐵道於2007年12月中旬引入數字部分，2021年起引入路線記號部分，並配合車站改名（2007年4月1日改名的車站有遠州醫院站與相鄰的第一通站、八幡站。2007年8月1日改名的車站有美薗中央公園站與相鄰的濱北站、遠州小林站）。
- 鐵道線（ET）新濱松站（ET01）－西鹿島站（ET18）

### 豐橋鐵道
豐橋鐵道於2007年引入至東田本線、2008年引入至渥美線。
- 東田本線 站前站（1）－赤岩口站（13）、運動公園前站（14）
- 渥美線 新豐橋站（1）－三河田原站（16）

### 名古屋市營地下鐵、名古屋導向巴士、名古屋臨海高速鐵道
名古屋市營地下鐵、名古屋導向巴士、名古屋臨海高速鐵道於名城線名古屋大學站－新瑞橋站間通車，開始環狀運行、西名古屋港線（青波線）2004年10月6日啟用時一併引入。
-  東山線（H / Higashiyama）高畑站（H01）－藤丘站（H22）
-  名城線（M / Meijo）金山站（M01）－西高藏站（M28）
-  名港線（E / mEiko）金山站（E01）－名古屋港站（E07）
  - 名城線為免於名港線重覆而改用「E」。

-  鶴舞線（T / Tsurumai）上小田井站（T01）－赤池站（T20）
-  櫻通線（S / Sakuradori）太閤通站（S01）－德重站（S21）
-  上飯田線（K / Kamiiida）上飯田站（K01）－平安通站（K02）
  - 上飯田站另有小牧線的車站編號（KM13）。

- ●Y 志段味線（Y / Yutorito）大曾根站（Y01）－小幡綠地站（Y09）
- ●AN 西名古屋港線（AN / AoNami）名古屋站（AN01）－金城埠頭站（AN11）

### 愛知高速交通
愛知高速交通於2005年3月6日通車時引入。
- ●L 東部丘陵線（L / Linimo）藤丘站（L01）－八草站（L09）

### 愛知環狀鐵道
愛知環狀鐵道於2004年4月1日引入。
- 愛知環狀鐵道線 岡崎站（01）－高藏寺站（23）

### 名古屋鐵道
名古屋鐵道於2016年3月中旬以後依次引入，並於同月14日發表。
|  | 路線名                                   | 路線名                                   | 路段（按編號次序）                                                                                      | 備註                                                                                               |
|  | ---------------------------------------- | ---------------------------------------- | --- | -------------------------------------------------------------------------------------------------- |
|  | 名古屋本線（NH / Nagoya-Honsen）         | 名古屋本線（NH / Nagoya-Honsen）         | 豐橋站（NH01） → 名鐵岐阜站（NH60）                                                                     | |
|  | 豐川線（TK / ToyoKawa）                  | 豐川線（TK / ToyoKawa）                  | 八幡站（TK01） → 豐川稻荷站（TK04）                                                                     | 起點國府站（NH04）採用名古屋本線的編號。                                                           |
|  | 西尾線、蒲郡線（GN / Gamagōri・Nishio）  | 西尾線、蒲郡線（GN / Gamagōri・Nishio）  | 北安城站（GN01） → 吉良吉田站（GN13） → 蒲郡站（GN22）                                                  | 西尾線起點新安城站（NH17）採用名古屋本線的編號。                                                   |
|  | 三河線                                   | （MU / Mikawa (Umi)）                    | 重原站（MU01） → 碧南站（MU11）                                                                         | 路線資訊將知立起往猿投方向（山線）與碧南方向（海線）分開。知立站（NH19）採用名古屋本線的編號。     |
|  | 三河線                                   | （MY / Mikawa (Yama)）                   | 三河知立站（MY01） → 猿投站（MY11）                                                                     | 路線資訊將知立起往猿投方向（山線）與碧南方向（海線）分開。知立站（NH19）採用名古屋本線的編號。     |
|  | 豐田線（TT / ToyoTa）                    | 豐田線（TT / ToyoTa）                    | 上豐田站（TT01） → 赤池站（TT07）                                                                       | 終點梅坪站（MY08）採用三河線的編號。此外，赤池站與鶴舞線的編號（T20）合併表示。                    |
|  | 常滑線、機場線（TA / Tokoname・Airport） | 常滑線、機場線（TA / Tokoname・Airport） | 豐田本町站（TA01） → 常滑站（TA22） → 中部國際機場站（TA24）                                            | 起點神宮前站（MH33）採用名古屋本線的編號。                                                         |
|  | 河和線、知多新線（KC / Kōwa・Chita）     | 河和線、知多新線（KC / Kōwa・Chita）     | 高橫須賀站（KC01） → 富貴站（KC17） → 河和站（KC19） 富貴站（KC17） → 上野間站（KC20） → 內海站（KC24） | 河和線起點太田川站（TA09）採用常滑線的編號。高橫須賀站－南加木屋站之間為準備興建新站預留KC02編號。 |
|  | 津島線、尾西線（TB / Tsushima・Bisai）   | 津島線、尾西線（TB / Tsushima・Bisai）   | 甚目寺站（TB01） → 津島站（TB07） → 彌富站（TB11）                                                      | 津島線起點須口站（NH42）採用名古屋本線的編號。                                                     |
|  | 尾西線（BS / BiSai）                     | 尾西線（BS / BiSai）                     | 町方站（BS01） → 觀音寺站（BS12） 西一宮站（BS21） → 玉之井站（BS24）                                   | 津島（TB07）至彌富（TB11）各站使用津島線的編號排列；BS13至BS20編號未有使用                         |
|  | 竹鼻線、羽島線（TH / Takehana・Hashima） | 竹鼻線、羽島線（TH / Takehana・Hashima） | 西笠松站（TH01） → 江吉良站（TH08） → 新羽島站（TH09）                                                  | 竹鼻線起點笠松站（NH56）採用名古屋本線的編號。                                                     |
|  | 犬山線（IY / InuYama）                   | 犬山線（IY / InuYama）                   | 下小田井站（IY01） → 上小田井站（IY03） → 新鵜沼站（IY17）                                              | 上小田井站與鶴舞線的編號（T01）合併表示。                                                          |
|  | 各務原線（KG / KakamiGahara）            | 各務原線（KG / KakamiGahara）            | 鵜沼宿站（KG01） → 田神站（KG16）                                                                       | 起點名鐵岐阜站（MH60）採用名古屋本線、終點新鵜沼站（IY17）採用犬山線的編號。                       |
|  | 廣見線（HM / HiroMi）                    | 廣見線（HM / HiroMi）                    | 富岡前站（HM01） → 御嵩站（HM10）                                                                       | 起點犬山站（IY15）採用犬山線的編號。                                                               |
|  | 小牧線（KM / KoMaki）                    | 小牧線（KM / KoMaki）                    | 羽黑站（KM01） → 上飯田站（KM13）                                                                       | 終點犬山站（IY15）採用犬山線的編號。此外，上飯田站與上飯田線的編號（K01）合併表示。                |
|  | 瀨戶線（ST / SeTo）                      | 瀨戶線（ST / SeTo）                      | 榮町站（ST01） → 尾張瀨戶站（ST20）                                                                     | |
|  | 築港線（CH / CHikkō）                    | 築港線（CH / CHikkō）                    | 東名古屋港站（CH01）                                                                                    | 起點大江站（TA03）採用常滑線的編號。                                                               |

### 三岐鐵道
三岐鐵道於2024年6月末引入。記載於站名牌上。以兩線與其他公司路線的接續站為起點編號。由於鄰近的S已被櫻通線使用，H已被東山線及天理線使用，因此採用英文字各1字+數字2個構成車站編號。
- S  三岐線（S / Sangi）近鐵富田站（S01）—西藤原站（S15）
  - 近鐵富田站亦有作為名古屋線的車站編號（E17）。
- H  北勢線 (H / Hokusei) 西桑名站（H01）—阿下喜站（H13）

### 伊勢鐵道
伊勢鐵道於2008年8月1日起引入。與一人控制和加入整理券的編號共同進行。
- 伊勢線 （四日市（CJ11）－ 南四日市（CJ12）－）河原田站（3）－津站（12）

## 近畿、中國

### JR西日本

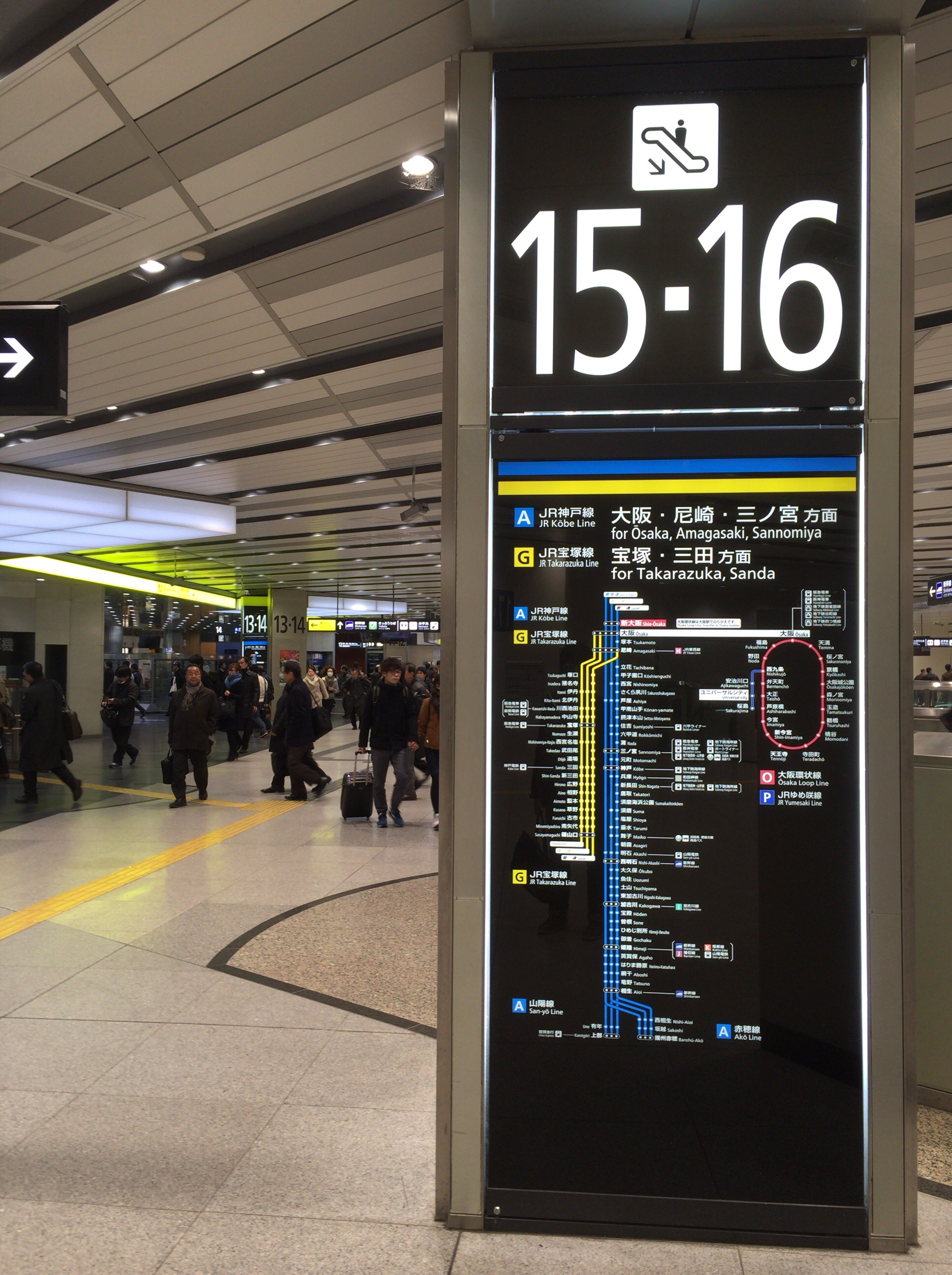
帶有近畿地域路線記號的車站資訊板（新大阪站在來線閘內大堂）

西日本旅客鐵道（JR西日本）於2014年8月6日宣佈近畿地域與廣島地域將引入路線記號。官方路線圖於2015年3月14日北陸新幹線延長至金澤站時反映，岡山、福山地區與廣島地區的主要路線也在2020年9月起引入車站編號。不屬於這些類別的路線、山陰地區各路線及其他未制定路線記號的路線沒有計劃引入車站編號，龜山站使用JR東海的車站編號「CJ17」、下關站使用JR九州的車站編號「JA53」。
近畿地域的北陸本線、東海道本線、山陽本線以「A」、大阪環狀線以「O」為準，原則上分支站亦順序編號。廣島地域更新路線顏色後使用自己的編號。
此外，岡山·福山地域亦宣佈於2015年9月17日引入路線記號。2016年3月26日吉備線設立䁥稱「桃太郎線」、宇野線䁥稱「宇野港線」。
山陰地域於2016年2月4日宣佈引入路線記號。山陰地域不使用現有路線顏色，並引入路線顏色的新規定。
以下為路線記號一覽表。近畿地域的北陸本線、東海道本線、山陽本線與大阪環狀線及其分岐站以粗體顯示。
- 近畿地域
  -  北陸線 敦賀站（JR-A01）－長濱站（JR-A09）
  -  琵琶湖線 長濱站（JR-A09）－米原站（JR-A12）－京都站（JR-A31）
  -  JR京都線 京都站（JR-A31）－大阪站（JR-A47）
  -  JR神戶線 大阪站（JR-A47）－姬路站（JR-A85）
  -  山陽本線 姬路站－上郡站
  -  赤穗線 相生站－播州赤穗站
  -  湖西線 （敦賀站（JR-B08）－）近江鹽津站（JR-B10）－山科站（JR-B30）（－京都站（JR-B31））
JR神戶線以姬路站為終點進行編號。正式來說敦賀－近江鹽津段與山科－京都段不屬湖西線，但仍設有湖西線的編號。
  -  草津線 草津站－柘植站
  -  奈良線 京都站（JR-D01）－木津站（JR-D19）（－奈良站（JR-D21））
正式來說木津－奈良段不屬奈良線，但仍設有奈良線的編號。
  -  嵯峨野線 京都站（JR-E01）－園部站（JR-E16）
  -  山陰本線 園部站－福知山站－城崎溫泉站
上川口站－城崎溫泉站之間於2016年3月更改時刻表時追加。
  -  大阪東線 （大阪站（JR-F01）－）新大阪站（JR-F02）－久寶寺站（JR-F15）
大阪東線引入車站編號時，尚未與東海道本線分離。後來延伸至新大阪站後分開處理。
  -  JR寶塚線 （大阪站（JR-G47）－）尼崎站（JR-G49）－篠山口站（JR-G69）
  -  福知山線 篠山口站(JR-G69)－福知山站(JR-G78)
北陸線以敦賀站為起點進行編號。大阪站－尼崎站間為JR神戶線路段，但仍設有JR寶塚線的編號。
  -  JR東西線 尼崎站（JR-H49）－京橋站（JR-H41）
  -  學研都市線 京橋站（JR-H41）－木津站（JR-H18）
JR寶塚線以福知山站為終點進行編號，JR東西線與學研都市線的車站編號連續。
  -  加古川線 加古川站－谷川站
  -  播但線 姬路站－和田山站
  -  姬新線 姬路站－新見站
美作土居站－新見站之間於2016年3月更改時刻表時追加，但由於該路段屬岡山支社管轄，因此該路段內的車站除車費表外並沒有在旅客資訊內使用。
  -  舞鶴線 綾部站－東舞鶴站
  -  大阪環狀線 天王寺站（JR-O01）－大阪站（JR-O11）－新今宮站（JR-O19）－天王寺站（JR-O01）
  -  JR夢咲線 西九條站（JR-P14）－櫻島站（JR-P17）
以大阪環狀線天王寺站為起點進行編號。
  -  大和路線 JR難波站（JR-Q17）－天王寺站（JR-Q20）－郡山站（JR-Q34）－奈良站（JR-Q36）－加茂站（JR-Q39）
與大阪環狀線大阪站方向的編號，今宮站與新今宮站的編號部分與大阪環狀線共通。此外，郡山站與奈良站之間有新站構想，「JR-Q35」於引入車站編號初期欠號。
  -  阪和線 天王寺站（JR-R20）－和歌山站（JR-R54）
以大和路線JR難波站方向為起點進行編號。
  -  關西機場線 日根野站（JR-S45）－關西機場站（JR-S47）
以阪和線天王寺站方向進行編號。
  -  和歌山線 和歌山站－王寺站
  -  萬葉Mahoroba線 高田站－奈良站
  -  關西線 加茂站－龜山站
  -  紀國線 和歌山站－新宮站
- 岡山·福山地域
  -  山陽本線 岡山站（JR-S01）－三石站（JR-S11）
與近畿地區路段的邊界站為上郡站[69]。
  -  津山線 岡山站－津山站
  -  桃太郎線 岡山站（JR-U01）－總社站（JR-U10）
  -  伯備線 （岡山站（JR-V01）－）倉敷站（JR-V05）－新見站（JR-V18）
岡山支社只適用於上述路段[70]，山陰地域的路線顏色、路線記號共用。
  -  山陽線 岡山站（JR-W01）－福山站（JR-W14）
  -  山陽線 福山站（JR-X14）－絲崎站（JR-X19）－三原站（JR-X20）
  -  福鹽線 福山站－府中站－鹽町站（－三次站）
全域路線圖上福鹽線全線均適用[69]，但岡山支社只適用於「福山站－府中站」之間的路段[70]。府中站以後下川邊站－鹽町站之間由廣島支社管轄，不在旅客資訊使用，沒有路線記號，路線顏色亦使用其他記號和顏色。
  -  宇野港線 岡山站（JR-L01）－宇野站（JR-L15）
  -  瀨戶大橋線 岡山站（JR-M01）－兒島站（JR-M12）
  -  赤穗線 （岡山站（JR-N01）－）東岡山站（JR-N04）－寒河站（JR-N16）－天和站
岡山支社只適用於「岡山站－寒河站」之間的路段[70]。備前福河站、天和站為近畿統括本部管轄。此外，與近畿地域的邊界站為播州赤穗站[69]。
- 山陰地域
  -  山陰本線 城崎溫泉站－米子站
  -  因美線 鳥取站－東津山站（－津山站）
土師站－津山站之間由岡山支社管轄，因此該路段內的車站除車費表外並沒有在旅客資訊內使用。
  -  境線 米子站－境港站
  -  山陰本線 米子站－益田站
米子站本身屬於路段的車站。
  -  木次線 宍道站－備後落合站
  -  三江線（2018年4月1日廢除） 江津站－三次站
  -  伯備線 新見站－伯耆大山站（－米子站）

前述與岡山·福山地域共用路線顏色、路線記號。
- 廣島地域
廣島地域的路線記號，實際於站内的旅客資訊只限於「JR城市網絡廣島」地域內反映（地域外有使用相同路線顏色於路線記號的情況），地域外的車站以方括號記載。
  -  山陽本線 廣島站（JR-G01）－白市站（JR-G12）－絲崎站（JR-G17）
入野站 - 三原站之間於2016年3月更改時刻表時在全域路線圖上追加[69]。與岡山·福山地域的邊界站為糸崎站[69]。
  -  山陽本線 廣島站（JR-R01）－岩國站（JR-R16）
  -  吳線 （廣島站（JR-Y01）－）海田市站（JR-Y04）－廣站（JR-Y17）－三原站（JR-Y31）
仁方站－三原站間於2016年3月更改時刻表時在全域路線圖上追加[69]。
  -  可部線 （廣島站（JR-B01）－）橫川站（JR-B03）－安藝龜山站（JR-B16）
  -  藝備線 廣島站（JR-P01）－狩留家站（JR-P09）－備中神代站（－新見站）
白木山站－新見站間於2016年3月更改時刻表時在全域路線圖上追加[69]。此外，因為備後落合站－新見站之間由岡山支社管轄，因此該路段除車費表外並沒有在旅客資訊內使用。

### 南海電氣鐵道、阪堺電氣軌道

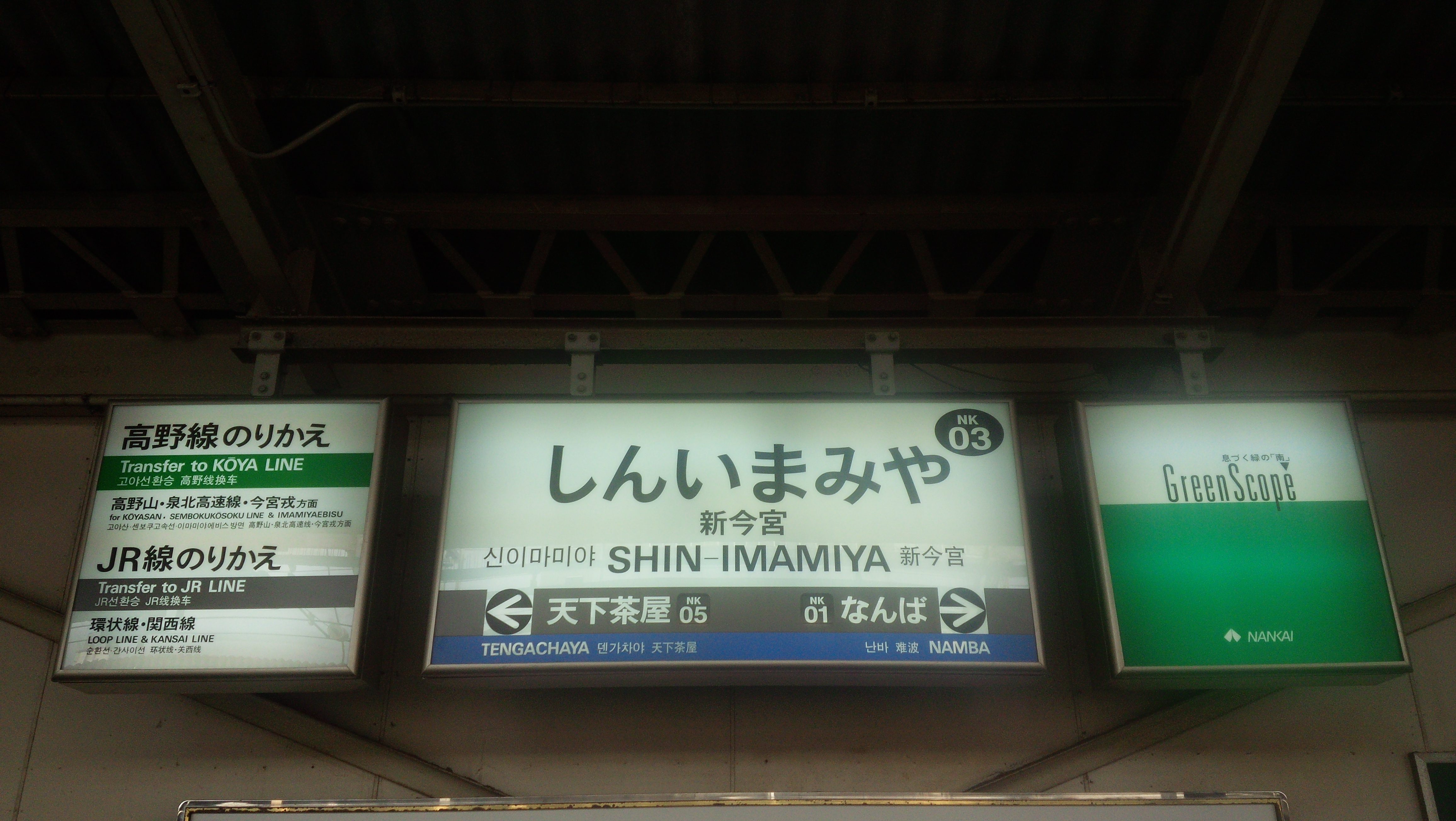
引入車站編號後南海新今宮站的站名牌

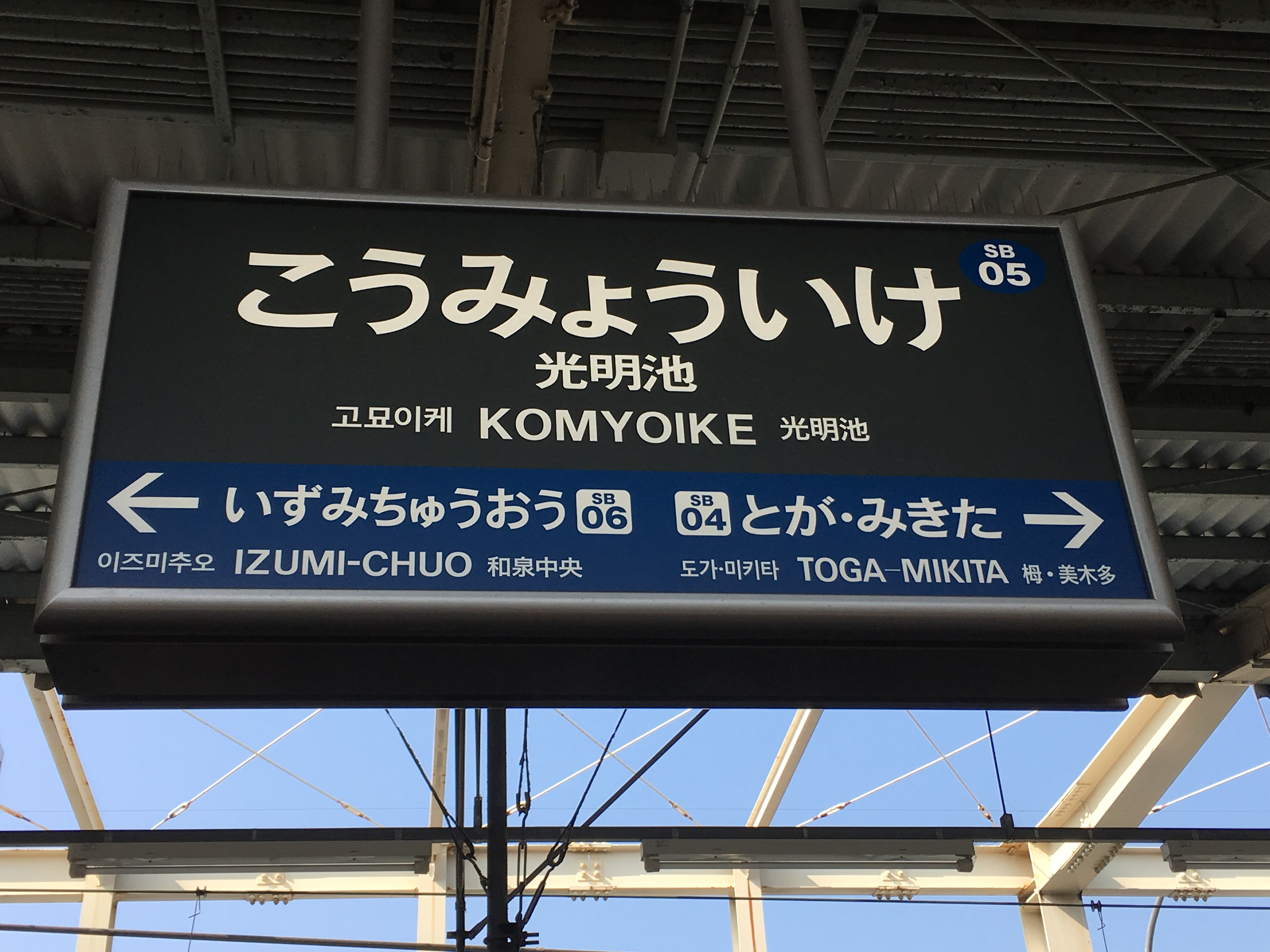
引入車站編號後泉北光明池站的站名牌

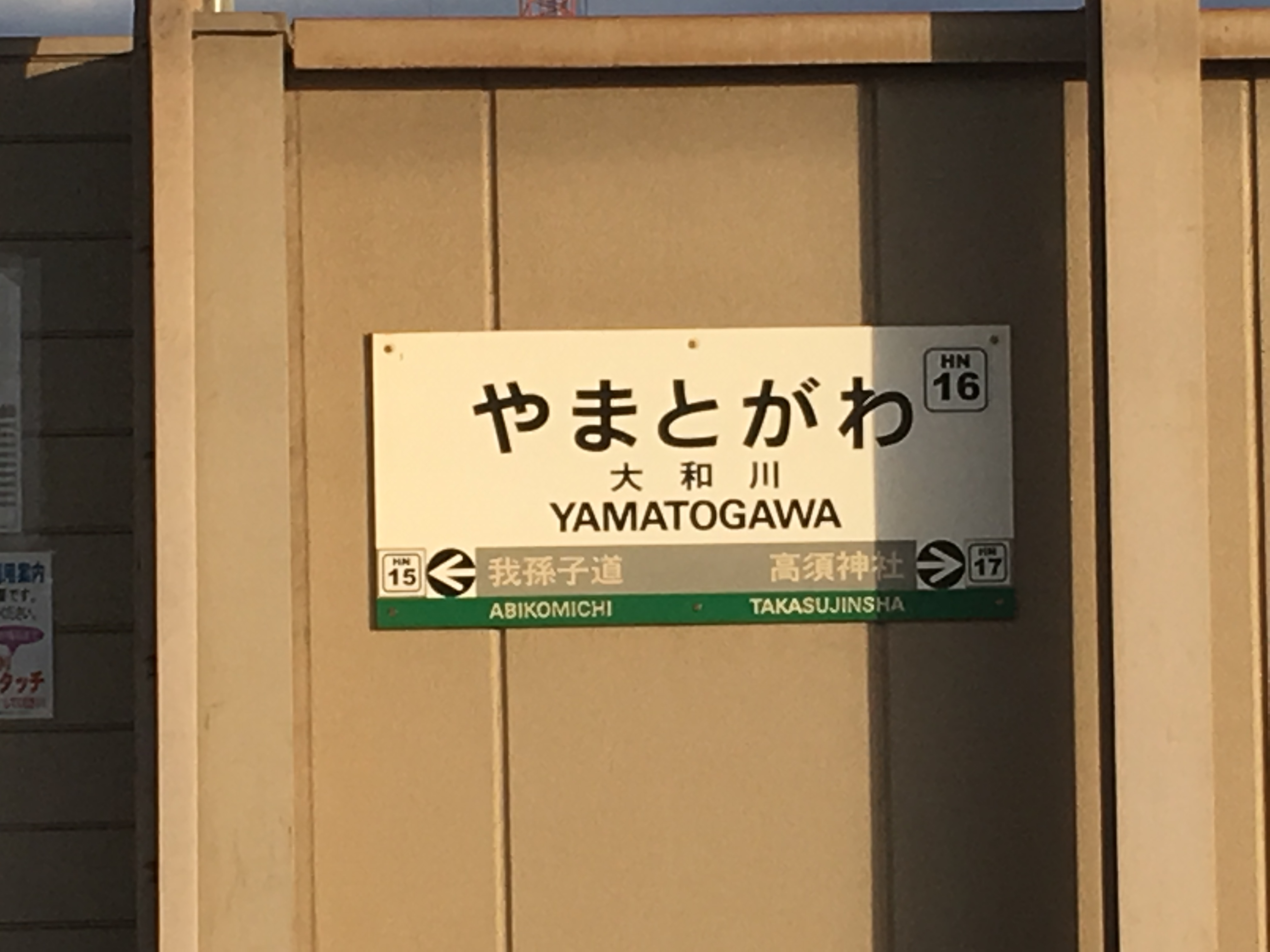
引入車站編號後阪堺大和川站的站名牌

2012年2月23日，南海電氣鐵道及與同公司直通運行的泉北高速鐵道，南海的子公司阪堺電氣軌道宣佈同時實施車站編號。南海的路線記號為「NK」（「NanKai」）、泉北高速鐵道為「SB」（「SemBoku」，現在不使用）、阪堺為「HN」（「HaNkai」）。
2012年4月1日和歌山大學前站啟用時南海、泉北高速鐵道（當時為大阪府都市開發）同時引入車站編號，阪堺則於同年3月下旬開始依次實施。

#### 南海電氣鐵道
南海線系統與高野線系統以番台區分。
- ■南海線、■機場線系統
  -   南海本線 難波站（NK01）－泉佐野站（NK30） → 羽倉崎站（NK33）－和歌山市站（NK45）
南海本線列車不停靠的今宮戎站（NK02）、萩之茶屋站（NK04）亦設有編號。
  -   機場線 臨空城站（NK31）－關西機場站（NK32）
  -   高師濱線 伽羅橋站（NK16-1）－高師濱站（NK16-2）
分支站以羽衣站（NK16）為基準。
  -   多奈川線 深日町站（NK41-1）－多奈川站（NK41-3）
分支站以岬公園站（NK41）為基準。
  -   加太線 東松江站（NK44-1）－加太站（NK44-7）
分支站以紀之川站（NK44）為基準。
  -   和歌山港線 和歌山港站（NK45-1）
以和歌山市站（NK45）的分支站作為編號。
- ■高野線、■泉北線系統
  -   高野線
    - 汐見橋線 西天下茶屋站（NK06-1）－汐見橋站（NK06-5）
以岸里玉出站（NK06）的分支站作為編號。
    - 帝塚山站（NK51）－極樂橋站（NK86）
難波－岸里玉出之間各站只限南海本線的編號。
中百舌鳥站另有泉北高速的車站編號（SB01）。

  -   鋼索線 高野山站（NK87）
與高野線連續編號。

-   -   泉北線（中百舌鳥站（NK59）—）深井站（NK88）—和泉中央站（NK92）

泉北高速鐵道線於2025年4月1日起合併至南海電氣鐵道並更名為泉北線。在此以前，中百舌鳥站（SB01）—和泉中央站（SB06）採用SB編號。

#### 阪堺電氣軌道
編號以2009年7月4日以後的運行系統為基準。引入時「HN27」與「HN30」為空號，直至「HN27」石津北站的啟用而設立編號。此外，上町線的住吉公園停留場於2016年1月31日停運，導致車站編號「HN11」空置。
- ■ 阪堺線 惠美須町站（HN51）－東粉濱站（HN61） → 住吉停留場（HN10） → 住吉鳥居前站（HN12）－船尾站（HN29） → 濱寺站前站（HN31）
- ■ 上町線 天王寺站前站（HN01）－住吉停留場（HN10）

### 京都市營地下鐵
京都市營地下鐵於1994年11月26日東西線六地藏－醍醐站延伸段通車時引入。
- 烏丸線（K / Karasuma）國際會館站（K01）－竹田站（K15）
竹田站設有近鐵的車站編號（B05）。
- 東西線（T / Tozai）六地藏站（T01）－太秦天神川站（T17）

### 京都丹後鐵道
WILLER TRAINS負責運行的京都丹後鐵道，公司沒有特別的宣佈。2015年，官方網站的車費表確認新增了車站編號。。
宮福線的記號為「F」、宮舞線（宮津線的宮津站以東）的記號為「M」、宮豐線（宮津線的宮津站以西）的記號為「T」，路線的連接點宮津站不設路線記號。編號以宮福線福知山站為1號至終點宮津站14號為止順序編號，宮舞線、宮豐線均以宮津站作為14號為基準進行編號。
- ■F 宮福線（F / miyaFuku） 福知山站（F1）－宮村站（F13）－宮津站（14）
- ■M 宮舞線（M / miyaMai） 西舞鶴站（M8）－栗田站（M13）－宮津站（14）
- ■T 宮豐線（T / miyaToyo） 宮津站（14）－天橋立站（T15）－豐岡站（T26）

### 大阪高速鐵道
負責營運大阪單軌電車的大阪高速鐵道於國際文化公園都市線阪大醫院前站－彩都西站延伸段2007年3月19日通車的同時正式引入。然而，2006年10月6日宣佈引入車站編號，同月下旬才開始在路線圖和站名牌依次加入。
- ■大阪單軌電車線 大阪機場站（11）－門真市站（24）
- ■國際文化公園都市線（彩都線） 公園東口站（51）－彩都西站（54）
  - 此路線以公園東口站為起點，從50號開始編號，但轉乘站萬博紀念公園站跟從大阪單軌電車線的車站編號（17）。此外，大阪高速鐵道不設路線記號。

### 大阪市高速電氣軌道、北大阪急行電鐵

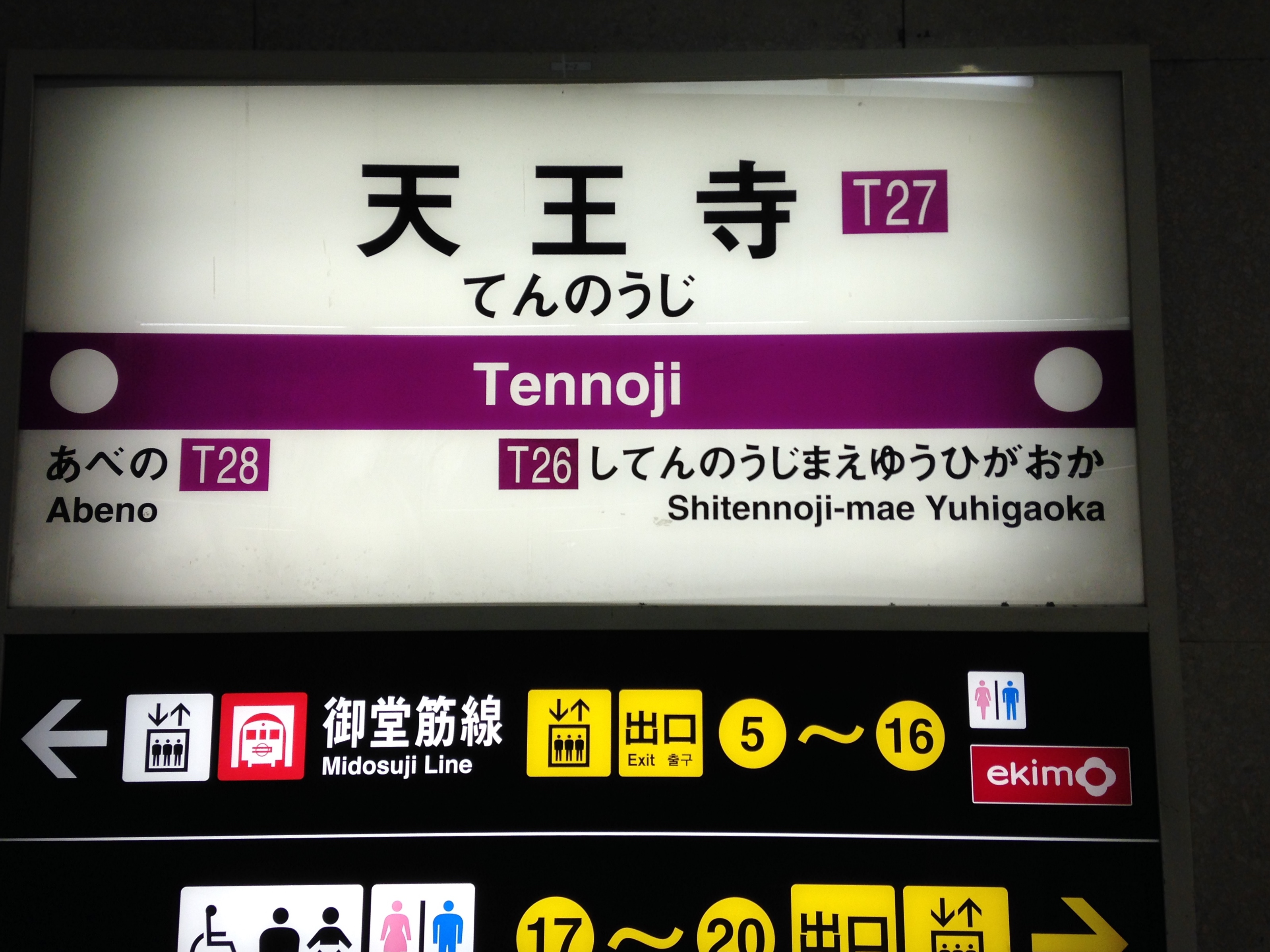
引入車站編號後谷町線天王寺站的站名牌

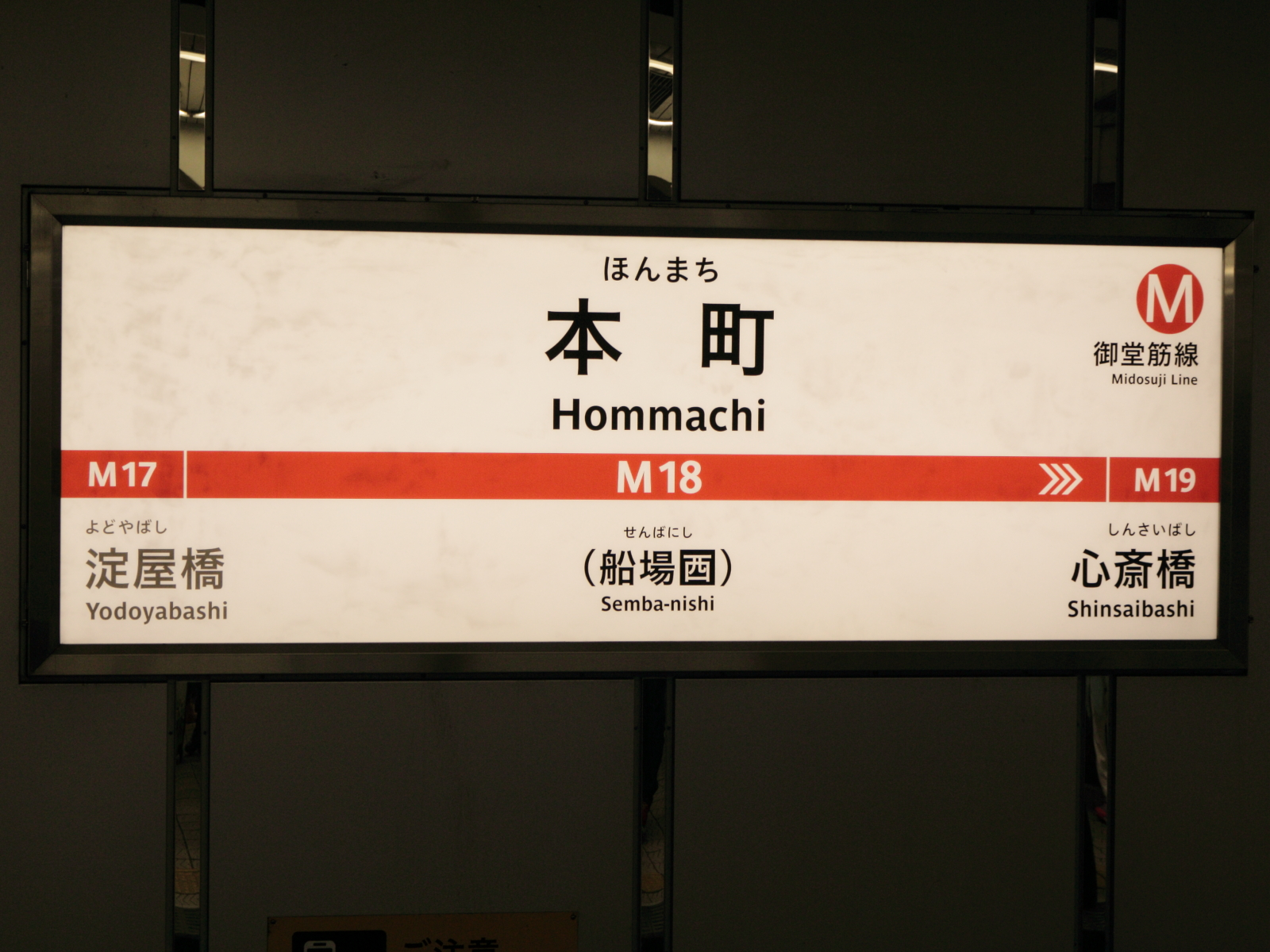
車站更新後御堂筋線本町站的站名牌

大阪地下鐵與新交通系統（新電車）營運的大阪市高速電氣軌道，由民營化前的大阪市交通局於2004年7月1日引入。同時與地下鐵直通運行的北大阪急行電鐵、大阪港交通系統（OTS）的同時引入（OTS的路線在大阪市交通局後編入）。
地下鐵各路線的車站編號數字部分原則上以11開始為特色，若有互相直通運行的鐵路路線的車站設有車站編號，則採用連續編號。
大阪地下鐵
-  御堂筋線・ M  南北線（M / Midosuji）千里中央站（M08）－江坂站（M11）－中百舌鳥站（M30）
採用相同路線記號（M），車站編號也是連續編號。
但是，大阪市交通局管理的江坂站以外的各站，顯示車站編號的顏色與御堂筋線並非同樣是紅底的「紺底白字」而是「白底紺字」。北急所有車輛的車內路線表與北急各站的車費表記載的車站編號與大阪市交通局同樣是紅底，車站編號的顏色也沒有統一。
千里中央站起向北延伸，預定會在箕面船場阪大前站、箕面萱野站建設新站和路線。預計在2020年度中完工。與此有關的是車站編號將自千里中央站起繼續編號，但仍未對外公佈。
-  谷町線（T / Tanimachi）大日站（T11）－八尾南站（T36）
-  四橋線（Y / Yotsubashi）西梅田站（Y11）－住之江公園站（Y21）
-  中央線（C / Chuo）宇宙廣場站（C10）－大阪港站（C11）－長田站（C23）
宇宙廣場－大阪港段設立車站編號時為OTS路線。
近鐵京阪奈線使用相同路線記號（C）。
-  千日前線（S / Sennichimae）野田阪神站（S11）－南巽站（S24）
-  堺筋線（K / saKaisuji）天神橋筋六丁目站（K11）－天下茶屋站（K20）
-  長堀鶴見綠地線（N / Nagahori）大正站（N11）－門真南站（N27）
-  今里筋線（I / Imazatosuji）井高野站（I11）－今里站（I21）

新交通系統（新電車）
-  南港港城線（P / Porttown）宇宙廣場站（P09）－中埠頭站（P11）－住之江公園站（P18）
宇宙廣場－中埠頭設立車站編號時為OTS路線。

### 近畿日本鐵道

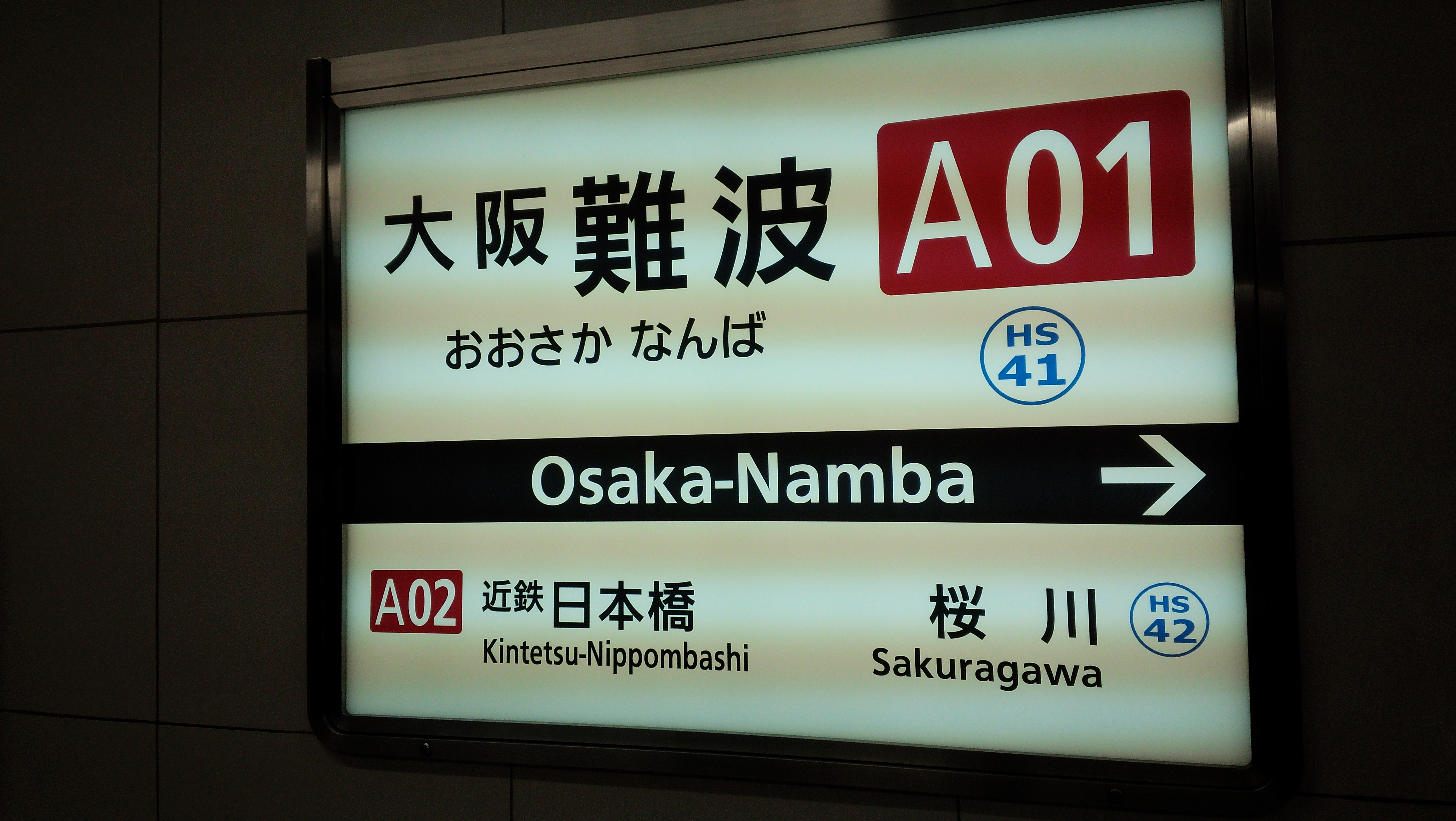
引入車站編號後大阪難波站的站名牌。採用近鐵格式，與阪神電氣鐵道互相直通的邊界站，但只記載同公司的車站編號

近畿日本鐵道（近鐵）於京阪奈線生駒站－學研奈良登美丘站延伸段2006年3月27日通車起引入。此後宣佈其他路線至2015年8月20日為止依次引入（但葛城索道線不屬引入對象）。
記號部分，主要路線包括難波、奈良線，京都、橿原線，大阪線，名古屋線，南大阪、吉野線按英文字母A - F編號（C為沿用直通大阪市營地下鐵的中央線的既有的京阪奈線），支線則使用G - P的英文字母。原則上編號部分由01起依次編號，但自社線的接續站編號並不統一，有時會出現欠號的情況。此外，支線的編號為接續主要路線的編號。
- ■ 難波、奈良線系統
  -  難波線（A）大阪難波站（A01）－大阪上本町站（A03）
大阪難波站另有阪神的車站編號（HS 41）。
  -  奈良線（A）大阪上本町站（A03）－菖蒲池站（A21）－大和西大寺站（A26）－近鐵奈良站（A28）
大和西大寺站的編號與京都線、橿原線統一，因此A22 - A25為欠號。大阪上本町站－布施站正式屬大阪線，但按奈良線進行編號。
  -  生駒線（G）生駒站（G17）－王寺站（G28）
- ■ 京都、橿原線系統
  -  京都線（B）京都站（B01）－大和西大寺站（B26）
此路線與京都市內北野線共用同一路線記號B，但同公司的車站編號不會在數字部分上1行加上「0」，以免重複編號。
竹田站另有京都市營地下鐵的車站編號（K15）。
  -  橿原線（B）大和西大寺站（B26）－橿原神宮前站（B42）
  -  天理線（H）平端站（H32）－天理站（H35）
  -  田原本線（I）西田原本站（I36）－新王寺站（I43）
西田原本站的編號統一接續田原本站。新王寺站除生駒線王寺站外與編號統一。
- 京阪奈線（C）長田站（C23）－學研奈良登美丘站（C30）
與大阪市營地下鐵中央線於車站編號上連續使用同一路線記號（C）。
由於引入時期的編號情況不同，生駒站（C27）的奈良線（A17）、生駒線（G17）並未統一編號。
- ■ 大阪線系統
  -  大阪線（D）大阪上本町站（D03）－真菅站（D27）－大和八木站（D39）－伊勢中川站（D61）
大阪上本町站的編號與難波線、奈良線統一，因此D01－D02為欠號。
大和八木站的編號與橿原線統一，因此D28 - D38為欠號。
  -  信貴線（J）河內山本站（J12）－信貴山口站（J14）
- ■ 名古屋線系統
  -  名古屋線（E）近鐵名古屋站（E01）－桃園站（E43）－伊勢中川站（E61）
此線與名古屋市內的名港線使用同一路線記號E，並同樣使用E01 - E07的編號，但彼此的編號並無關係。
伊勢中川站的編號與大阪線、山田線統一，因此E44 - E60為欠號。
  -  湯之山線（K）近鐵四日市站（K21）－湯之山溫泉站（K30）
  -  鈴鹿線（L）伊勢若松站（L29）－平田町站（L33）
- ■ 山田、鳥羽、志摩線系統
  -  山田線（M）伊勢中川站（M61）－宇治山田站（M74）
  -  鳥羽線（M）宇治山田站（M74）－鳥羽站（M78）
  -  志摩線（M）鳥羽站（M78）－賢島站（M93）
- ■ 南大阪、吉野線系統
  -  南大阪線（F）大阪阿部野橋站（F01）－橿原神宮西口站（F27）－橿原神宮前站（F42）
橿原神宮前站的編號與橿原線統一，因此F28 - F41為欠號。
  -  吉野線（F）橿原神宮前站（F42）－吉野站（F57）
  -  道明寺線（N）道明寺站（N15）－柏原站（N17）
  -  長野線（O）古市站（O16）－河內長野站（O23）
  -  御所線（P）尺土站（P23）－近鐵御所站（P26）
- ■ 鋼索線
  -  生駒鋼索線（Y）鳥居前站（Y17）－寶山寺站（Y18）－生駒山上站（Y21）
鳥居前站的編號為與接續生駒站的編號統一。
  -  西信貴鋼索線（Z）信貴山口站（Z14）－高安山站（Z15）

### 神戶市營地下鐵
神戶市營地下鐵於2004年9月1日起引入。
神戶市營地下鐵
-  西神-山手線（S / Seishin）谷上站（S01）－新神戶站（S02）－西神中央站（S17）
  - 此線正式而言分為北神線、山手線、西神線、西神延伸線3部分，但由於所有列車均直通運行，因此通常使用路線全線名稱「西神-山手線」稱呼。

-  海岸線（K / Kaigan）三宮·花時計前站（K01）－新長田站（K10）

### 神戶新交通
神戶新交通於港灣人工島線市民廣場站－神戶機場站延長段2006年2月2日通車時引入。
- P  港灣人工島線（P / Port）三宮站（P01）－神戶機場站（P09）
- PL  港灣人工島線（環狀部）（PL）南公園站（PL07）－北埠頭站（PL09）
  - 07－09為市民廣場站（P06）起連續編號。L為Loop取自首字母。
- R  六甲人工島線（R / Rokkou）住吉站（R01）－海濱公園站（R06）

### 阪急電鐵、能勢電鐵
阪急電鐵（阪急）與能勢電鐵於2013年12月21日起引入。

#### 阪急電鐵

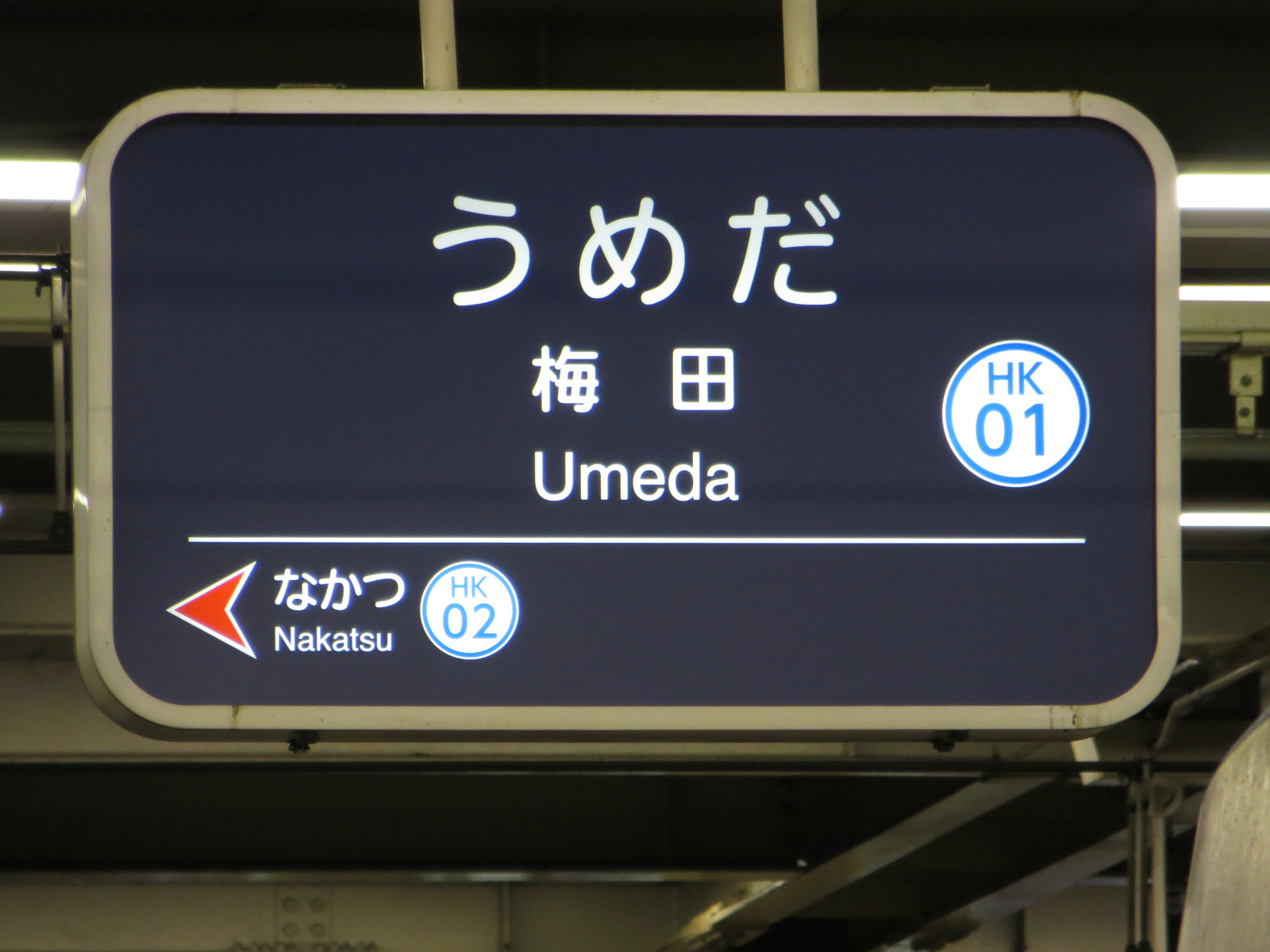
車站編號引入後的阪急梅田站的站名牌

阪急阪神控股轄下的阪急電鐵（阪急）、阪神電氣鐵道（阪神）於2013年4月30日宣佈同時實施車站編號。阪急於京都本線西山天王山站2013年12月21日啟用日引入。路線記號為「HanKyu」的簡寫「HK」。
- ■神戶線
  -  神戶本線 大阪梅田站（HK-01）－神戶三宮站（HK-16）
神戶本線、寶塚本線、京都本線的3線直通的大阪梅田站－十三站（HK-03）採用神戶線的車站編號。
  -  神戶高速線 花隈站（HK-17）－神戶三宮站（HK-16）－高速神戶站（HS 35）－新開地站（HS 36）
高速神戶站、新開地站不使用神戶高速線的車站編號。
  -  伊丹線 稻野站（HK-18）－伊丹站（HK-20）
  -  今津線 今津站（HK-21）－寶塚南口站（HK-28）
西宮北口站使用神戶本線的車站編號（HK-08）。
  -  甲陽線 苦樂園口站（HK-29）－甲陽園站（HK-30）
- ■寶塚線
  -  寶塚本線 三國站（HK-41）－寶塚站（HK-56）
川西能勢口站使用能勢電鐵的車站編號（NS01）。
寶塚站使用寶塚線的車站編號。
  -  箕面線 櫻井站（HK-57）－箕面站（HK-59）
- ■京都線
  -  京都本線 南方站（HK-61）－京都河原町站（HK-86）
  -  千里線 柴島站（HK-87）－北千里站（HK-95）
天神橋筋六丁目站使用地下鐵堺筋線的車站編號（K11）。淡路站使用京都本線的車站編號（HK-63）。
  -  嵐山線 上桂站（HK-96）－嵐山站（HK-98）

#### 能勢電鐵
能勢電鐵與阪急同時於2013年12月21日引入，只限鐵道線。路線記號為「NoSe」的簡寫「NS」。此外，與阪急不同，記號部分與編號部分沒有連字號。然而，2023年廢除的鋼索線沒有引入。
- 妙見線 川西能勢口站（NS01）－妙見口站（NS14）
川西能勢口站另有阪急的車站編號（HK-50）。
- 日生線 日生中央站（NS21）

### 阪神電氣鐵道

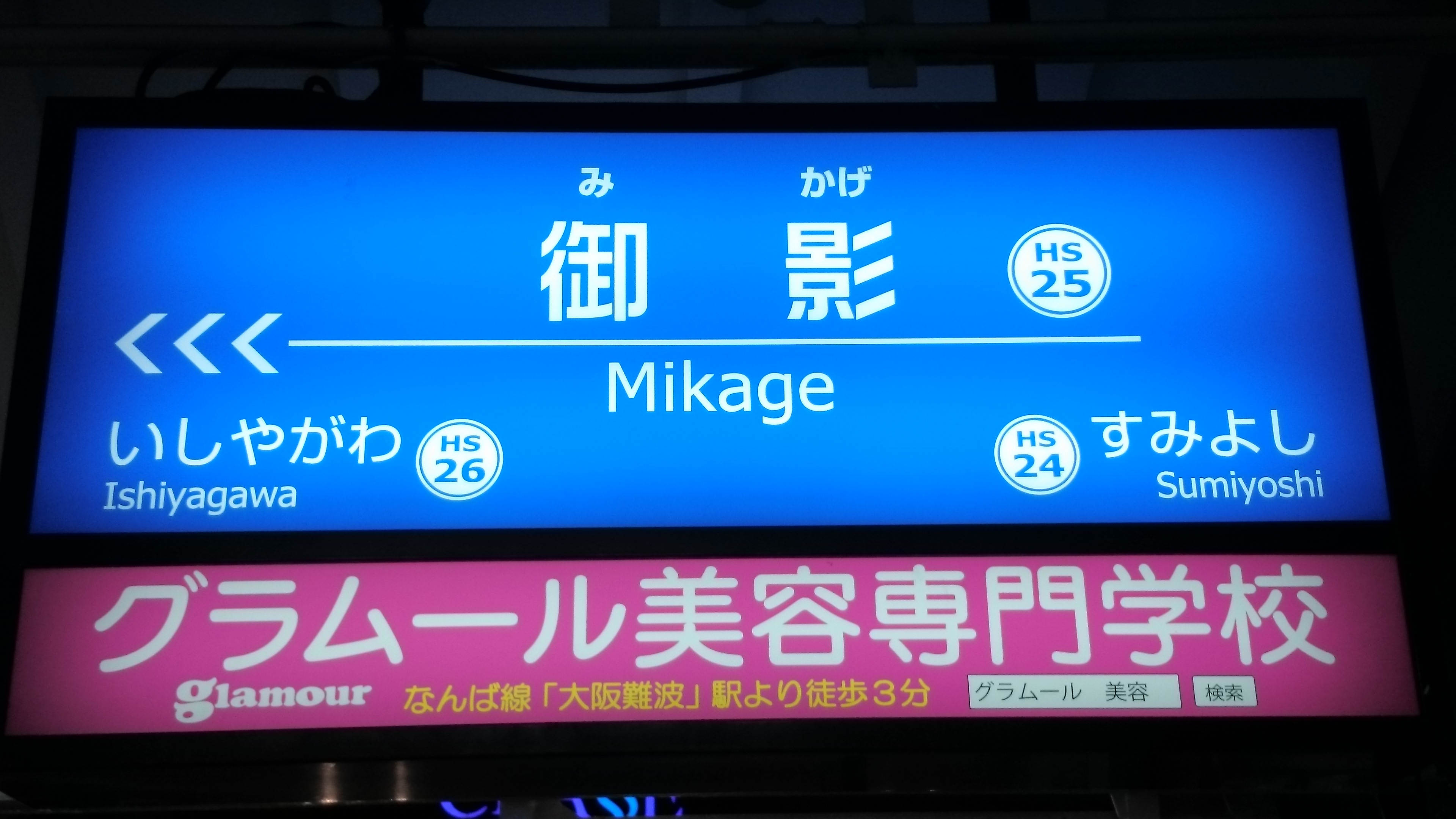
引入車站編號後阪神御影站的站名牌

與上述的阪急同時宣佈實施車站編號，阪神電氣鐵道（阪神）於2014年4月引入。路線記號為「HanShin」的簡寫「HS」。設外，與阪急不同，記號部分與編號部分之沒有連字號，與東武同樣路線按照編號區分（本線、神戶高速線連接編號）。此外，與其他公司管理的共同使用站如西代站（山陽電鐵）、大阪難波站（近畿日本鐵道）在發表時仍在協議中，山陽電鐵引入車站編號將伴隨阪神、山陽兩社的車站編號。同時，大阪難波站於引入當初只限從阪神側進行編號，2015年8月近鐵引入車站編號後，近鐵側亦有了車站編號。
- 本線 大阪梅田站（HS 01）－元町站（HS 33）
- 神戶高速線 西元町站（HS 34）－西代站（HS 39）
西代站亦設有山陽的車站編號（SY 01）。
- 難波線 大阪難波站（HS 41）－出來島站（HS 49）
大阪難波站亦設有近鐵的車站編號（A01）。
大物線（日语：大物駅）使用本線的車站編號（HS 08）。
- 武庫川線 武庫川團地前站（HS 51）－東鳴尾站（HS 53）
武庫川站使用本線的車站編號（HS 12）。

### 山陽電氣鐵道
山陽電鐵於2014年2月7日宣佈引入車站編號。與阪神電鐵直達部分於2014年4月1日率先引入，阪神電鐵的車站編號發表當初協議中仍未確定引入時的西代站，以阪神電鐵「HS 39」、山陽電鐵「SY 01」進行各自編號。路線記號為「SanYo」的簡稱「SY」，與阪神電鐵同樣不設連字號。
- 本線 西代站（SY 01）－山陽姬路站（SY 43）
西代站另有阪神的車站編號（HS 39）。
- 網干線 西飾磨站（SY 51）－山陽網干站（SY 56）
飾磨站另有本線的車站編號（SY 40）。

### 神戶電鐵

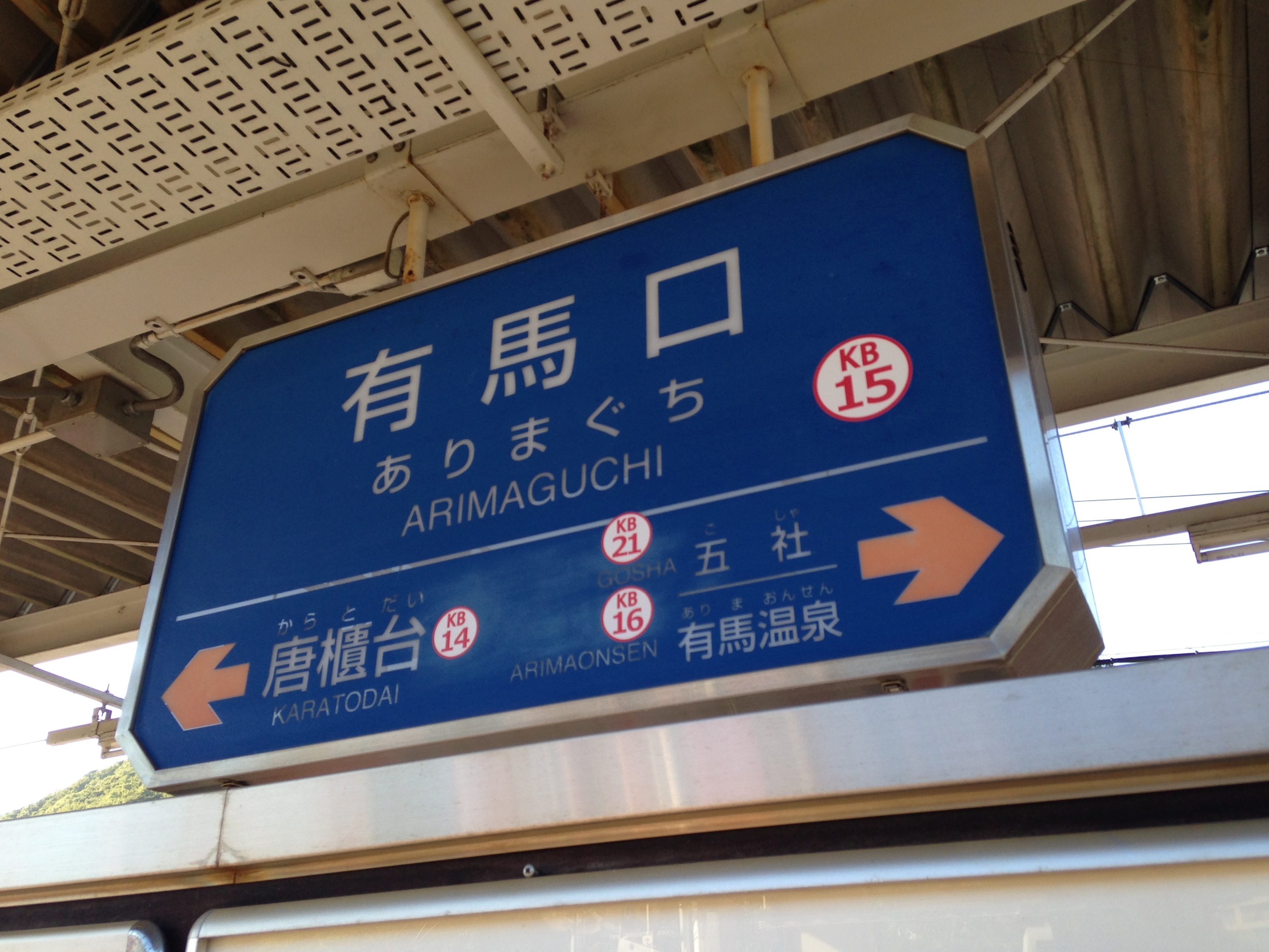
車站編號引入後有馬口站的站名牌

神戶電鐵於2014年4月1日引入。路線記號為「KoBe」的簡稱「KB」。神戶高速線與有馬線為求一體的編號而連續編號，除此以外線區以號碼區分。
- 神戶高速線 新開地站（KB01）
- 有馬線 湊川站（KB02）－有馬溫泉站（KB16）
車站編號賦與時休止中的菊水山站（日语：菊水山駅）並未引入，該站在2018年正式廢除。
- 三田線 五社站（KB21）－三田站（KB29）
- 公園都市線 花城站（KB31）－木城中央站（KB33）
- 粟生線 鈴蘭台西口站（KB41）－粟生站（KB59）

### 京阪電氣鐵道

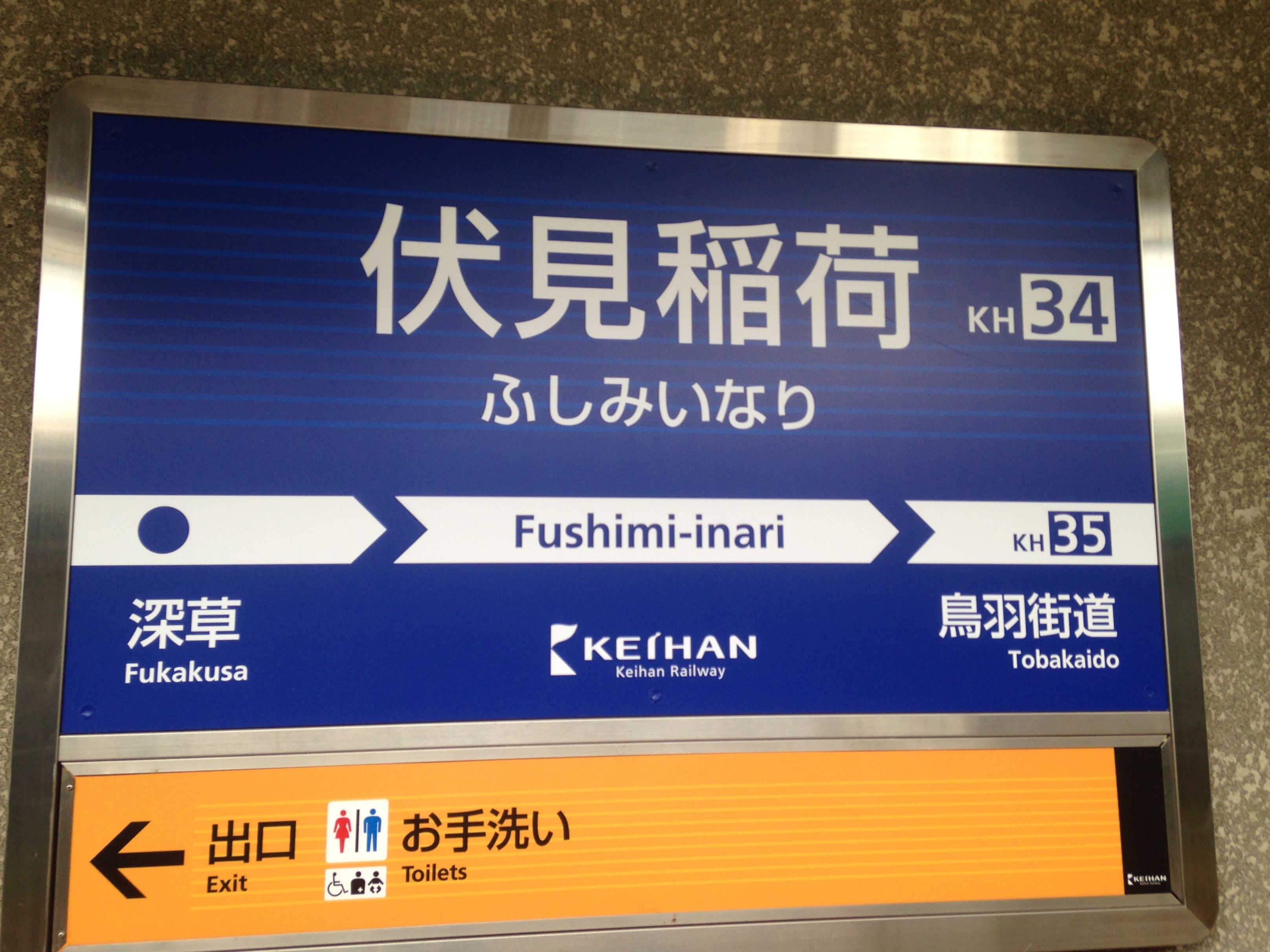
車站編號引入後伏見稻荷站的站名牌

京阪電氣鐵道於2014年4月1日起引入。路線記號於京阪線系統為「KeiHan」的簡稱「KH」，大津線系統為「OTsu」的簡稱「OT」。。
- 京阪線系統
  - 京阪本線 淀屋橋站（KH01）－三條站（KH40）
  - 鴨東線 神宮丸太町站（KH41）－出町柳站（KH42）
  - 中之島線 難波橋站（KH51）－中之島站（KH54）
  - 交野線 宮之阪站（KH61）－私市站（KH67）
  - 宇治線 觀月橋站（KH71）－宇治站（KH77）
- 大津線系統
  - 石山坂本線 石山寺站（OT01）－坂本站（OT21）
  - 京津線 京阪山科站（OT31）－上榮町站（OT35）
御陵站使用與地下鐵東西線相同的車站編號（T08）。
濱大津站使用石山坂本線的車站編號（OT12）。

### 京福電氣鐵道
京福電氣鐵道嵐山線（嵐電）於2007年3月19日引入。2016年4月1日撮影所前站啟用後，全線均已加入車站編號。
- 嵐山本線（A / Arashiyama）四條大宮站（A1）－嵐山站（A13）
  - 2016年4月1日以前，車站編號因四條大宮站與西院站之間跳過了「A2」，導致西院站以後的車站編號全數向後移了1個號碼。此兩站之間曾有設置新站的構想[注 5][來源請求]。然而由於引入當初山之內站與蠶之社站之間的嵐電天神川站尚未啟用，導致同站欠號的情況。
- 北野線（B）撮影所前站（日语：撮影所前駅）（B1）－北野白梅町站（B9）
  - 由於京都市營地下鐵烏丸線已使用「K」，為免撞號，採用A之後的字母「B」[來源請求]。2016年4月1日撮影所前站（日语：撮影所前駅）啟用並與嵐山本線接續相鄰的帷子之辻站「B1」分離，帷子之辻站同時擁有嵐山本線與北野線的2種類的車站編號[84]。

### 叡山電鐵
叡山電鐵於2008年10月19日引入。所有車站均有編號，叡山本線、鞍馬線順號。記號為「E」。
- E  叡山本線 出町柳站（E01）－八瀨比叡山口站（E08）
- E  鞍馬線 八幡前站（E09）－鞍馬站（E17）
  - 分岐站寶池站作為叡山本線車站進行編號（E06）。

### 近江鐵道
近江鐵道雖沒有正式公佈車站編號，但自2018年頃起，路線圖、車內導覽裝置、站名牌都依次引入。與整理券編號相同，與京濱急行電鐵同樣由本線往支線方向連續編號。OR22－OR25為欠號。
- ●OR 本線 米原站（OR01）－貴生川站（OR37）
- ●OR 多賀線（彥根·多賀大社線） 高宮站（OR07）－多賀大社前站（OR09）
- ●OR 八日市線（萬葉茜線） 八日市站（OR15）－近江八幡站（OR21）

### 和歌山電鐵
和歌山電鐵，公司並未有特地宣佈，2015年在官方網頁的路線圖確認加入車站編號。
- 貴志川線 和歌山站（01）－貴志站（14）

### 岡山電氣軌道
岡山電氣軌道在2017年5月引入路線記號，並更改了路線顏色。記號以兩個運行系統為準，岡山站前停留場－柳川停留場間同時設有雙方的系統記號。。
- ○H 東山線（H / Higashiyama）岡山站前停留場（H01）－東山·岡電博物館站停留場（H10）
- ○S 清輝橋線（S / Seikibashi）岡山站前停留場（S01）－清輝橋停留場（S09）

### 水島臨海鐵道
2019年起引入。不記載在站名牌上，只記載在車站時刻表與口袋時刻表內。
- ●MR 水島本線（MR / Mizushima Rinkai）倉敷市站（MR0）－三菱自工前站（MR9）

### 廣島電鐵

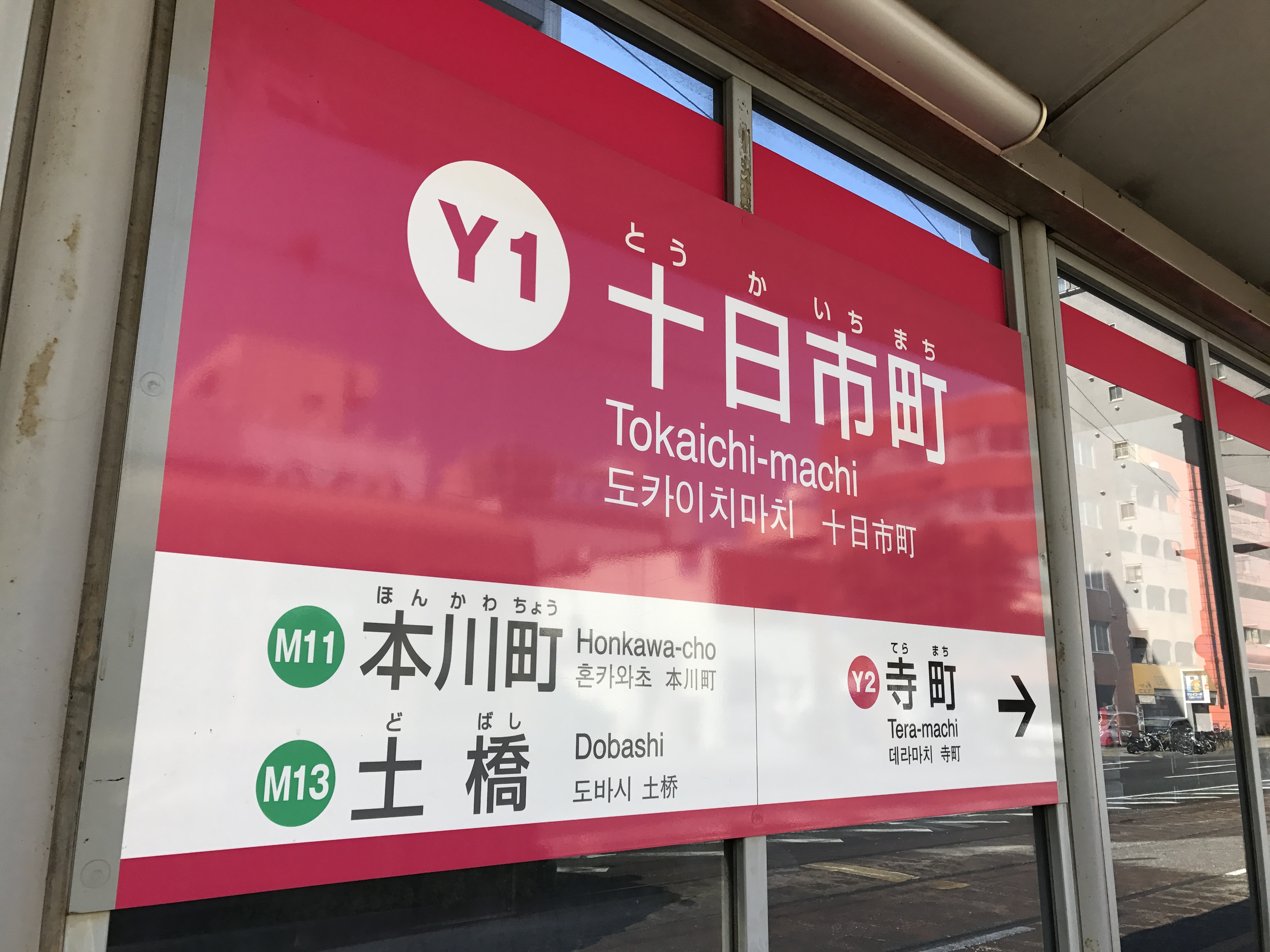
通常設計的站名牌（十日市町電停橫川線方面）

廣島電鐵自1996年（平成8年）10月起引入，2025年（令和7年）8月3日伴隨站前大橋線開業改為現行體系。為免重覆編號，所有運行系統採用1個停留場、車站1個編號。
- M（Miyajima）本線、宮島線 廣島站停留場（M01）—稻荷町停留場（M02）—廣電西廣島站（M18）—廣電宮島口站（M38）
紙屋町停留場在紙屋町東、紙屋町西各自的月台設有各自的車站編號（M07、M08）。臨時車站宮島賽艇場站不設車站編號。
- Y（Yokogawa）橫川線 （十日市町停留場—）寺町停留場（Y01）—橫川站停留場（Y04）
- U（Ujina）宇品線 （紙屋町東停留場、紙屋町西停留場—）本通停留場（U01）—廣島港停留場（U18）
- E（Eba） 江波線 （土橋停留場—）舟入町停留場（E01）—江波停留場（E06）
- W（White / 白島的「白」的英譯 White） 白島線 （八丁堀停留場—）女學院前停留場（W01）—白島停留場（W04）
- H（Hijiyama / 通稱名：比治山線 Hijiyama）皆實線 （稻荷町停留場—）松川町停留場（H01）—比治山下停留場（H02）—皆實町二丁目停留場（H05）（—皆實町六丁目停留場）

以下為2025年（令和7年）8月2日以前的體系。編號以廣島站停留場並以本線為基準編號，不同路線以顏色區分。停留場有部分設有2個編號。
- ●M 本線（M / Miyajima）廣島站停留場（M1）－廣電西廣島站（M19）
紙屋町東停留場與紙屋町西停留場編成同一個車站編號（M9）。
- ●M 宮島線（M / Miyajima）廣電西廣島站（M19）－廣電宮島口站（M39）
臨時站宮島賽艇場站不設車站編號。
- ●Y 橫川線（Y / Yokogawa）十日市町停留場（Y1）－橫川站停留場（Y5）
分岐點十日市町停留場只於橫川線專用的停留場（現在只限橫川站方向）加入車站編號。
- ●U 宇品線（U / Ujina）本通停留場（U1）－廣島港停留場（U18）
- ●E 江波線（E / Eba）舟入町停留場（E1）－江波停留場（E6）
- ●W 白島線（W / 白島的「白」的英譯 White）八丁堀停留場（W1）－白島停留場（W5）
分岐點八丁堀停留場只於白島線專用的停留場加入車站編號。
- ●H 皆實線（H / 通稱名：比治山線 Hijiyama）的場町停留場（H3）－皆實町六丁目停留場（H9）
分岐點的場町停留場與皆實町六丁目停留場只於皆實線專用的停留場加入車站編號。的場町停留所的車站編號為例外，以廣島站停留場作為起點進行編號，皆實町六丁目停留場更遠至宇品線廣島港停留場為止連續編號。

### 一畑電車
引入年份不詳。在站名牌與官方網頁所提供的時刻表顯示。路線記號只限數字組成，北松江線、大社線順次序連續編號。
- 北松江線 電鐵出雲市站（1）－松江宍道湖溫泉站（22）
- 大社線 高濱站（23）－出雲大社前（26）
  - 分岐站川跡站以只限北松江線車站進行編號（5）。

## 四國

### JR四國、阿佐海岸鐵道、土佐黑潮鐵道

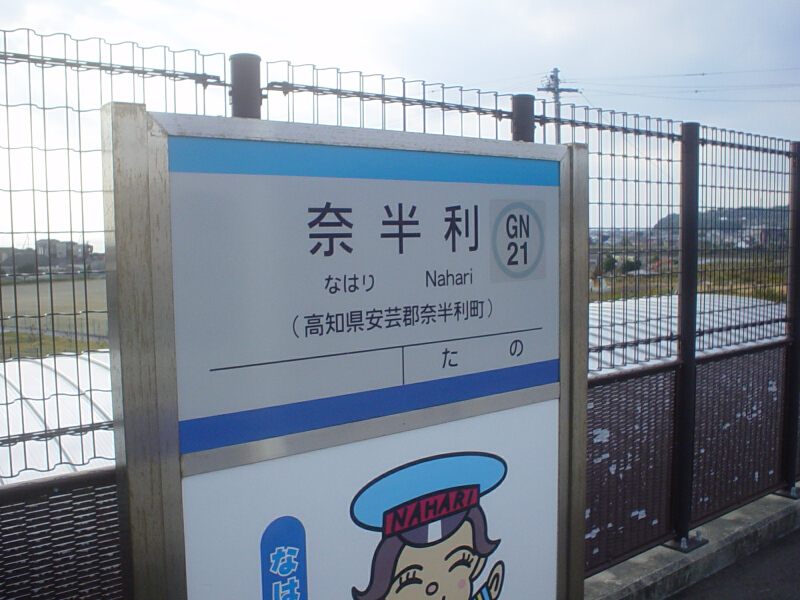
土佐黑潮鐵道的站名牌

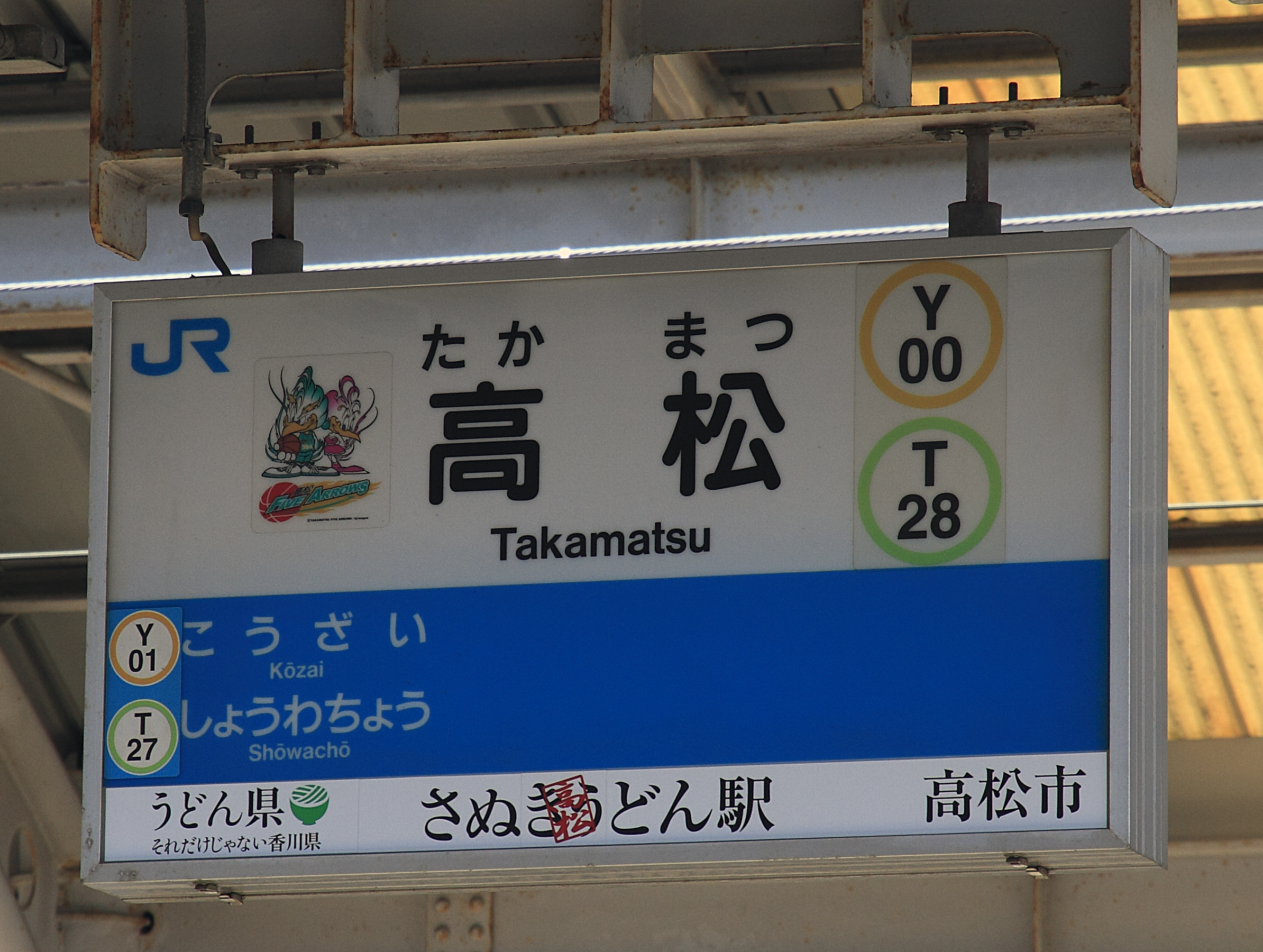
JR四國的車站編號重複型

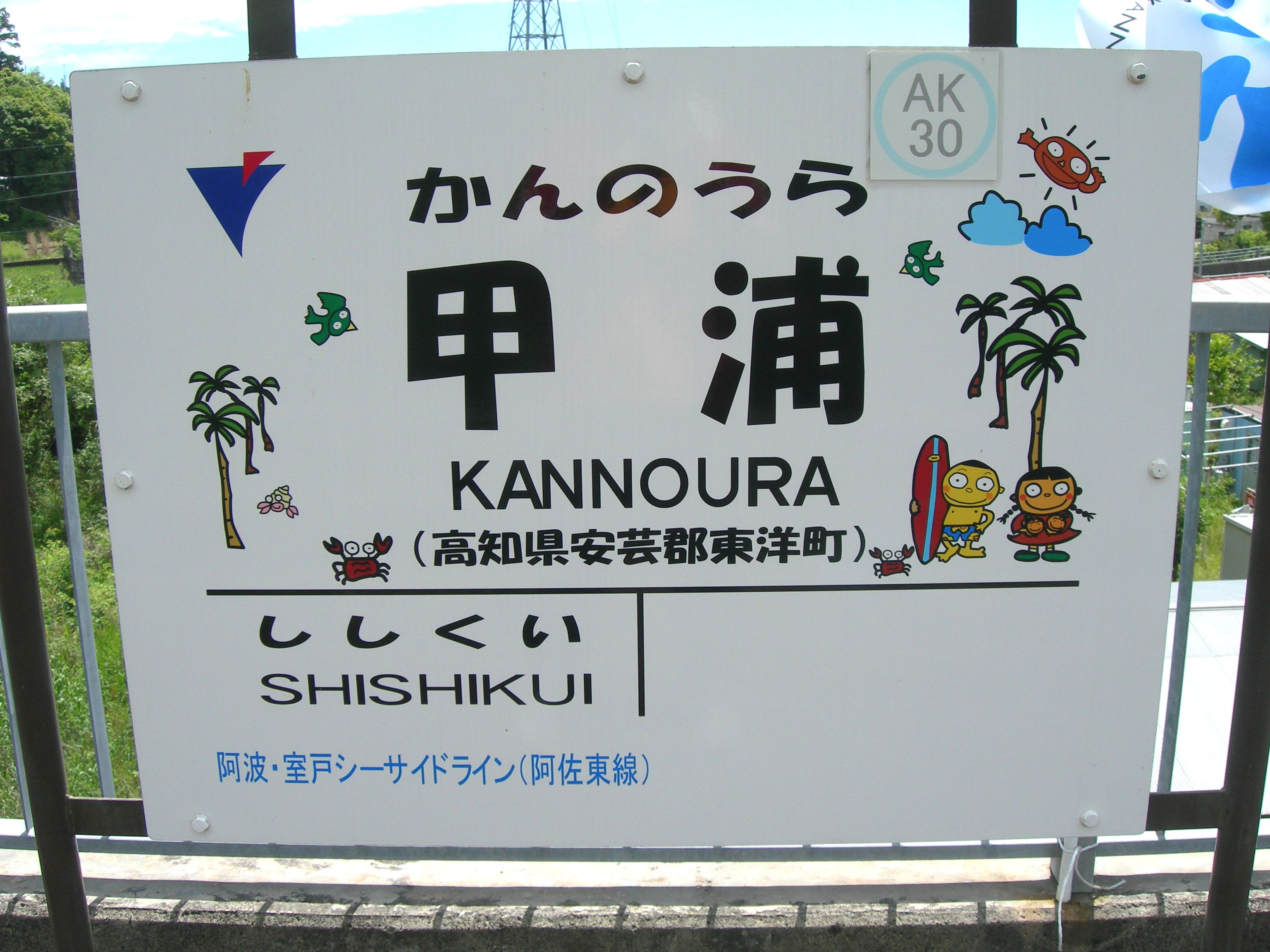
阿佐海岸鐵道的車站編號站名裨

四国旅客鐵道（JR國）於2006年3月1日作為JR集團率先採用車站編號。途經伊予長濱的予讚線、土讚線的高知以西、德島線、予土線、高德線以記號部分採用路線名的羅馬拼音表記的頭文字。但是，本四備讚線不實施。而小村神社前站啟用之際使用「K08-1」的車站編號，採用支號方式。主要用於站名牌與車費表等。
土佐黑潮鐵道的各路線同時引入。此處路線接續JR線，因此亦連續編號。
JR四國
- ●Y 予讚線（Y / Yosan）：高松站（Y00）－松山站（Y55）
松山起往西的路段，在相同路線的縣廳所在地重設編號。
- ●U 途經予讚線、內子線（U / Uchiko、Uwajima）：松山站（U00）－內子站（U10）－宇和島站（U28）
- ●S 予讚線（途經伊予長濱）（S / Shimonada、Seaside）：向井原站（S06）－伊予長濱站（S12）－伊予大洲站（S18）
下灘站（Shimonada），途經沿海（Seaside）的S。松山站考慮到統一車站編號而採用00。
- ●D 土讚線（D / Dosan）：多度津站（D12）－高知站（D45）
高松站考慮到統一編號而採用00。與予讚線相同，縣廳所在地車站改變為高知以西的編號。
- ●K 土讚線（K / Kochi、Kubokawa）高知站（K00）－窪川站（K26）
- ●G 予土線（G / shimanto Green line）：若井站（G27）－宇和島站（G47）
愛稱「四萬十綠色鐵道（Green line）」的G。高知站為考慮到統一車站編號而採用00。
- ●T 高德線（T / Takamatsu、Tokushima）：德島站（T00）－高松站（T28）
起點「高松站（Takamatsu）」與終點「德島站（Tokushima）」的T。
- ●N 鳴門線（N / Naruto）：池谷站（N04）－鳴門站（N10）
德島站為考慮到統一車站編號而採用00。
- ●B 德島線（B / yoshinogawa Blue line）佐古站（B01）－阿波池田站（B25）
愛稱「吉野川藍色鐵道（Blue Line）」的B。德島站為考慮到統一車站編號而採用00。
- ●M 牟岐線（M / Mugi、awa Muroto seaside line）德島站（M00）－海部站（M28）
「牟岐 (Mugi)」與愛稱「阿波室戶（Muroto）海岸線」的M。

土佐黑潮鐵道
- ●GN 阿佐線（GN / Gomen-Nahari line）：後免站（GN40）－奈半利站（GN21）
愛稱「後免奈半利線（Gomen-Nahari Line）」的GN。與JR土讚線（後免－高知）連續編號，高知站以45降號（=往奈半利方向）。
- ●TK 中村線（TK / Tosa-Kuroshio line）、宿毛線：窪川站（TK26）－宿毛站（TK47）
「土佐黑潮鐵道（Tosa-Kuroshio Line）」的TK。兩線連續路線記號，與JR土讚線連續車站編號（高知站為00）。

阿佐海岸鐵道（已停用）
- ●AK 阿佐東線（AK / Asa-Kaigan）海部站（AK28）—甲浦站（AK30）
以德島站為起點採用連續編號。2020年11月1日編入路段的阿波海南站（阿波海南信號場），並沒有設定阿佐海岸鐵道的編號。
伴隨DMV的引入，2020年11月30日停止以普通鐵道車輛運行。2021年12月25日DMV運行開始後，導覽上不再使用原來的編號，DMV巴士路段的停留所（包括阿波海南、甲浦）都不設編號。

### 高松琴平電氣鐵道
高松琴平電氣鐵道於2013年（平成25年）12月15日綾川站啟用時引入車站編號。記載於站名牌。
- ■K 琴平線（K / Kotohira）：高松築港站（K00）－瓦町站（K02）－琴電琴平站（K21）
- ■N 長尾線（N / Nagao）：高松築港站（N00）－瓦町站（N02）－長尾站（N17）
  - 高松築港站－瓦町之間同時設有琴平線與長尾線的車站編號。
- ■S 志度線（S / Shido）：瓦町站（S00）－琴電志度站（S15）

### 伊予鐵道
伊予鐵道於2015年（平成27年）6月引入車站編號。記載於站名牌。編號的方法為郊外電車與市內電車（松山市內線）分開編號，路線記號「IY」只限郊外電車使用。
郊外電車高濱線、橫河原線、郡中線依次連續編號，高濱線起往巴士連絡的松山觀光港亦加入編號。市內電車因為環狀線系統，則以松山市站開始以順時針方向編號，而環狀線起分支往道後溫泉站的系統、往本町六丁目停留場的系統亦從最大編號依次繼續連續編號。
- 郊外電車

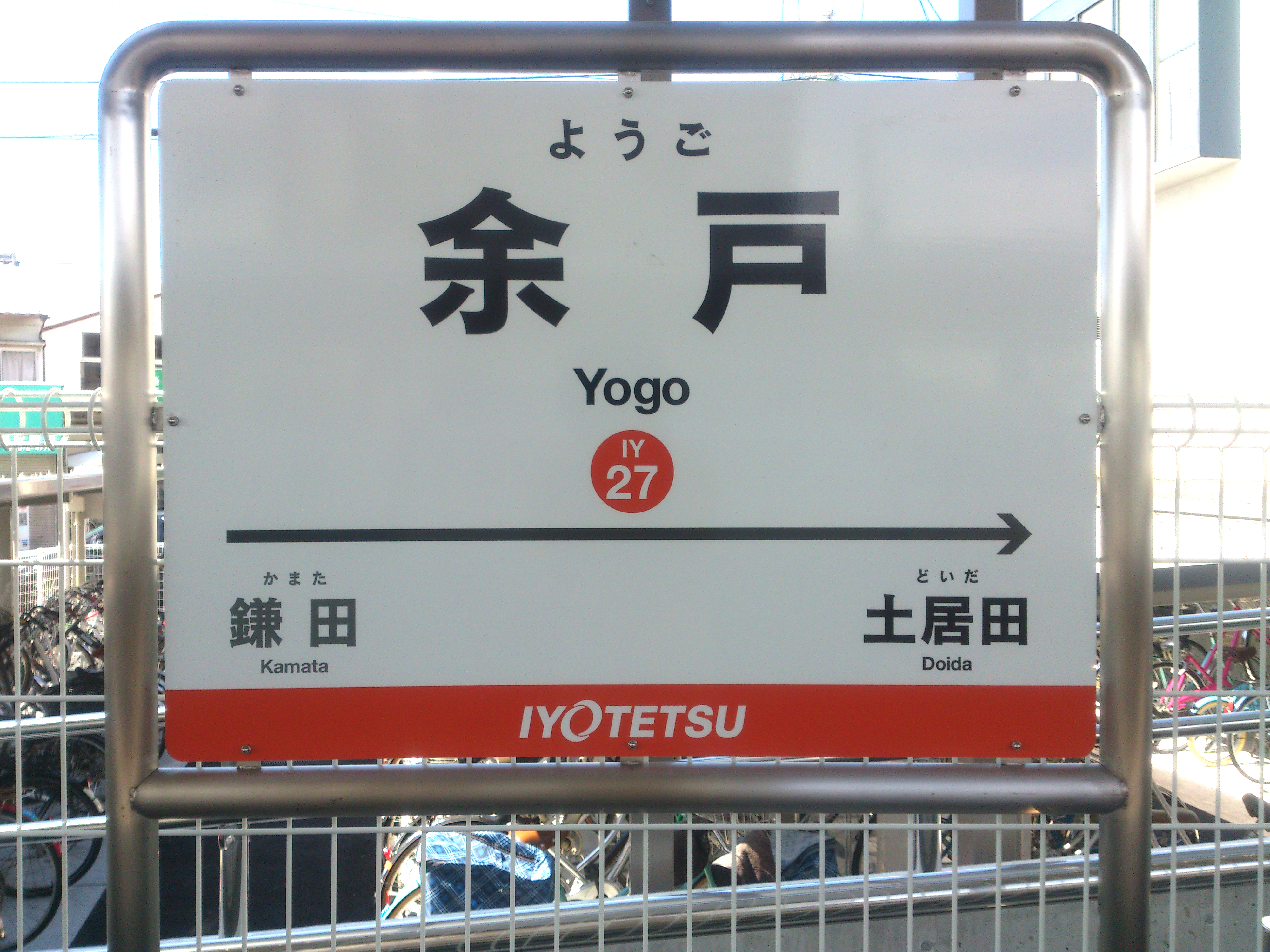
新站名牌形式（餘戶站）

- ●IY 高濱線：松山觀光港（IY00）－高濱站（IY01）－松山市站（IY10）
- ●IY 橫河原線：松山市站（IY10）－橫河原站（IY24）
- ●IY 郡中線：松山市站（IY10）－土橋站（IY25）－郡中港站（IY35）

- 市內電車（松山市內線）

- 環狀線系統（花園線、大手町線、城北線、城南線）：松山市站（01）－南堀端停留場（02）－西堀端停留場（03）－古町站（07）－上一萬停留場（16）－市役所前停留場（21）
- 道後系統（城南線）：上一萬停留場（16）－南町停留場（22）－道後溫泉站（24）
- 本町系統（本町線）：西堀端停留場（25）－本町六丁目停留場（29）

## 九州、沖繩

#### JR九州

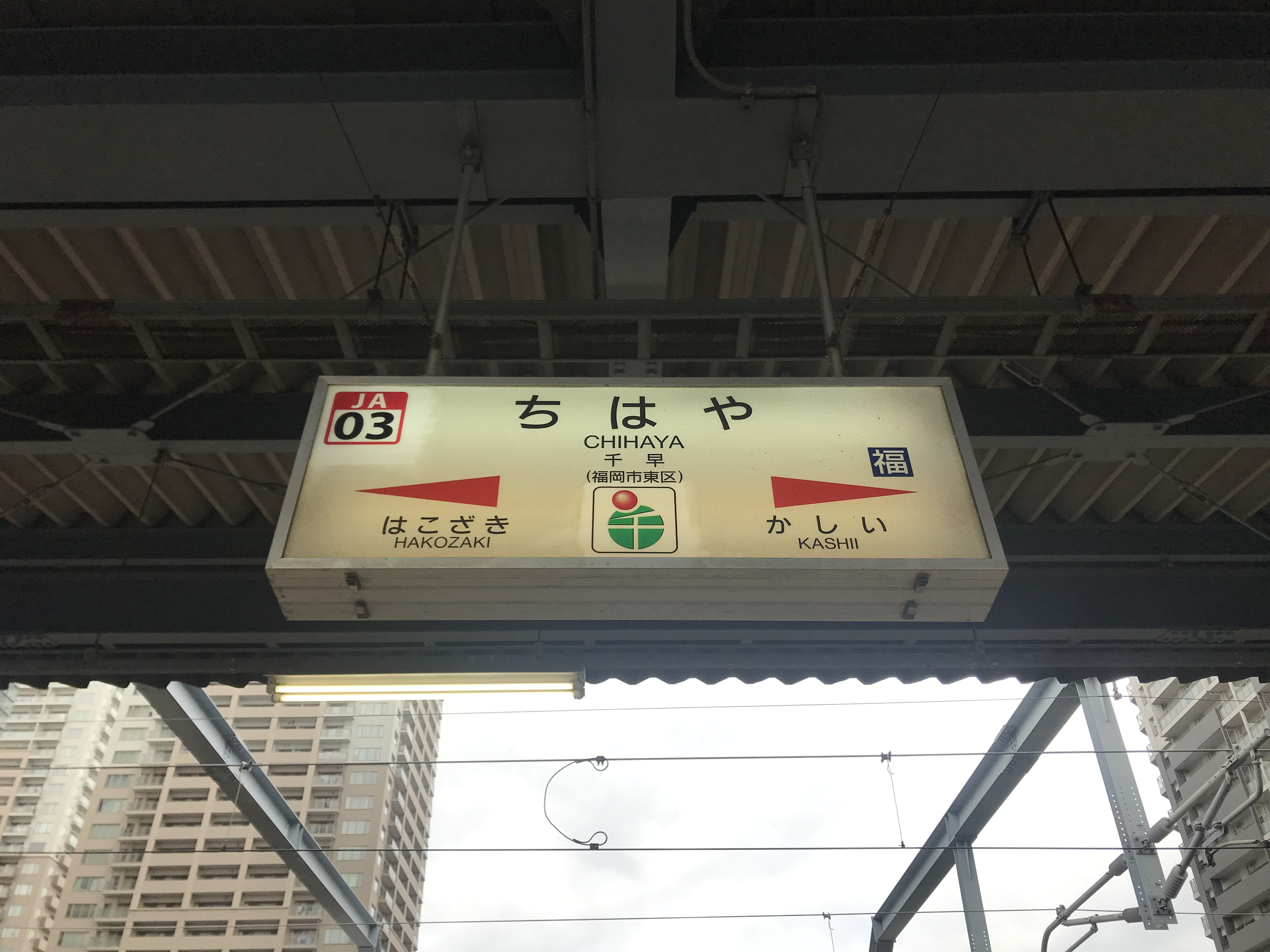
鹿兒島本線的站名牌（千早站）

JR九州自2018年9月30日起在北部九州地域在來線依次引入車站編號。
路線記號包括兩個英文字母，第1個字母所有路線都是「J」（JR的首字母），第2個字母由A至K依字母次序排列。但是，「JA」以及「JC」路段的起點博多站則以不帶路線記號的「00」標示。另外，鹿兒島本線博多以北與博多以南的路線記號是各自編號的，山陽本線在鹿兒島本線博多以北共用相同的路線記號，只以編號區別。筑豐本線在運行系統上分為3個路線記號。
- 鹿兒島本線（JA） 博多站（00）－吉塚站（JA01）－門司港站（JA31）
- 山陽本線（JA）（小倉站（JA51）－）門司站（JA52）－下關站（JA53）
  - 正式來說小倉站－門司站間是直通鹿兒島本線的路段，但作為山陽本線進行編號。
- 鹿兒島本線（JB） 竹下站（JB01）－荒尾站（JB28）
- 福北豐線（筑豐本線、篠栗線）（JC） 博多站（00）－吉塚站（JC01）－桂川站（JC11）－折尾站（JC26）
  - 陣原站與黑崎站只限鹿兒島本線的車站編號，沒有作為福北豐線的車站編號。
- 香椎線（JD） 西戶崎站（JD01）－宇美站（JD16）
- 若松線（筑豐本線）（JE） 折尾站（JE01）－若松站（JE06）
- 日豐本線（JF） 小倉站（JF01）－行橋站（JF10）
- 原田線（筑豐本線）（JG） 桂川站（JG01）－原田站（JG05）
- 長崎本線（JH） 鳥栖站（JH01）－佐賀站（JH08）
- 日田彥山線（JI） （小倉站（JI01）－）城野站（JI04）－田川後藤寺站（JI14）
  - 正式來說小倉站－城野站間是日豐本線的直通路段，但作為日田彥山線進行編號。
- 後藤寺線（JJ） 新飯塚站（JJ01）－田川後藤寺站（JJ06）
- 筑肥線（JK） 姪濱站（JK01）－波多江站（JK06）－筑前前原站（JK08）－唐津站（JK20）（－西唐津站（JK21））
  - 正式來說唐津站－西唐津站間是唐津線的直通路段，而唐津線位於車站編號引入對象外，但此路段只作為筑肥線進行編號。

### 福岡市地下鐵

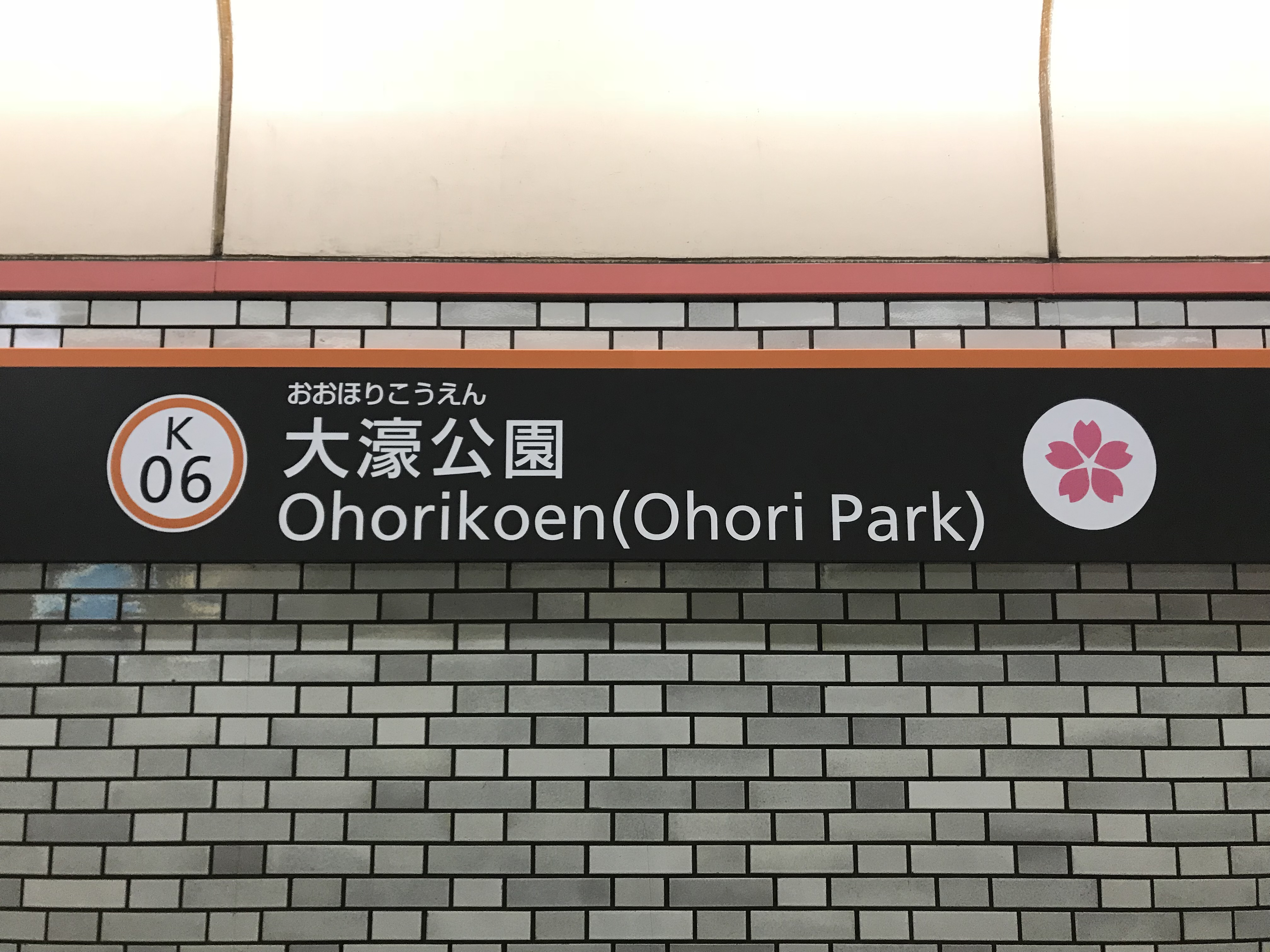
車站編號與標誌並用的福岡地下鐵站名牌（大濠公園站）

福岡市交通局（福岡市地下鐵）於2011年1月24日起至3月上旬各站依次引入於資訊。交通局網站的路線圖，一直使用車站編號。
- K 機場線（K / Kūkō）姪濱站（K01）－福岡機場站（K13）
- H 箱崎線（H / Hakozaki）中洲川端站（H01）－貝塚站（H07）
- N 七隈線（N / Nanakuma）橋本站（N01）－博多站（N18）
2023年3月27日開業的櫛田神社前站為「N17」，博多站為「N18」[93]。

### 西日本鐵道、筑豐電氣鐵道
西日本鐵道
西日本鐵道自2017年2月1日起依次在天神大牟田線、太宰府線、甘木線、貝塚線全部72個車站引入。
- T 天神大牟田線（T / Tenjin-ōmuta）西鐵福岡（天神）站（T01）－大牟田站（T50）
  - 「T08」預定作為雜餉隈站－春日原站之間開業的新站，因此在車站編號引入時沒有對應車站。
- D 太宰府線（D / Dazaifu）西鐵五條站（D01）、太宰府站（D02）
- A 甘木線（A / Amagi）甘木站（A01）－五郎丸站（A11）
- NK 貝塚線（NK / Nishitetsu-Kaizuka）貝塚站（NK01）－西鐵新宮站（NK10）

筑豐電氣鐵道
筑豐電氣鐵道於2013年1月28日起至3月末日宣佈所有車站依次引入。
- CK 筑豐電氣鐵道線（CK / ChiKutetsu）黑崎站前站（CK01）－筑豐直方站（CK21）

### 北九州高速鐵道（北九州單軌電車）
引入時期不明。
- 小倉線 小倉站（01）－企救丘站（13)）

### 平成筑豐鐵道
平成筑豐鐵道自2019年10月1日起依次引入車站編號。路線記號全公司統一為「HC」和數字組成。伊田線與田川線以連續使用「01」起編號，糸田線則由「51」起編號，糸田線的分支站金田站不作雙重編號。
- ■HC 伊田線、田川線 直方站（HC01）－田川伊田站（HC15）－行橋站（HC31）
- ■HC 糸田線 豐前大熊站（HC51）－田川後藤寺站（HC55）

### 長崎電氣軌道

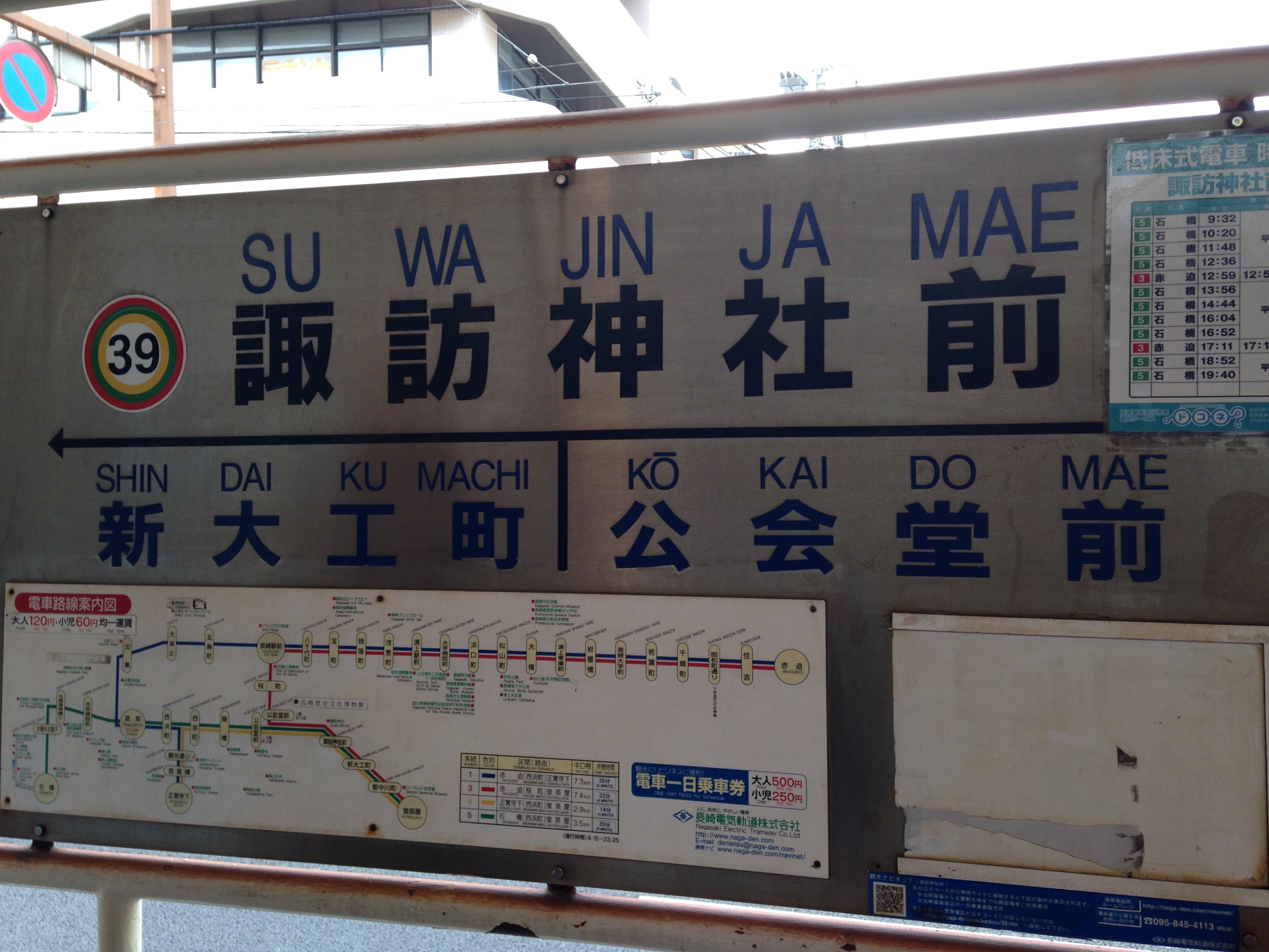
螢茶屋線的站名牌（諏訪神社前停留場）

長崎電氣軌道於昭和末期起即引入車站編號。1984年（昭和59年）5月30日於寶町（下行）與大波止（上行）試驗性設置停留場名表示板，亦首度顯示停留場編號。之後，9月至10月長崎站前與築町的上行下行均設置了包含車站編號的顯示板，而其他的主要停留場則於下行或上行設置，並依次設置。根據1985年（昭和60年）發行的社史，1984年（昭和59年）9月中旬起各電停逐步設立放入羅馬拼音的顯示板，並記載了放入車站編號的電停顯示板的照片。全部停留所的編號按照本線（赤迫線→本線）、螢茶屋線、櫻町線、大浦線的次序實行。2012年改為站名牌的編號欄（停留所名的左則以○圍着的數字顯示）的新設計，改為以白色背景黑色數字並以○標示外框，外框顏色按照路線變成藍、紅、黃、綠色。此外，2 - 3系統重複行走的路段的停留所以多個○顏色顯示。
- 本線 赤迫停留場（11）－正覺寺下停留場（35）
  - 昭和町通停留場沒有編號。
- 螢茶屋線 西濱町停留場（拱廊入口乘車場、36）－螢茶屋停留場（43）
  - 42為欠號。
- 櫻町線 櫻町站（44）－公會堂前停留場（桶屋町側乘車場、45）
- 大浦線 市民醫院前站（47）－石橋停留場（51）
  - 46與49為欠號。（46為舊入江町停留場（日语：入江町停留場）的編號）

### 熊本市電

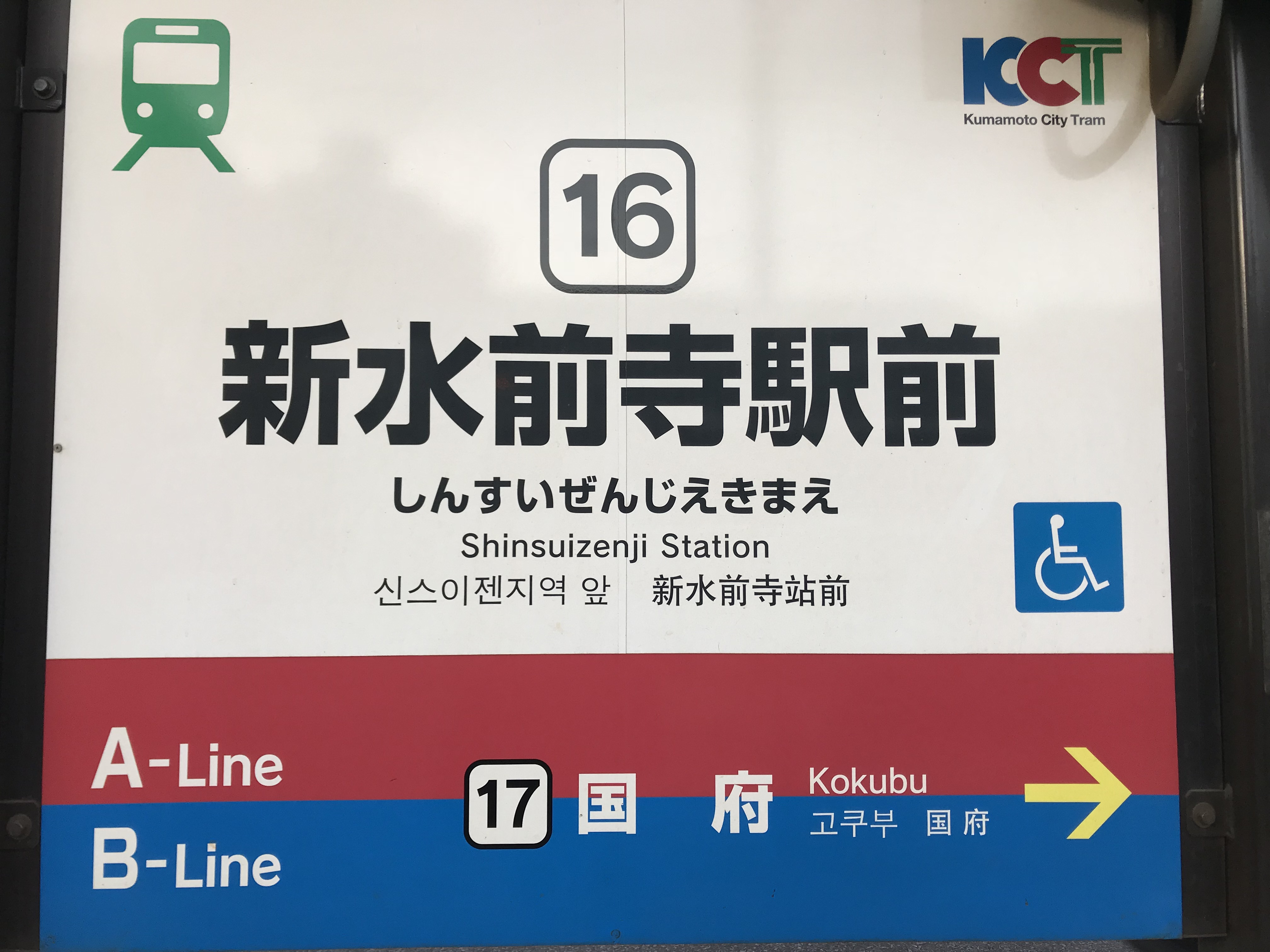
熊本市電的站名牌（新水前寺站前停留場）

熊本市交通局（熊本市電）於2011年3月1日引入，同時運行系統與一部分停留所改變名稱。A、B兩系統共通的辛島町停留場（8）－健軍町站之間，由於使用者多使用A系統的停留所，因此只設有A系統編號，成為特色。
- ■A系統（舊2系統）
  - 田崎線、幹線、水前寺線、健軍線 田崎橋停留場（1）－健軍町停留場（26）
- ■B系統（舊3系統）（B）
  - 上熊本線 上熊本站前站（B1）－西辛島町停留場（B9）

### 熊本電氣鐵道
熊本電氣鐵道在2019年10月1日起引入。字母為KD（Kumamoto Dentetsu）。
- 菊池線 上熊本站（KD01）－坪井川公園站（KD05）－北熊本站（KD08）－龜井站（KD10）－御代志站（KD19）
- 藤崎線 藤崎宮前站（KD06）－北熊本站（KD08）
  - KD09欠號。這是因為防止整理券編號的6與9混淆，故任由9號欠號，整理券編號與車站編號共用。

### 肥薩橙鐵道
肥薩橙鐵道在2019年10月1日引入（但是，各站時刻表與車費表自2019年3月16日時刻表改正時已經刊登）。字母為OR（Orange Railway）。
- 肥薩橙鐵道線 八代站（OR01）－佐敷站（OR09）－水俁站（OR13）－出水站（OR16）－阿久根站（OR21）－川內站（OR28）

### 鹿兒島市電
鹿兒島市交通局（鹿兒島市電）在2018年4月官方公佈前，只在各停留所記載車站編號。表記為2段，上段為系統編號，下段為車站編號的2行標記。兩系統共用的路段則使用雙重編號（但是起點相同則使用相同數值）。
- ■1系統（I）
  - 鹿兒島站前停留場（I01）－天文館通停留場（I07）－郡元停留場（I16）－郡元停留場（南側）（I17）－谷山停留場（I25）
- ■2系統（N）
  - 鹿兒島站前停留場（N01）－天文館通停留場（N07）－郡元停留場（N20）

### 沖繩都市單軌電車
列於沖繩都市單軌電車線各站的站名牌、車內液晶畫面與自動售票機的車費表上。
- 那霸機場站（1）－日子浦西站（19）